# Église Notre-Dame d'Othis
L'église Notre-Dame-de-la-Nativité est une église catholique paroissiale située à Othis, en Seine-et-Marne, en France. Elle a été bâtie entre la fin du XVe et la première moitié du XVIe siècle dans le style gothique flamboyant, en réutilisant en partie les maçonneries d'un édifice antérieur du XIVe siècle. Seules les clés de voûte et la façade occidentale richement décorée se rattachent au style de la Renaissance. La façade, probablement achevée en 1573, compte parmi les plus remarquables de son époque dans tout le département. L'église elle-même est un édifice beaucoup plus modeste, à peine plus longue que large, et de hauteur médiocre. Son architecture est plus soignée que ne le suggèrent les élévations latérales et le chevet pratiquement frustes, mais les piliers monocylindriques et l'absence de formerets traduisent l'économie des moyens. L'église Notre-Dame a été classée aux monuments historiques par liste de 1875. Elle est aujourd'hui affiliée au secteur paroissial Ouest-Goële, avec siège à Dammartin-en-Goële, et les messes dominicales y sont célébrées irrégulièrement, environ un samedi soir par mois, à 18 h 30.

## Localisation
L'église Notre-Dame est située en France, en région Île-de-France et dans le département de Seine-et-Marne, sur la commune d'Othis, rue Gérard-de-Nerval, face au carrefour avec l´avenue du 8 mai 1945. C'est la façade occidentale qui donne sur le carrefour. Au nord, l'église est bordée par un parking baptisée place du 10 mai 1981. Le chevet et l'élévation méridionale donnent sur le parc de la Mairie, dans le périmètre duquel se situent la mairie et plusieurs installations culturelles de la commune, dont l´espace Daniel-Balavoine, qui est abrité dans l'ancien presbytère, au sud de l'église. Celle-ci est donc libre de toutes constructions mitoyennes, mais l'élévation méridionale n'est pas tout à fait dégagée.

## Historique

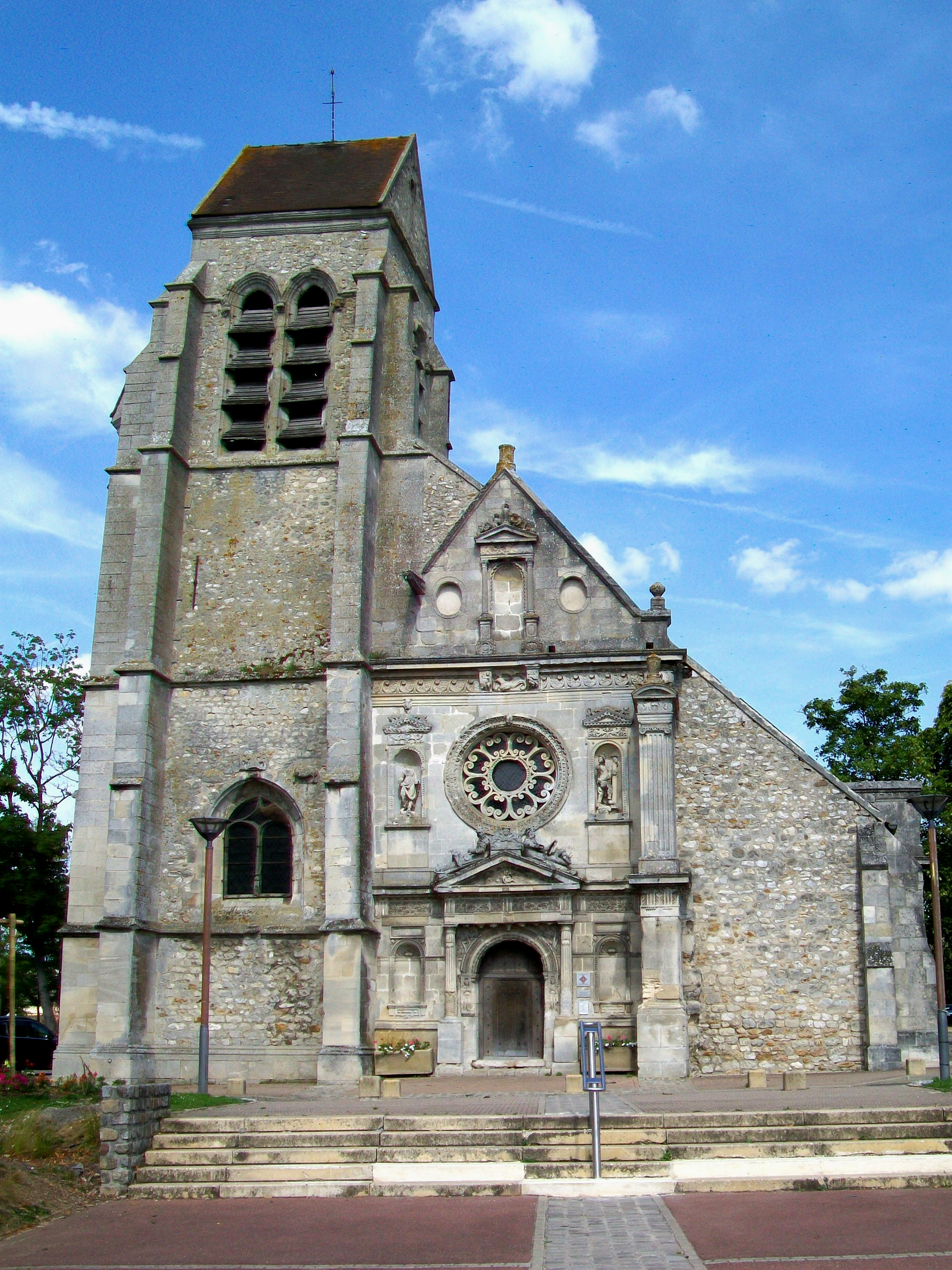
Vue depuis l'ouest.

L'église est dédiée à la Sainte-Vierge, sous le vocable particulier de la Nativité de Marie, célébrée le 8 septembre. Elle comporterait des éléments du XIVe siècle, et l'église actuelle aurait donc été construite en intégrant des maçonneries plus anciennes. Louis Michelin écrit en 1841 que l'église a été bâtie en 1555, « suivant une inscription que l'on voit sur le portail ». Ce n'est apparemment pas toute la vérité. Lors d'une visite pastorale vers la même époque, Mgr Auguste Allou ne peut plus déchiffrer que les deux premiers chiffres. Les anciens du village lui assurent qu'on y lisait autrefois 1561. En 1858, Amédée Aufauvre et Charles Fichot relatent que la date de 1573 se lit sur le cartouche en haut de l'une des deux colonnes qui cantonnent la porte. En 1879, Léon Palustre se rattache à cette date de 1879 ; en 1881, il dit l'église du début du règne de Charles IX, qui dure de 1560 jusqu'en 1574. En 1935, Marcel Aubert préfère sans doute se fier à Aufauvre et Fichot, qui ont fourni la description la plus complète et pertinente, et écrit en : « La façade, de la Renaissance, est datée, par une inscription, aujourd'hui effacée, de 1573 ». La question de l'attribution à un architecte n'est pas encore tranchée. Le nom de Jean Goujon est régulièrement avancé, sans preuve. Léon Palustre fait implicitement le rapprochement avec l'église Notre-Dame de La Ferté-Milon, généralement attribué à Philibert Delorme en raison de son séjour à Villers-Cotterêts au moment de sa construction, et sous-entend donc que ce maître-maçon pourrait aussi être l'architecte de Notre-Dame d'Othis. Selon Palustre, la façade « mérite aussi de grands éloges. L'architecte, secondé par un habile ornemaniste, est parvenu, chose rare, à faire une œuvre dont l'extrême richesse n'entraine aucune lourdeur ». L'appréciation d'Amédée Aufauvre et Charles Fichot va dans le même sens : « Malgré ses mutilations, le portail d'Othis est un des plus intéressants motifs de l'art italien-français du XVIe siècle, assurément on ne peut le mettre sur la même ligne que la plupart des constructions ogivales, mêmes secondaires, dont nous avons parlé jusqu'ici, mais il est l'une des plus complètes expressions de l'époque à laquelle il appartient ».

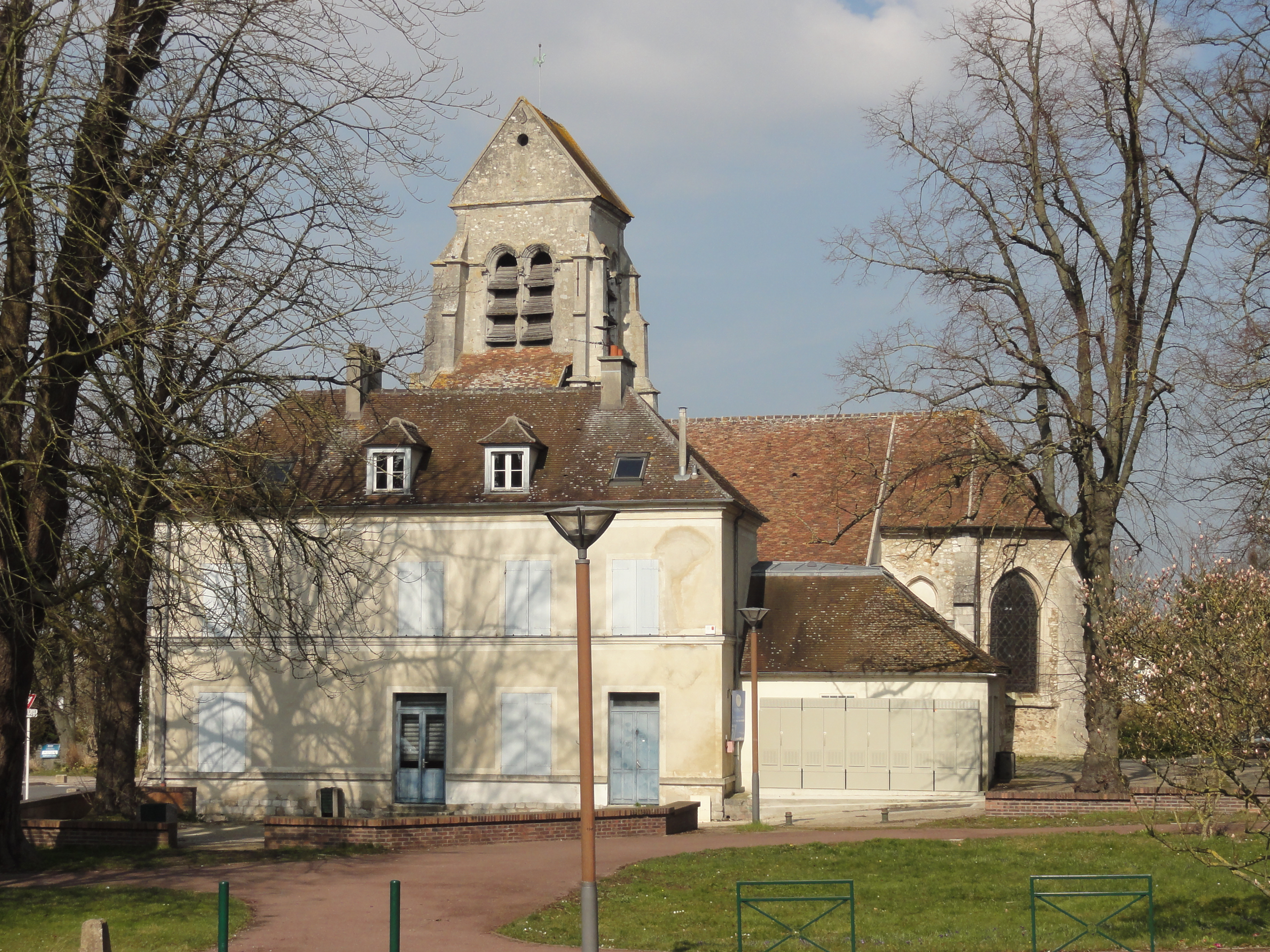
Vue depuis le sud.

Plusieurs décennies après son achèvement, l'église est consacrée le 9 mai 1599 par le ligueur Guillaume Rose, évêque de Senlis, selon une inscription dont une partie subsistait encore vers le début des années 1930 autour de la fenêtre d'axe du chœur. Il ne faut pas confondre cette date avec la date d'achèvement de l'église, comme l'a fait Maurice Pignard-Péguet en 1911. Le collateur de la cure est l'abbé de l'abbaye Saint-Vincent de Senlis, et non le chapitre de Senlis (d'ailleurs lequel ?), comme l'affirme Louis Michelin. Sous l'Ancien Régime, la paroisse d'Othis relève du diocèse de Senlis, doyenné de Senlis. Sous la Révolution française, elle est rattachée au diocèse de Meaux avec l'ensemble des paroisses du département de Seine-et-Marne. Surtout en raison de sa « plus élégante façade d'église que le XVIe siècle ait peut-être élevée dans les environs de Paris » (Léon Palustre), l'église est classée aux monuments historiques par liste de 1875. Pendant la première moitié du XXe siècle, son état laisse fortement à désirer. Marcel Aubert rapporte en 1935 : « Le mur occidental s'est écarté, les voûtes ont poussé et l'édifice est en fort mauvais état. M. Bray vient de sauver le clocher, accoté au nord de la façade, en reconstruisant les parties basses ». Entre 1984 et 1988, la totalité de l'église est restaurée par la municipalité. Aujourd'hui, l'église Notre-Dame est affiliée au secteur paroissial Ouest-Goële, avec siège à Dammartin-en-Goële, et les messes dominicales y sont célébrées irrégulièrement, environ un samedi soir par mois, à 18 h 30.

## Description

Plan de l'église.

### Aperçu général
Régulièrement orientée, l'église répond à un plan presque symétrique assez simple. Hormis l'abside, elle est tout aussi large que longue, et se compose d'une nef de quatre travées, prolongée par une abside à cinq pans, et de deux bas-côtés assez larges qui flanquent la nef. Ils se terminent par un chevet plat. La première travée du bas-côté nord est la base du clocher, et diffère des autres. Une sacristie est accolée au chevet du bas-côté sud. La nef est à deux niveaux d'élévation, avec l'étage des grandes arcades et un étage de murs aveugles. Le jour n'y entre que par la rosace occidentale, et indirectement par les bas-côtés et l'abside. L'ensemble de l'église est voûté d'ogives, avec des voûtes quadripartites ordinaires, sauf bien sûr pour l'abside polygonale. Le portail occidental de la nef constitue l'unique accès à l'église. Nef et bas-côtés sont munis d'une large toiture unique. Comme particularité, le clocher est relié au rampant sud de la toiture par un appentis.

### Extérieur

#### Façade occidentale

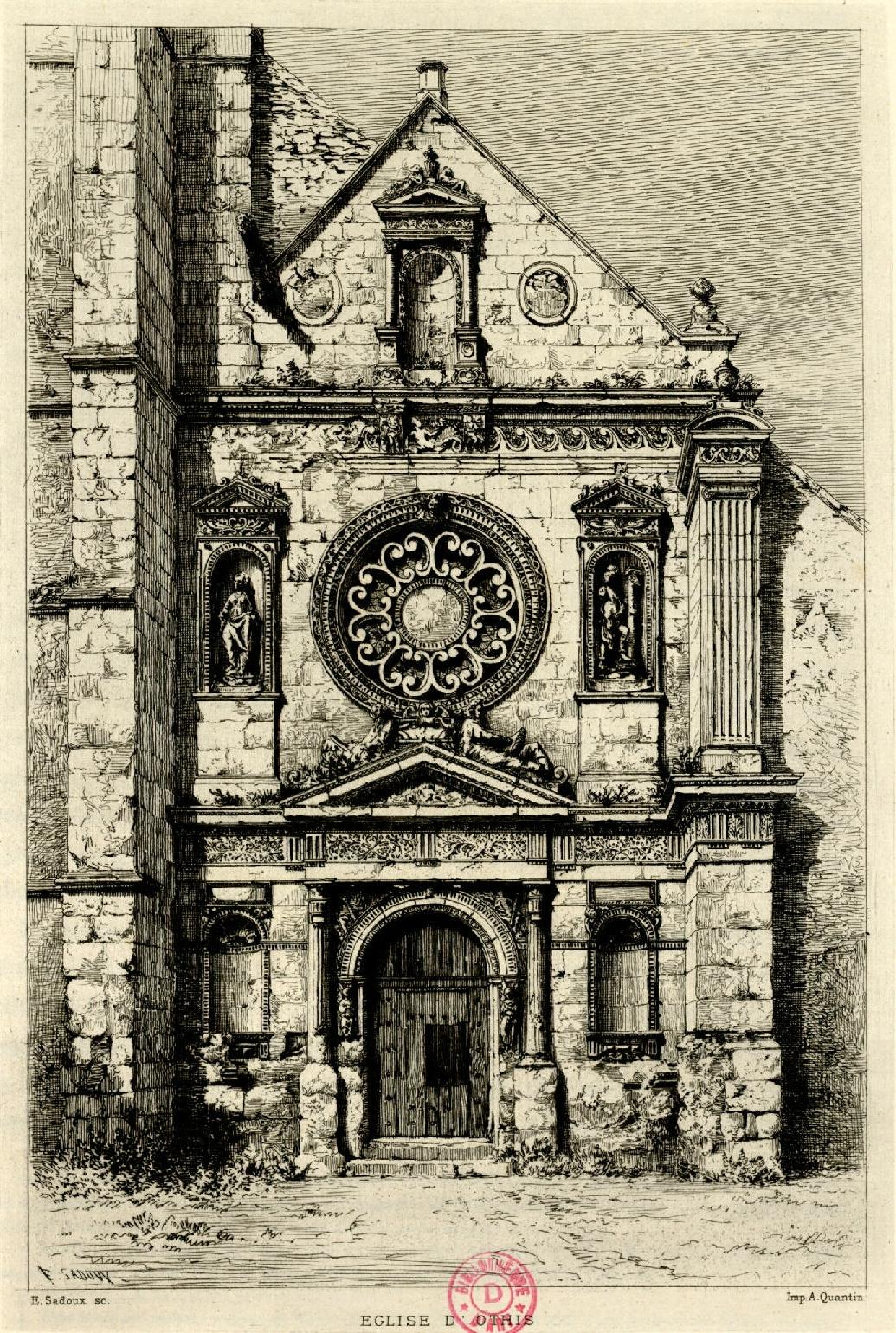
Gravure par Eugène Sadoux, vers 1878.

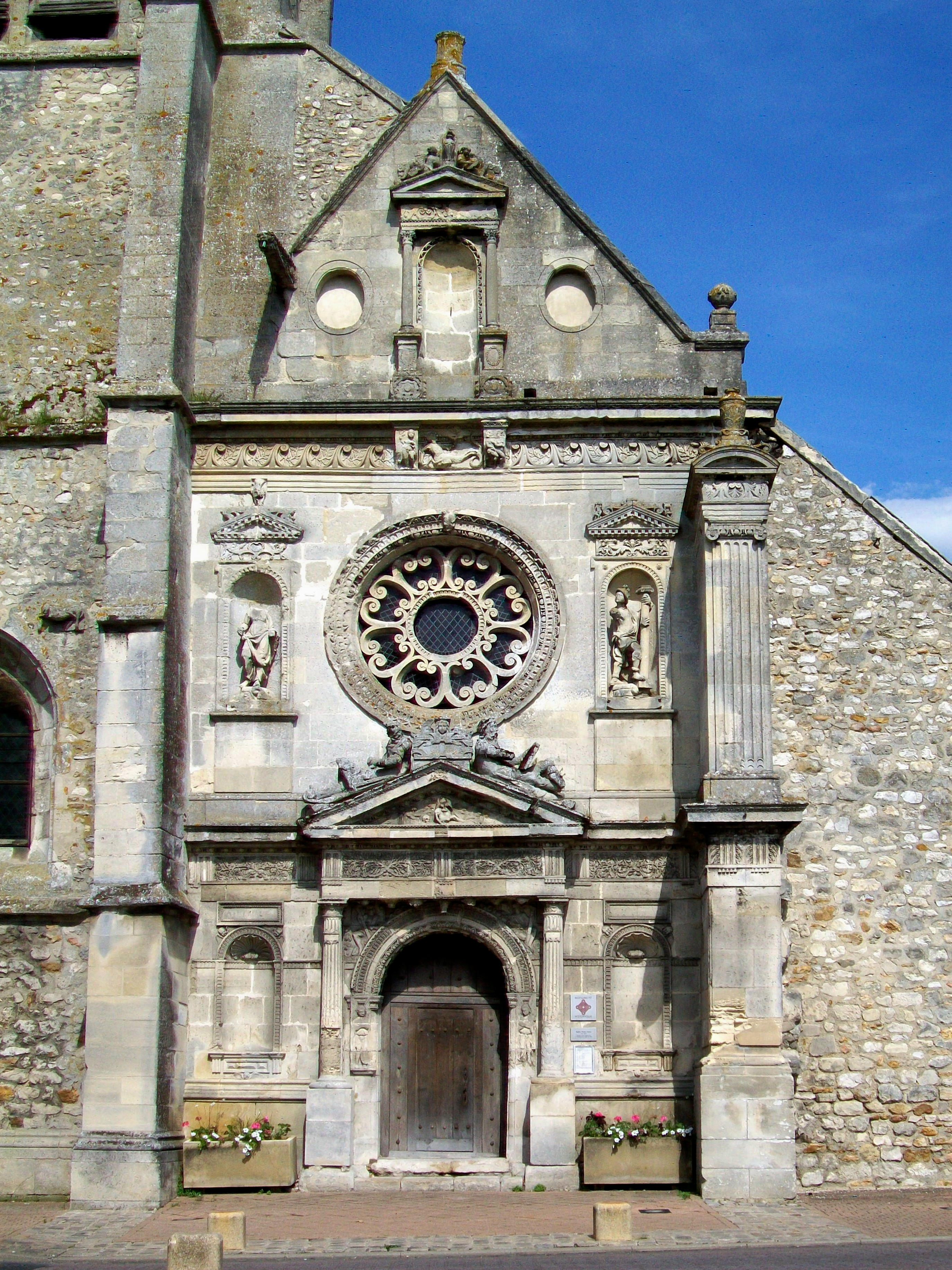
Façade Renaissance.

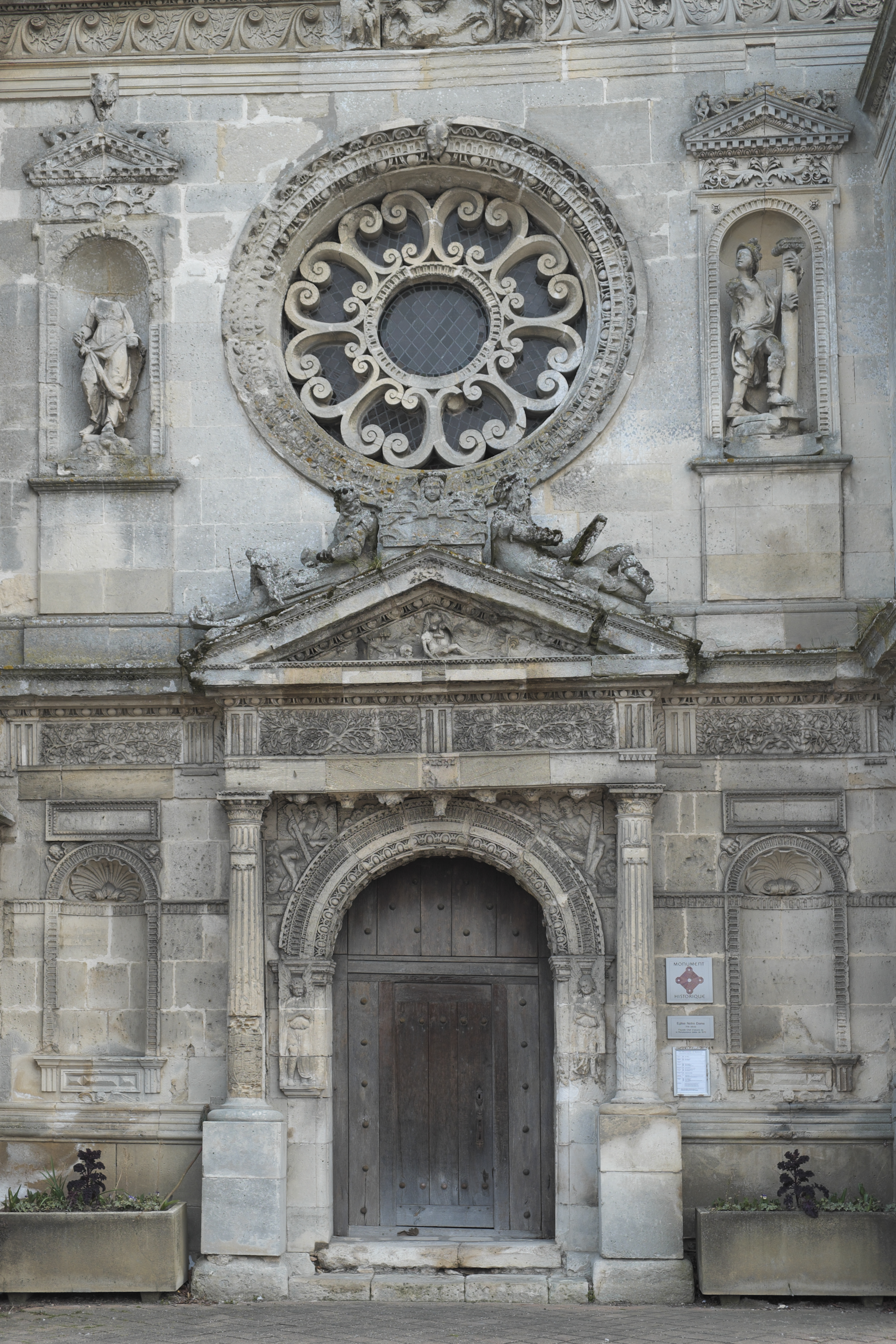
Partie centrale de la façade.

La façade Renaissance terminée en 1573 concerne tout le mur occidental de la nef, y compris le contrefort de droite, mais exclut le contrefort de gauche, qui appartient au clocher, bien antérieur à la façade, et n'a pas été remanié. Le décor s'organise sur trois registres, dont le troisième correspond au pignon. On peut s'étonner que le premier registre, le plus important puisqu'il contient la porte, soit d'environ 20 % moins élevé que le suivant. Les éléments structurants sont des entablements et une niche à statue à gauche et à droite pour les deux premiers registres ; la porte surmonté d'un fronton qui se superpose déjà à la partie basse du deuxième registre ; la rosace qui éclaire la nef ; et une niche a statue centrale flanquée de deux oculi ovales simulés pour le pignon. Dans toute sa composition, le décor diffère d'un registre à l'autre, ce qui n'empêche pas que certains motifs, dont notamment les oves et les dards, soient employés à de différents endroits. Léon Palustre en donne l'appréciation suivante : « Ce qu'il faut admirer
principalement dans cette belle et riche façade, c'est le fini prodigieux de l'exécution. La partie ornementale est traitée avec une telle supériorité que l'on se demande à quel maître du temps de Charles IX il peut bien être permis de l'attribuer. Chose en outre extraordinaire! aucune faiblesse n'est sensible en quelque endroit et la niche du fronton n'accuse pas moins de soin que l'archivolte du portail. En définitive, on sent un art qui est en pleine possession de lui-même, où chaque détail est pour ainsi dire raisonné, où loin d'agir sous l'empire du caprice, de la fougue, de l'entrain, on a procédé avec calme,
mesure et lenteur. Rien ne fait encore pressentir la décadence, mais il est évident, toutefois, que tant de modération ne peut être de longue durée. Bientôt la note sera forcée inévitablement; on oubliera que l'on peut faire grand même dans les petites choses, et, sous prétexte de magnificence, la lourdeur pénétrera dans tous les membres d'une architecture dévoyée, aussi bien dans son principe que dans son application ».
La porte, en plein cintre, et à un seul vantail contenant une petite porte rectangulaire, est à échelle humaine. À une certaine distance, qui laisse de la place au décor, elle est cantonnée de deux colonnes doriques cannelés, dont la base est enveloppée de légères branches de lierre devenues méconnaissables, et dont la partie supérieure est chargée d'un cartouche d'applique, dont l'un affichait jadis la date de 1573. Les chapiteaux sont composés d'un rang de feuilles d'acanthe et d'un rang de perles. Des oves et des dards occupent l'échine des tailloirs, qui sont sinon de simples tablettes carrées, avec néanmoins un rang de petites feuilles doubles en haut. Les tailloirs supportent un entablement plaqué devant la surface murale. Si la face frontale de l'architrave est lisse, le soffite est abondamment sculpté en demi-relief. Circonscrits par sept cadres de moulures, se profilent quatre têtes de chérubin « trop saillantes » en alternance avec des culs-de-lampe feuillagés « fort inutiles en cet endroit ». Ce sont là les principaux points de critique que Léon Palustre avance. La métope affiche seulement trois diglyphes à gouttes, qui délimitent deux panneaux sculptés de branches d'olivier nouées ensemble. Selon Léon Palustre, « le sculpteur a voulu se surpasser en exécutant ces riches feuillages dont la conservation est si parfaite qu'on les dirait achevés récemment ». Dans l'échine de la corniche, reviennent les oves et dards. Le fronton, dont les rampants sont calqués sur la corniche comme l'exigent les conventions, contient un haut-relief, et est couronné d'un grand cartouche sommé d'une tête de chérubin, qui sert de dossier aux deux personnages allongés sur les rampants. Ce sont des prophètes, probablement Moïse et Élie,. Les auteurs ne nomment pas le motif du fronton. Ce pourrait être une Pietà. La tête de la Vierge manque. À gauche, un crâne gît par terre. La scène se déroule sur une butte et quelques arbres sont placés à l'arrière-plan. Ce cadre évoque bien le Golgotha.
L'archivolte de la porte se compose de sept claveaux, conformément aux sept compartiments du soffite. L'intrados est ici sculpté assez discrètement de sept motifs différents au milieu d'entrelacs. Sous la clé d'arc, l'on voit Dieu le Père coiffé d'une tiare ; à ses côtés, la Vierge Marie et un saint patron ; et à gauche et à droite, les quatre symboles du Tétramorphe. L'extrados accuse un rang d'oves et de dards, tandis que la partie supérieure est guillochée. La retombée ne s'effectue pas sur des pilastres ou colonnettes à chapiteaux : un ange est adossé à chacun des deux piédroits. Léon Palustre leur reproche d'avoir trop l'air de cariatides, « car un semblable office est peu convenable pour des messages célestes ». Selon lui, les deux autres anges qui occupent les écoinçons figurent beaucoup mieux à leur place. Ils portent des instruments de la Passion, la croix, une colonne, des clous, des verges, et il ne peut faire aucun doute que le sculpteur veut ici rappeler la Passion du Christ. Une Pietà sur le fronton s'accorderait bien avec ce sujet. Le reste de la façade ne poursuit pas la thématique de la Passion et de la Résurrection. Les deux niches inférieures, décorées assez sobrement, devaient contenir des statues de la Prudence et de la Tempérance, car les deux niches supérieures, plus riches, abritent encore des statues mutilées de la Force et de la Justice, et l'ensemble donne les quatre Vertus cardinales. Les niches inférieures se terminent en coquille Saint-Jacques, et des têtes d'angelots flanquées d'ailes déployés se profilent sur les écoinçons. Au-dessus, est disposé un cartouche vide bien plus grand que leurs homologues des colonnes. Les niches supérieures sont surmontés d'un entablement en bas-relief, sculpté de rinceaux, et d'un fronton également en bas-relief, orné d'oves et de dards ainsi que de denticules, dans la tradition antique,.
Pour compléter l'évocation du deuxième registre, reste à signaler la rosace, entouré des motifs habituels, et muni d'un remplage constitué de huit paires de volutes affrontées, qui forment les festons autour du grand oculus central. « Rose et niches sont composés avec un remarquable talent » (Léon Palustre). Plus haut, le second entablement diffère du précédent par une architrave profilée de plusieurs ressauts et une métope sculptée de postes ou flots grecs, qui chacun s'accompagne d'une branche d'olivier qui suit le même mouvement de vague. Au milieu, l'on distingue ce qui apparaît comme une sirène, mais elle symbolise en fait le serpent de la tentation, car les consoles à gauche et à la droite, qui interrompent la frise de l'entablement, arborent des bas-reliefs qui illustrent la scène de l'ange chassant Adam et Ève du paradis. Ce qui fournit le prétexte pour ces consoles est la petite attique qui sert d'encadrement à la niche médiane du pignon. Elle est formée par deux colonnettes corinthiennes, qui supportent un entablement à la frise de rinceaux, sommé d'un fronton triangulaire. Comme sur le fronton de la porte, deux personnes sont allongées sur les rampants, de part et d'autre d'une urne posée au sommet. Selon Léon Palustre, la niche devait abriter initialement une statue du Christ Rédempteur. Les deux oculi simulés ne sont pas décorés. À gauche, une gargouille permettait d'évacuer les eaux pluviales de la noue qui séparait primitivement le clocher du rampant nord du toit de la nef. Reste à insister sur le contrefort à droite de la façade. Au niveau du premier registre, il montre le même entablement que la façade, avec deux diglyphes. Au niveau du deuxième registre, il est traité à la façon d'un pilastre ionique cannelé. Afin de laisser de la place au chaperon sommé d'un vase qui forme le couronnement, l'entablement est situé plus bas que sur la façade, et sa frise est ici sculptée d'une sorte de palmette, les postes n'étant pas propice à la décoration d'un segment aussi court,.

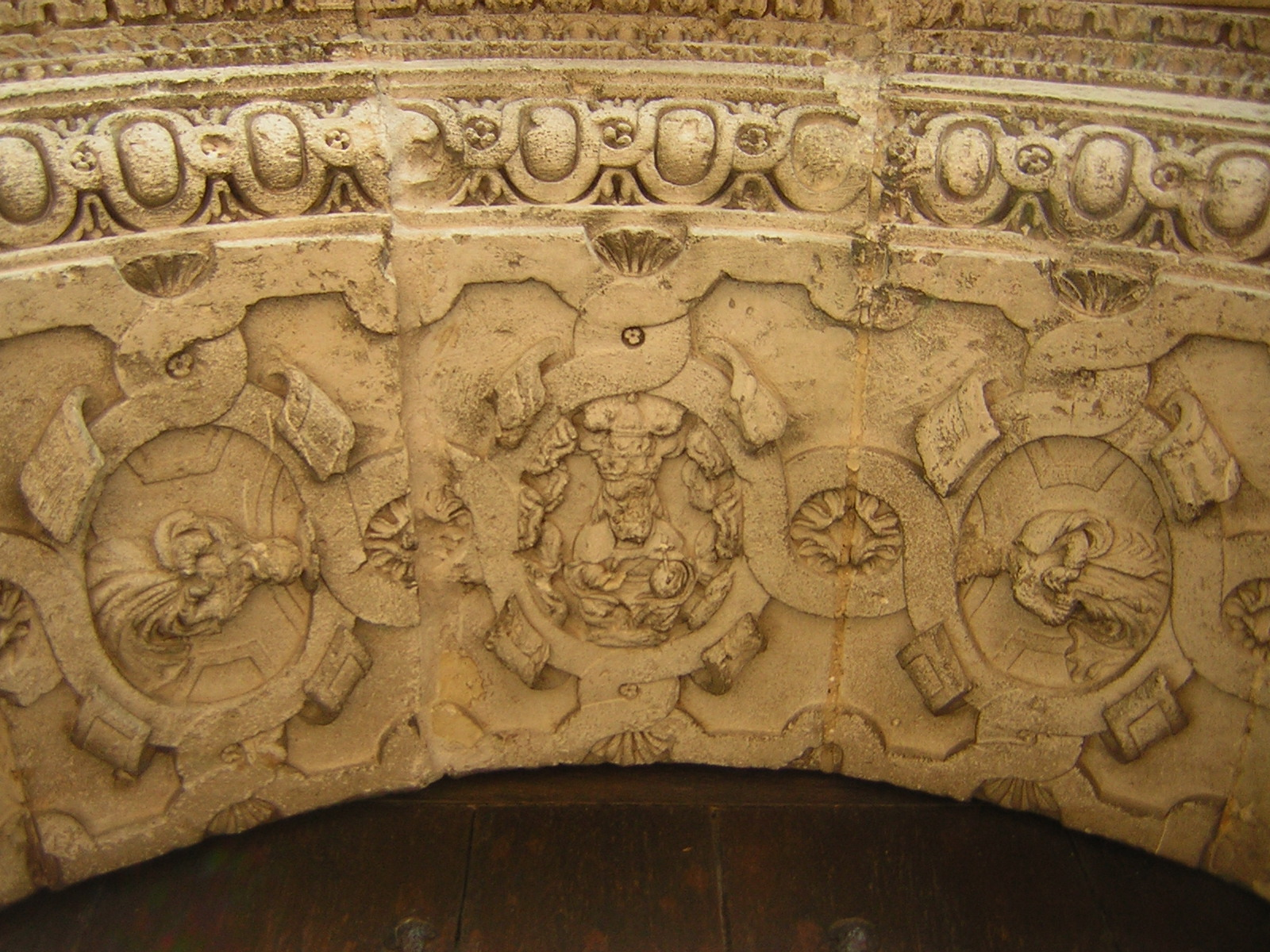
Intrados.
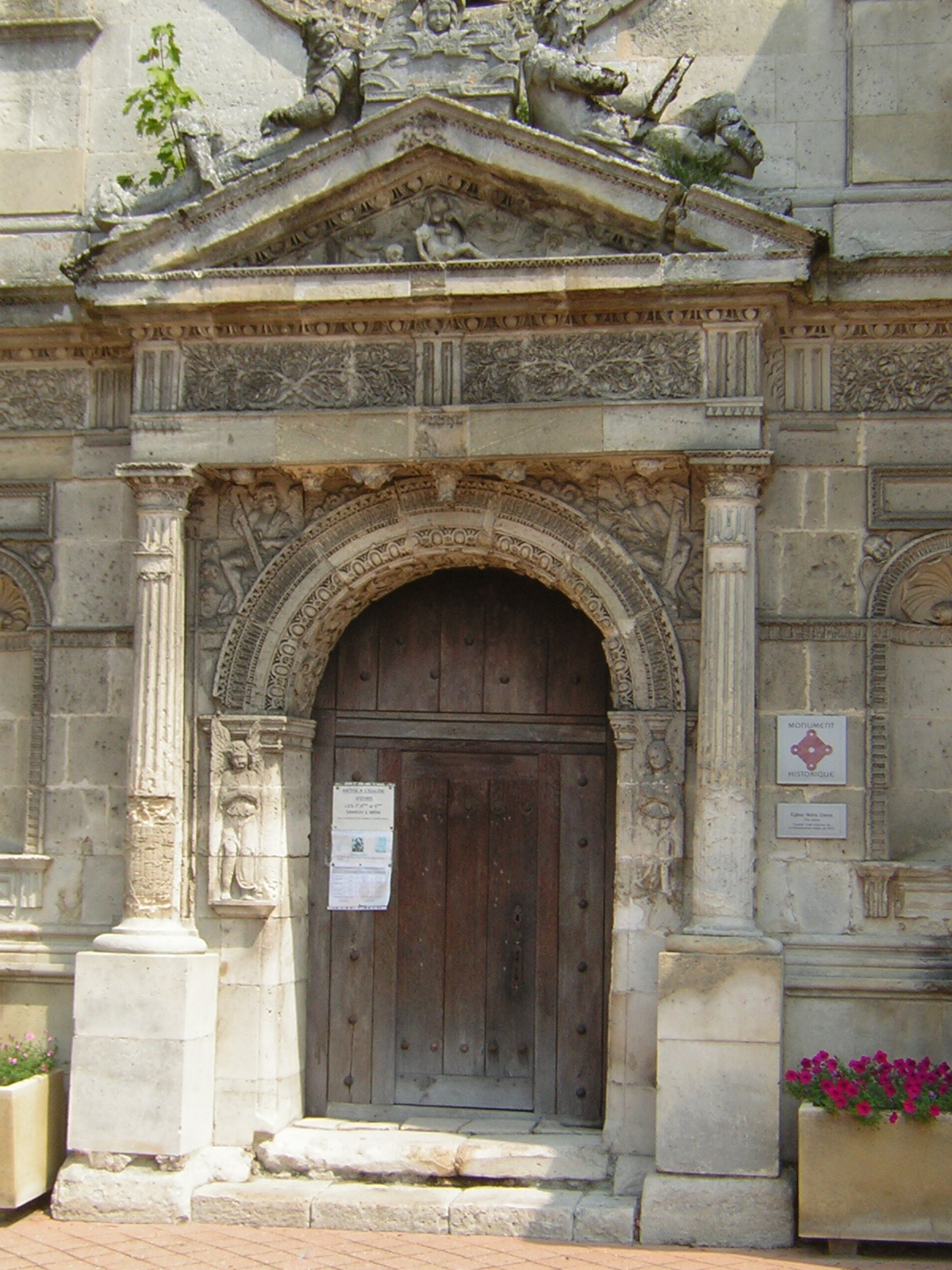
Portail et avant-corps.
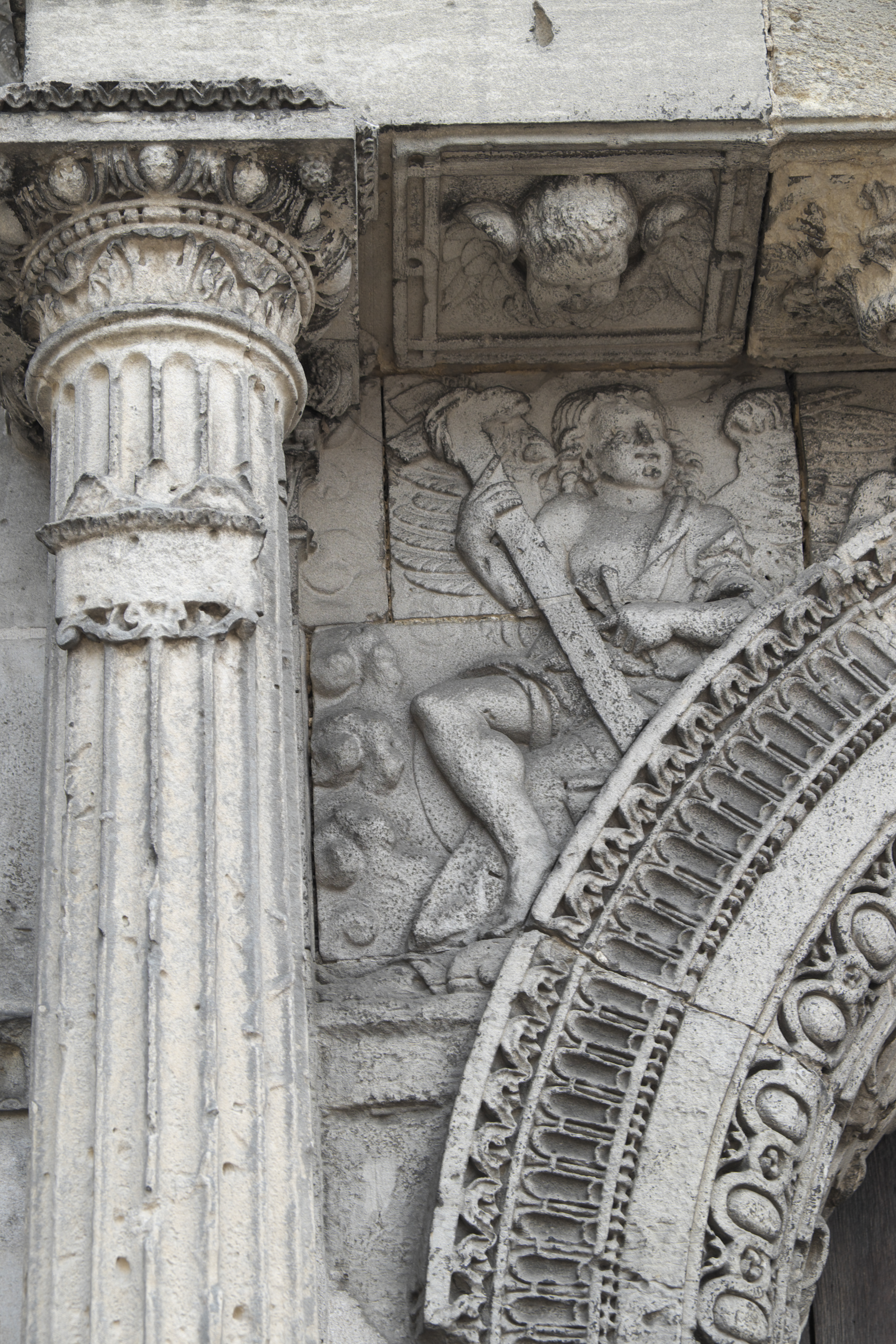
Écoinçon de gauche.
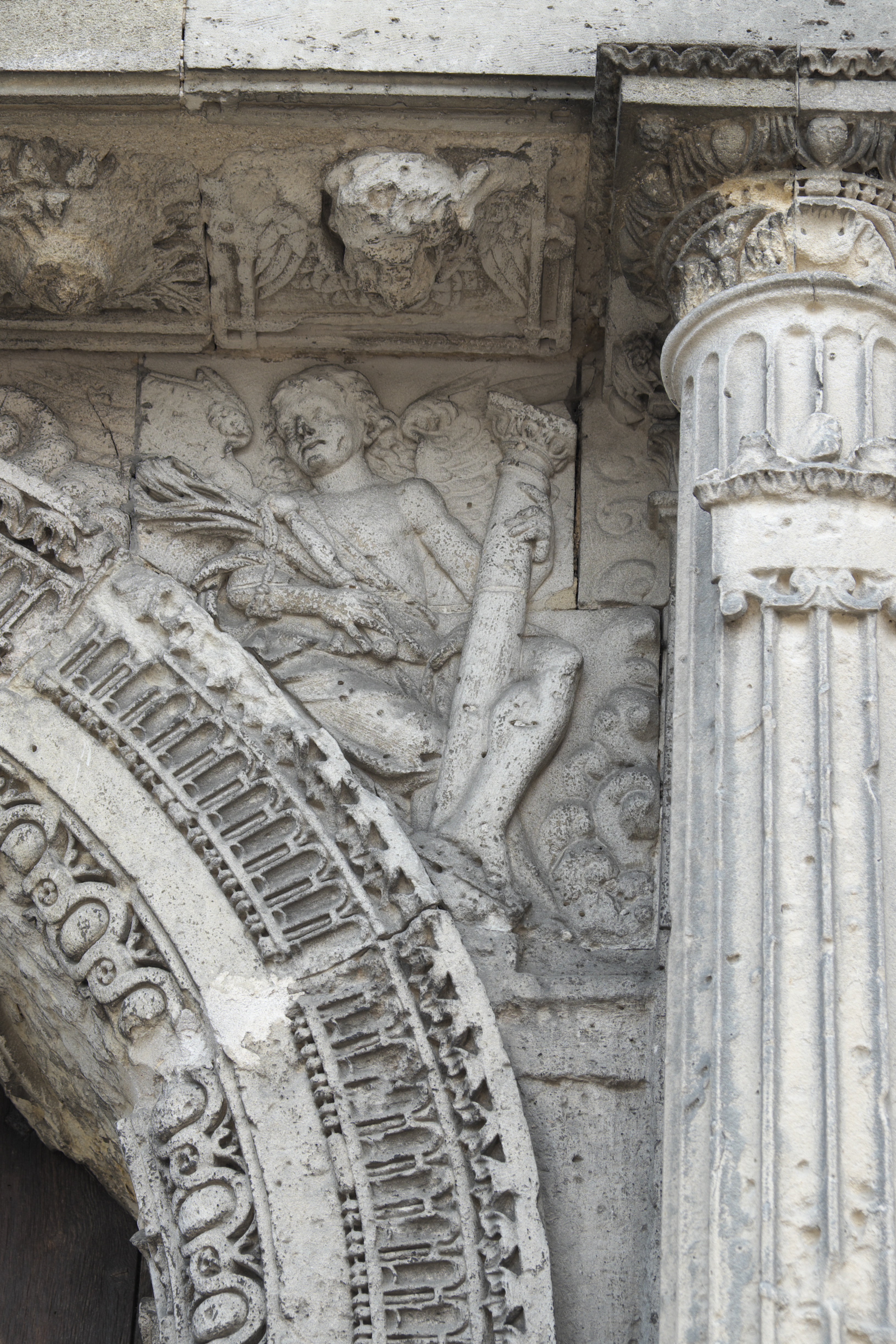
Écoinçon de droite.
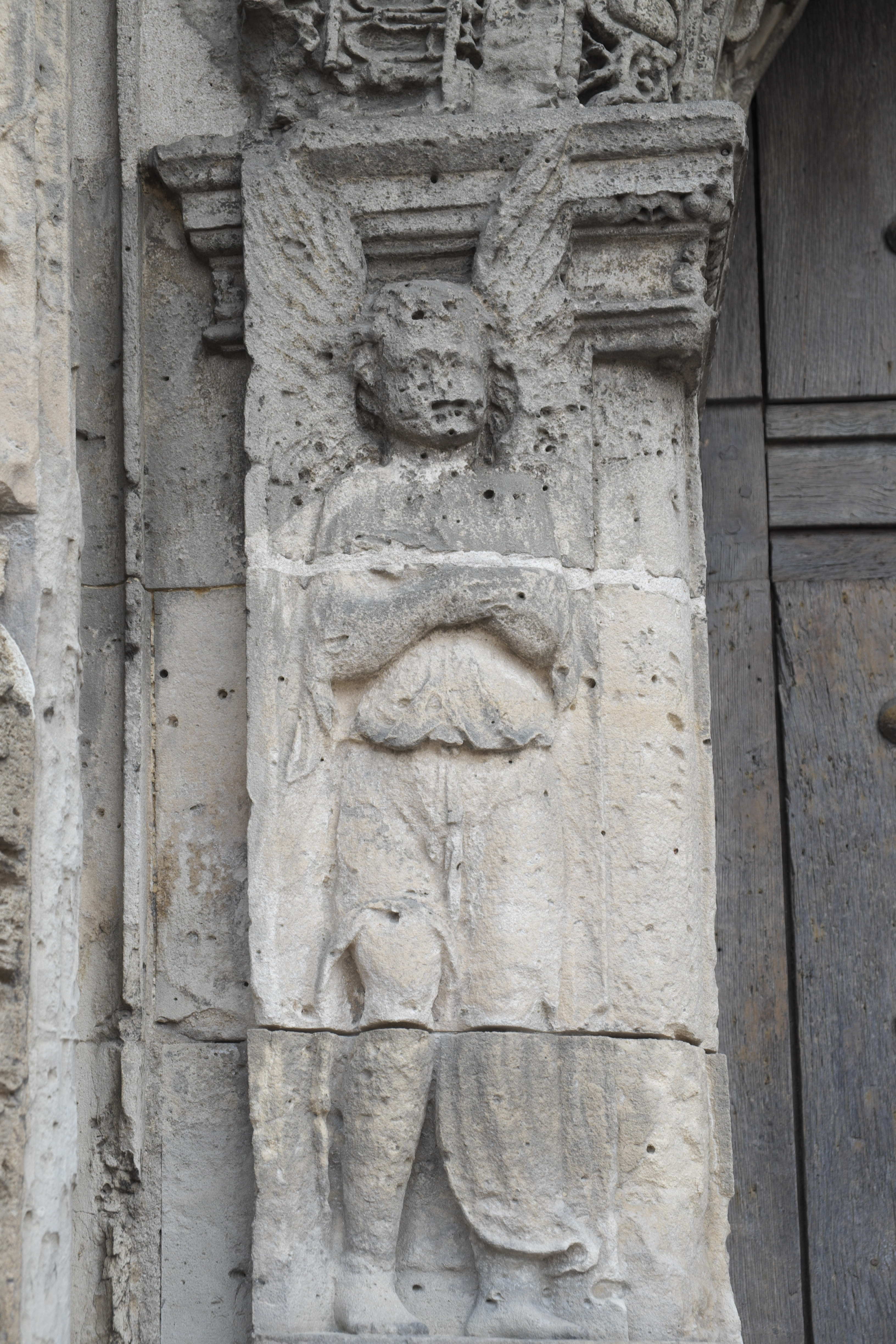
Ange cariatide de gauche.
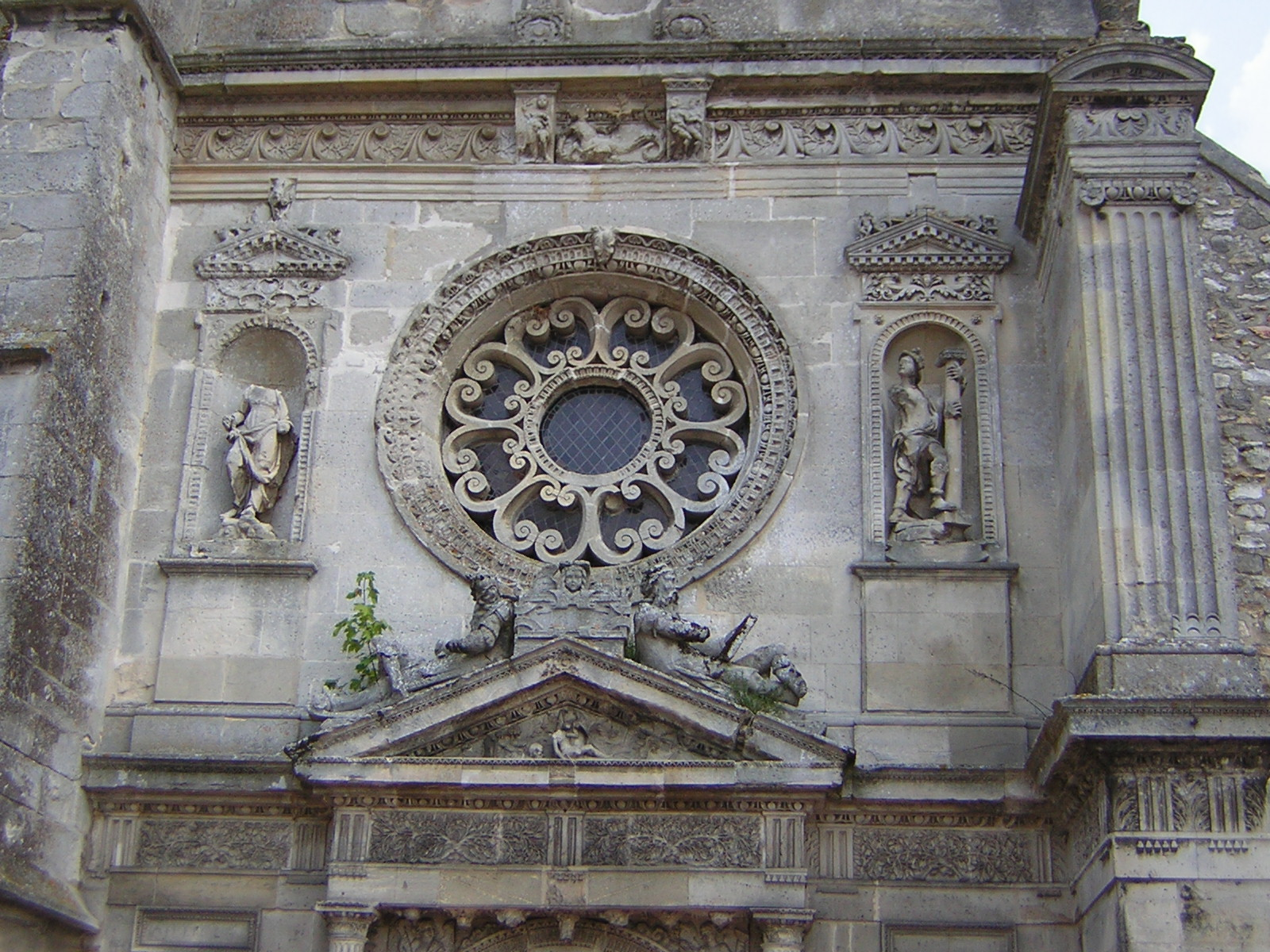
Deuxième registre.

#### Clocher

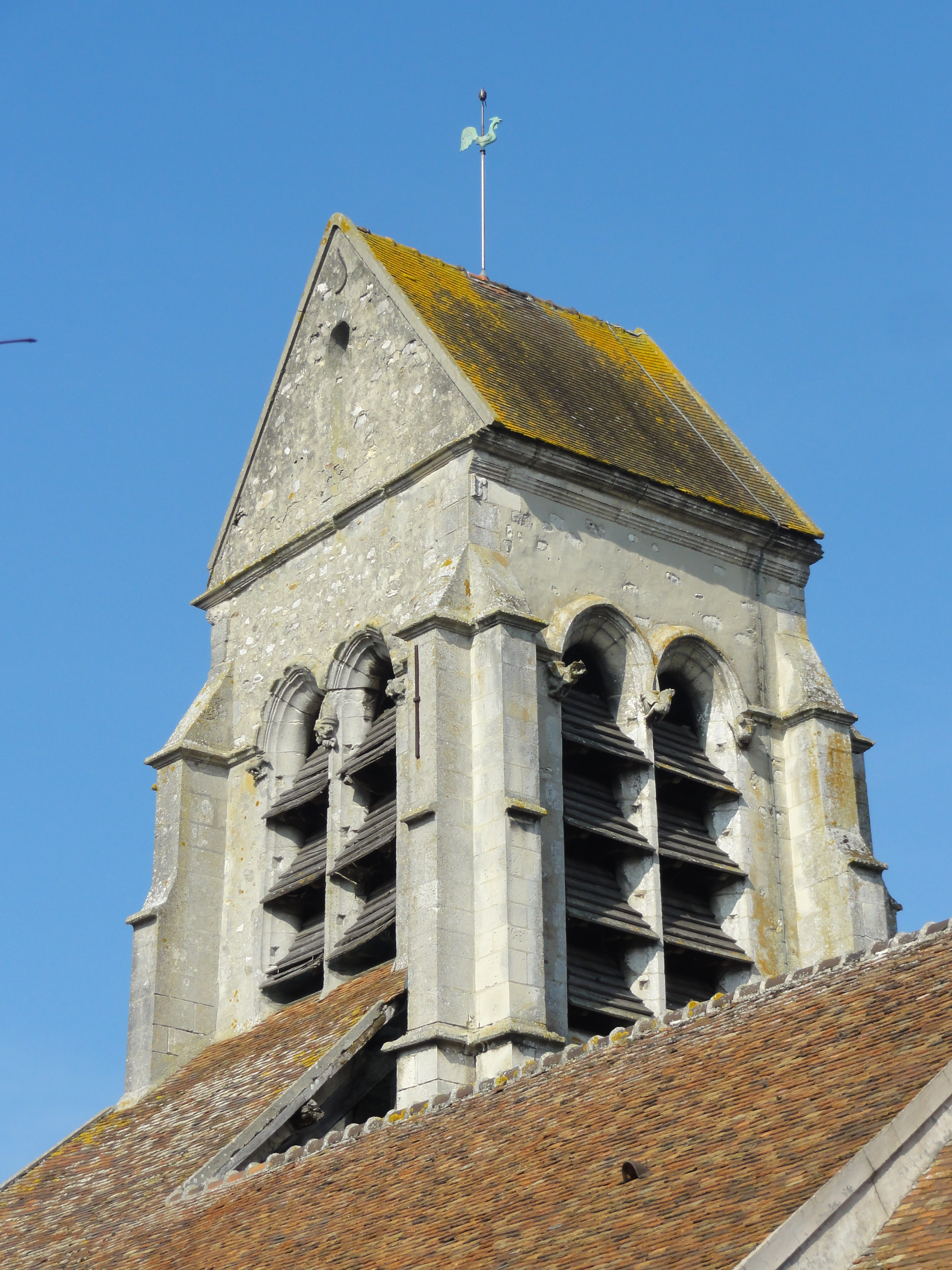
Vue depuis le sud-est.

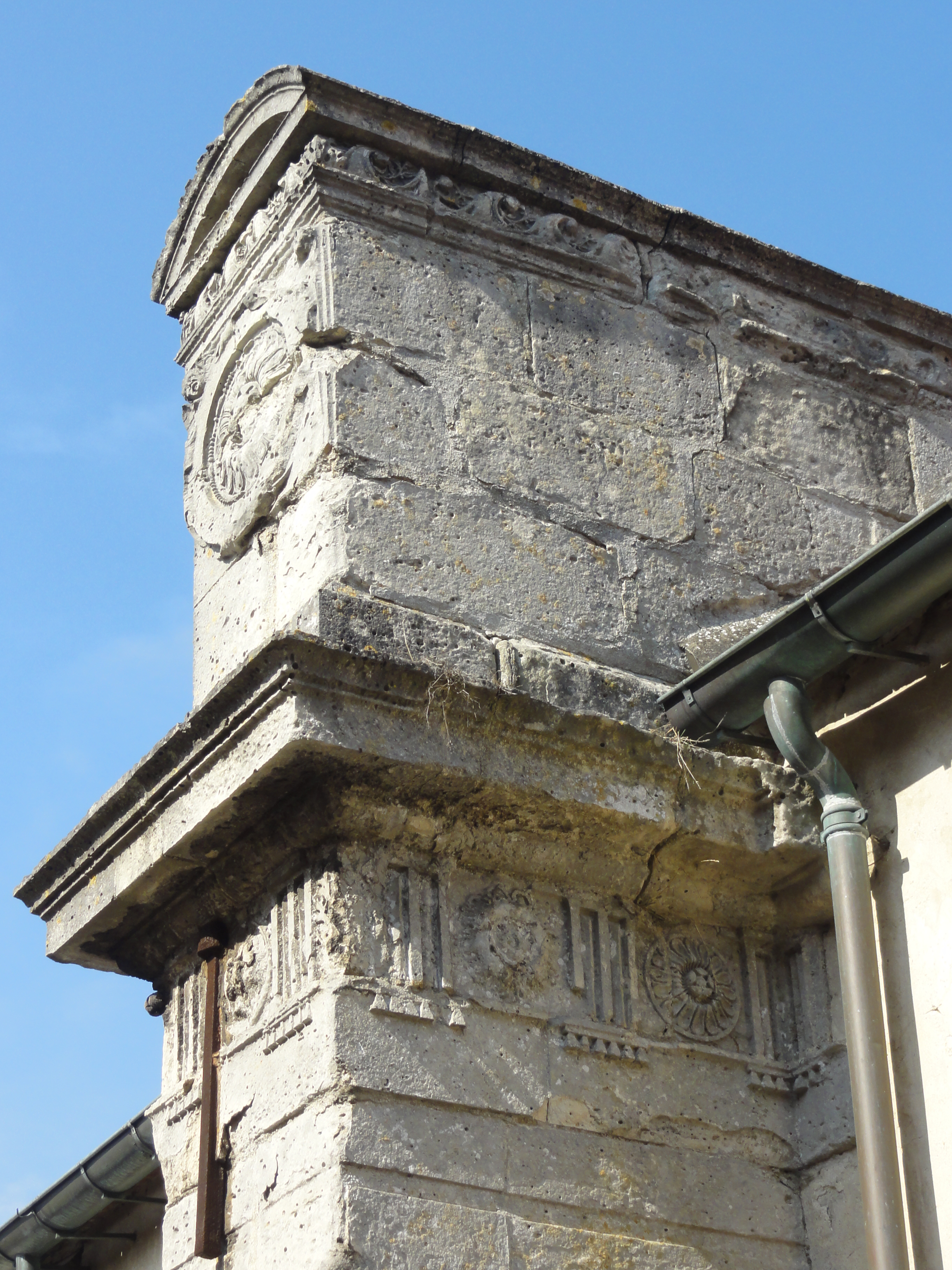
1er contrefort intermédiaire du sud.

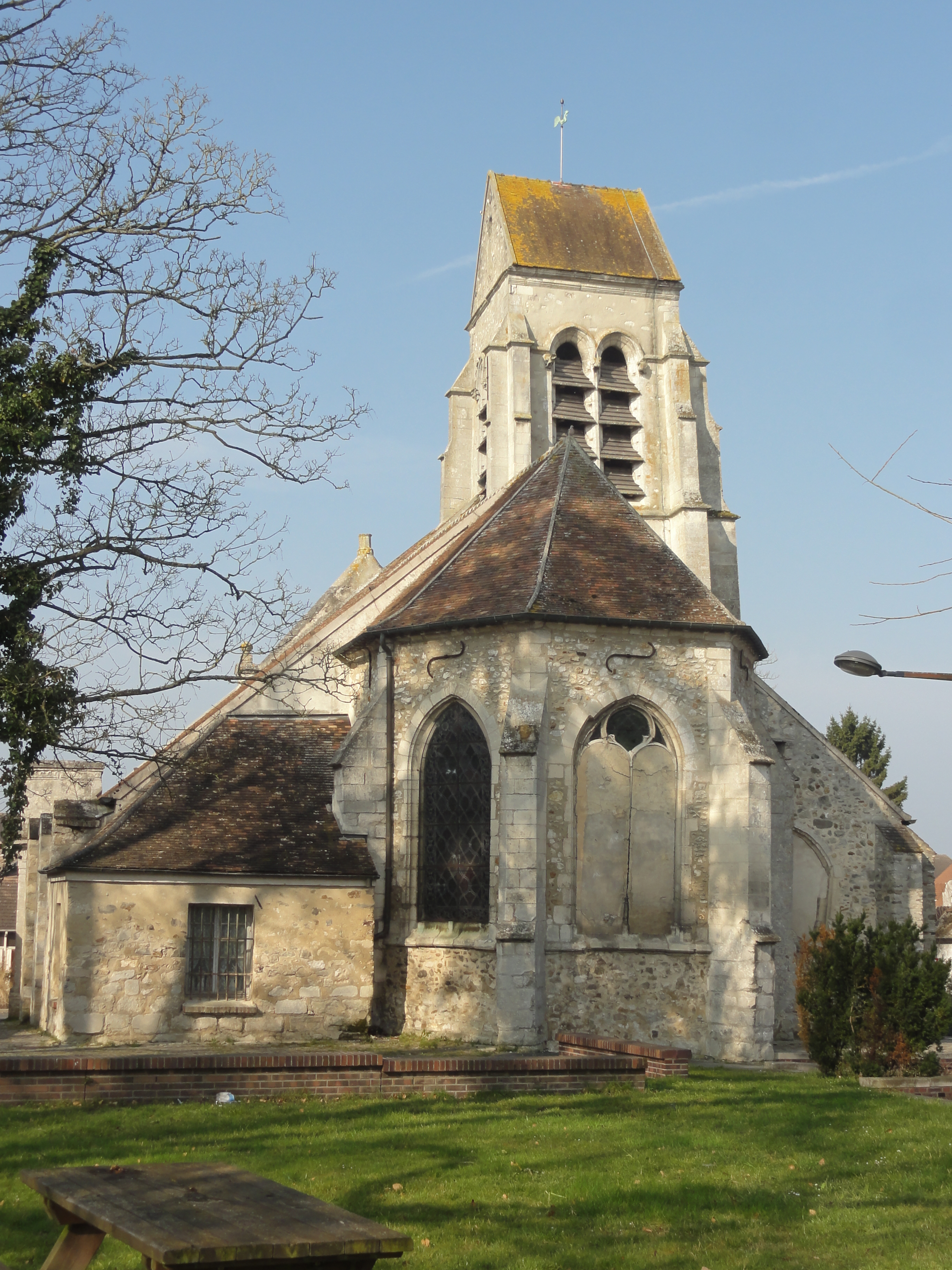
Chevet.

Le clocher en bâtière flamboyant se situe à gauche de la façade, au-dessus de la première travée du bas-côté nord, et non à droite de la façade, ce qui est la règle au XVIe siècle. Les églises de Boran-sur-Oise, Mesnil-en-Thelle et du Mesnil-Amelot présentent la même particularité. Un autre trait singulier est la bâtière perpendiculaire à l'axe de l'édifice, comme à Bémont, Breuil-le-Vert, Choisy-au-Bac et Pondron, parti habituellement retenu pour des clochers de très faible hauteur, qui peuvent ainsi faire l'économie d'un étage de beffroi à part entière (Houdancourt, Vauciennes). Sans compter la toiture, la tour compte trois étages, dont le plus élevé est le rez-de-chaussée, et le moins élevé, l'étage intermédiaire aveugle. Une tourelle d'escalier octogonale est accolée au mur septentrional, près de l'angle nord-ouest. L'architecture du clocher n'offre pas d'intérêt particulier, mais se rattache nettement au style flamboyant par les détails de la modénature. L'appareil est constitué de moellons noyés dans un mortier, sauf pour les contreforts et les pourtours des fenêtres. Après les premières assises, une plinthe moulurée court tout autour. Des larmiers en profil de doucine apportent une scansion horizontale au niveau de la limite des allèges du rez-de-chaussée, et à l'intersection des étages. À mi-hauteur du rez-de-chaussée et de l'étage de beffroi, les deux contreforts orthogonaux par angle portent en outre un larmier simple présent uniquement sur la face frontale. Ils s'amortissent par un glacis, qui reposent sur un bandeau mouluré. Le pourtour de la baie occidentale du rez-de-chaussée est mouluré d'une fine moulure concave et d'une large gorge. Au-dessus, l'on observe le vestige d'une petite accolade, sculptée dans un seul bloc de pierre. L'étage de beffroi est ajouré, sur chacune de ses faces, de deux baies en tiers-point, dont le pourtour est profilé en doucine. Les archivoltes, pourvues de moulures prismatiques, retombent sur trois chimères par face. Les fenêtres du nord sont désaxées vers l'est en raison de la présence de la tourelle d'escalier. En haut, les murs du clocher se terminent par une double corniche à de nombreuses strates de modénature.

#### Élévations latérales et chevet
Les élévations latérales et le chevet sont traités avec encore moins de soin que le clocher, et annoncent un édifice rustique sans style particulier, avec toutefois deux exceptions. Au sud, le premier contrefort intermédiaire est orné d'un entablement et sommé d'une charge, qui pourrait constituer la culée d'un petit arc-boutant interne dissimulé dans le comble du bas-côté. L'entablement a l'architrave lisse et plate. La frise montre des diglyphes à gouttes et des rosaces ou patères à ombilic en alternance, et se veut donc plus conventionnelle que ses homologues de la façade. L'échine sous la corniche, qui est très saillante, accueille un rang d'oves et de dards, qui sont devenus presque méconnaissables. La charge affiche en haut, du côté sud, une grande rosace, et une frise de postes court sous le chaperon, qui est muni d'un petit fronton en arc de cercle. Ce contrefort a dû être ajouté après la construction de la façade. Les autres accusent globalement la même silhouette, mais ne sont pas décorés ; ils n'étaient de toute façon visibles que depuis le jardin du presbytère. Les murs du bas-côté sud et de l'abside sont bâtis en petits moellons irréguliers, la pierre de taille étant réservée aux contreforts et au pourtour des fenêtres. C'est justement la fenêtre axiale du chevet qui déroge au caractère rustique des élévations extérieures. Il est pourvu d'un remplage flamboyant composé de deux lancettes en plein cintre, qui sont bouchées depuis l'installation du grand retable du chevet, et d'un soufflet entre deux mouchettes. Le remplage du soufflet s'est cassé. Les meneaux sont dotés de bases polygonales. Cette fenêtre, ainsi que les autres baies du chevet, prennent appui sur un larmier en doucine. Les contreforts sont scandés par un larmier simple à ce niveau, et ils s'amortissent par un glacis formant larmier. Par leur facture, ils pourraient tout aussi bien dater du XIIIe siècle, ce qui souligne le manque de caractère des élévations latérales et du chevet. Encore moins soignée est le mur gouttereau du bas-côté nord, où même les contreforts sont bâtis en moellons. Leurs glacis sont couverts de tuiles. Les trois fenêtres sont toutes différentes. Celle de la deuxième travée est en plein cintre, et son pourtour n'est pas mouluré. Ensuite, la fenêtre de la troisième travée est moins large que celle de la quatrième travée. Ici, le pourtour est mouluré d'une gorge et d'une fine moulure concave. Des pierres de taille employées dans les parties basses des murs pourraient indiquer la reprise d'une structure plus ancienne en cet endroit.

### Intérieur

#### Nef

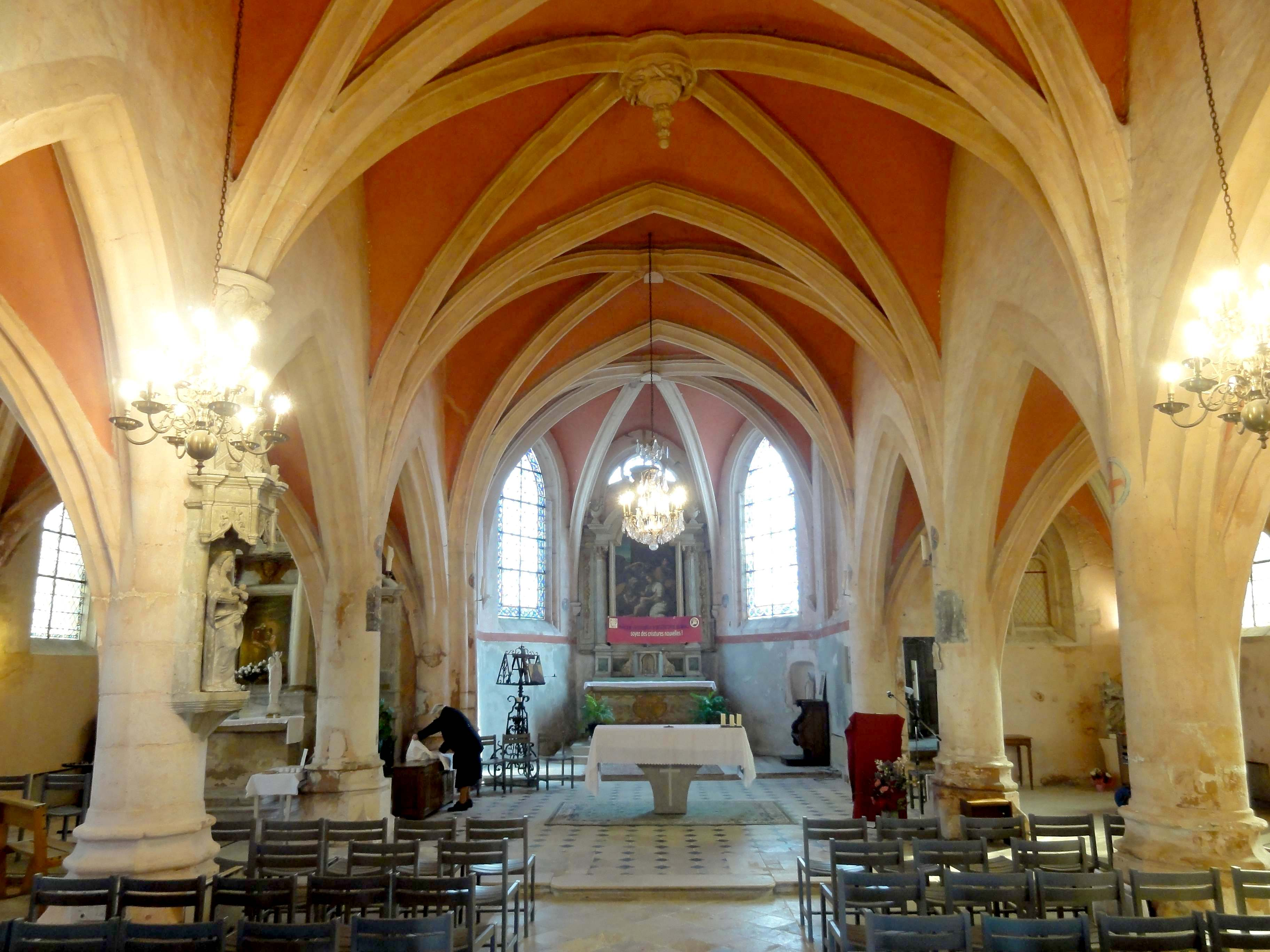
Nef, vue vers l'est.

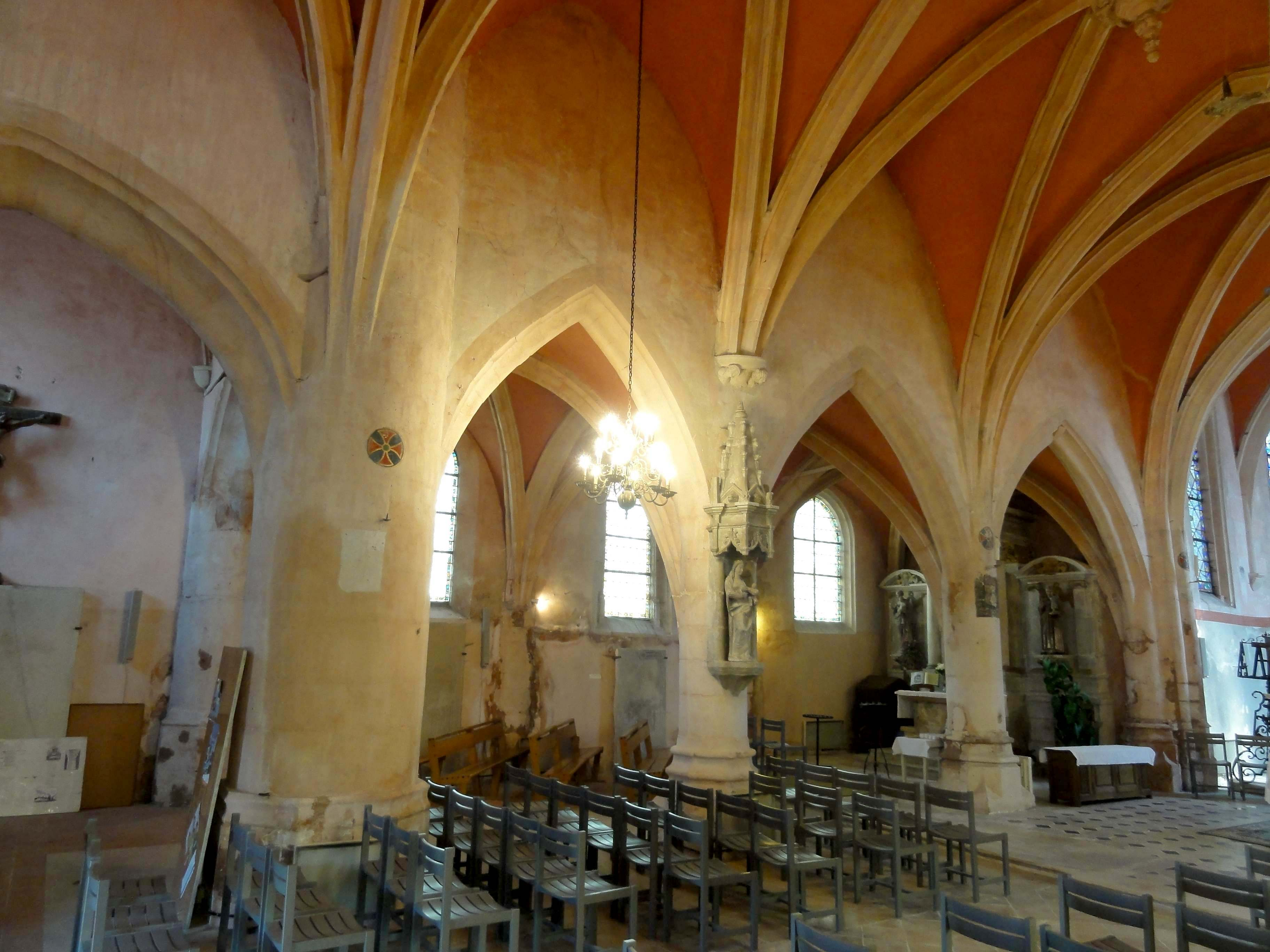
Grandes arcades du nord.

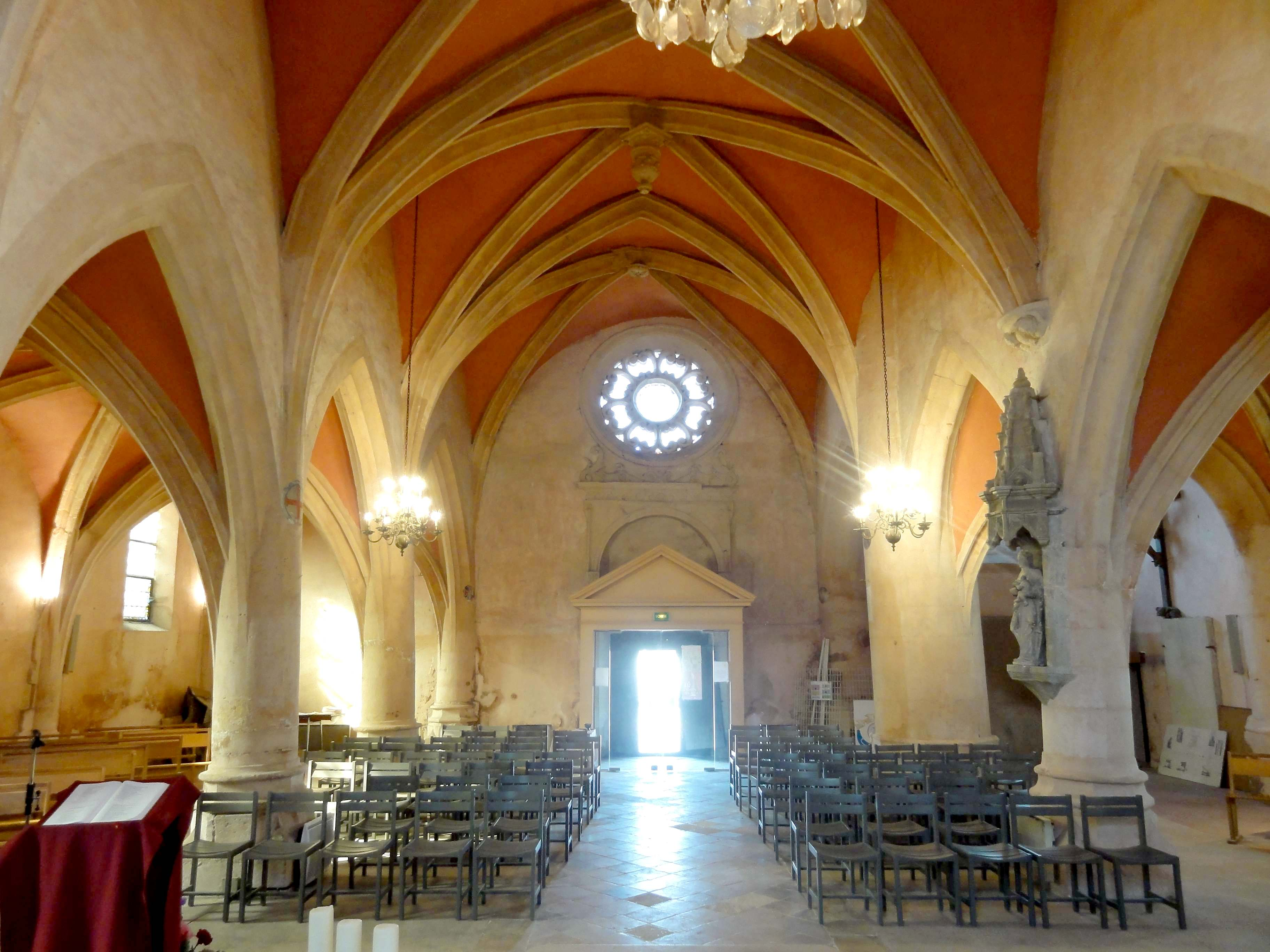
Nef, vue vers l'ouest.

La somptueuse façade annonce une nef de style Renaissance ; les élévations latérales presque frustes augurent d'une nef rustique sans grand caractère. À l'intérieur, seul le revers de la façade est de style Renaissance, qui, à titre d'exception, a bénéficié d'un décor sculpté. L'on y voit une arcade plaquée en plein cintre surmontée d'un entablement avec frise de postes. Au-dessus, des volutes et des cornes d'abondance remplissent l'espace séparant l'entablement de la rosace. Pour le reste, l'espace intérieur s'avère finalement comme une construction gothique flamboyante assez soignée, mise en valeur par une restauration adéquate, mais trapue par ses dimensions : La hauteur sous le sommet des voûtes dépasse en effet de seulement 20 % la largeur, et les piliers des grandes arcades n'atteignent que la moitié de la hauteur du vaisseau. Malgré la faible hauteur, les arcs-doubleaux sont donc relativement aigus, et l'on note à ce propos que l'arc brisé règne sur l'ensemble des voûtes et arcades de l'église. Plus aigus encore sont les arcs d'inscriptions latéraux, ce qui résulte du plan barlong habituel des travées. Il ne peut pas être question d'arcs formerets, dont l'architecte a fait l'économie, ce qui est toutefois le seul compromis que l'on puisse constater dans la nef. Cependant, pour les piliers, le maître d'œuvre a choisi une forme facile à obtenir, à savoir les piliers monocylindriques appareillés en tambour, en lieu et place des piliers ondulés emblématiques du style flamboyant. La pile sud-est du clocher ne donne pas lieu à une disposition particulière, sauf que son diamètre est plus important. D'autres églises flamboyantes de la région font également appel aux piliers monocylindriques : Bessancourt, Boran-sur-Oise, La Chapelle-en-Serval, Jagny-sous-Bois, Précy-sur-Oise, Survilliers, Le Thillay, Vauréal. Il ne s'agit probablement pas d'une imitation des piliers de la première période gothique, ce qui semble le cas dans certaines parmi ces églises où les piliers portent encore des frises ou chapiteaux : ici, toutes les arcades se fondent directement dans les piliers. Au-dessus, les murs sont lisses, mais le second niveau d'élévation n'occupe qu'un tiers de la hauteur totale et n'est pas l'élément dominant de la nef.
Les bases, atypiques, sont circulaires en haut et octogonales en bas : à l'accoutumée, la transition vers le plan octogonal s'opère seulement au niveau des socles. La partie circulaire se compose une gorge évoquant une demi-scotie reliée à un tore. La partie octogonale accuse le même profil, mais la section au-dessus du tore est assez élevée. Les socles sont octogonaux en haut et transitent ensuite vers un plan carré moyennant des demi-pyramides aux angles. Le profil des arcades est d'un gros boudin en forme de double doucine entre deux moulures concaves. Celles-ci sont au profil d'un gros boudin entre deux gorges et deux fines rainures, comme à Armancourt, Survilliers, Vauréal, ou sans les moulures concaves, dans les chœurs de Boran-sur-Oise et Jagny-sous-Bois. C'est un profil relativement simple pour la période flamboyante, qui privilégie les moulures prismatiques complexes. En général, les ogives et doubleaux se fondent dans un renflement du mur à l'aplomb des piliers, qui débordent légèrement devant la surface murale afin de permettre cette disposition. Mais au-dessus de la pile du clocher, le renflement monte jusqu'à l'arc d'inscription de la voûte de la deuxième travée, et l'ogive de la première travée et le premier doubleau se fondent dans l'angle, à gauche du renflement. Au revers de la façade, les ogives se fondent également dans les angles. Une exception existe également au milieu des grandes arcades du nord, où l'architecte a d'emblée prévu une niche pour accueillir une statue de la sainte patronne de l'église. Cette niche se compose d'un dais architecturé qui hésite entre l'art flamboyant et la Renaissance : les arcatures trilobées surmontées d'accolades et la petite flèche sont bien flamboyantes, tandis que l'entablement au-dessus des arcatures et les petits frontons triangulaires appartiennent à la Renaissance. Un peu au-dessus du sommet de la flèche, les nervures des voûtes sont ici reçues sur un cul-de-lampe dont la corbeille est sculptée de deux têtes de chérubin. Ogives et doubleaux partagent un même profil. Ils se présentent comme des arêtes saillantes flanquées d'un listel de chaque côté, et comportent frontalement un listel entre deux fines moulures concaves. Les clés de voûte font preuve d'une grande diversité. La première, assez discrète, est une rosace de feuillages qui évoque la première période gothique. Les deux autres sont des clés pendantes. Celle de la deuxième travée, de plan circulaire et sculptée de motifs de la Renaissance, est tout à fait représentative de l'époque. Celle de la troisième travée est nettement plus fine et entourée d'une guirlande enveloppée d'un long phylactère sur lequel sont gravés des extraits des litanies de Lorette. La quatrième clé est un écusson ayant perdu ses armoiries.

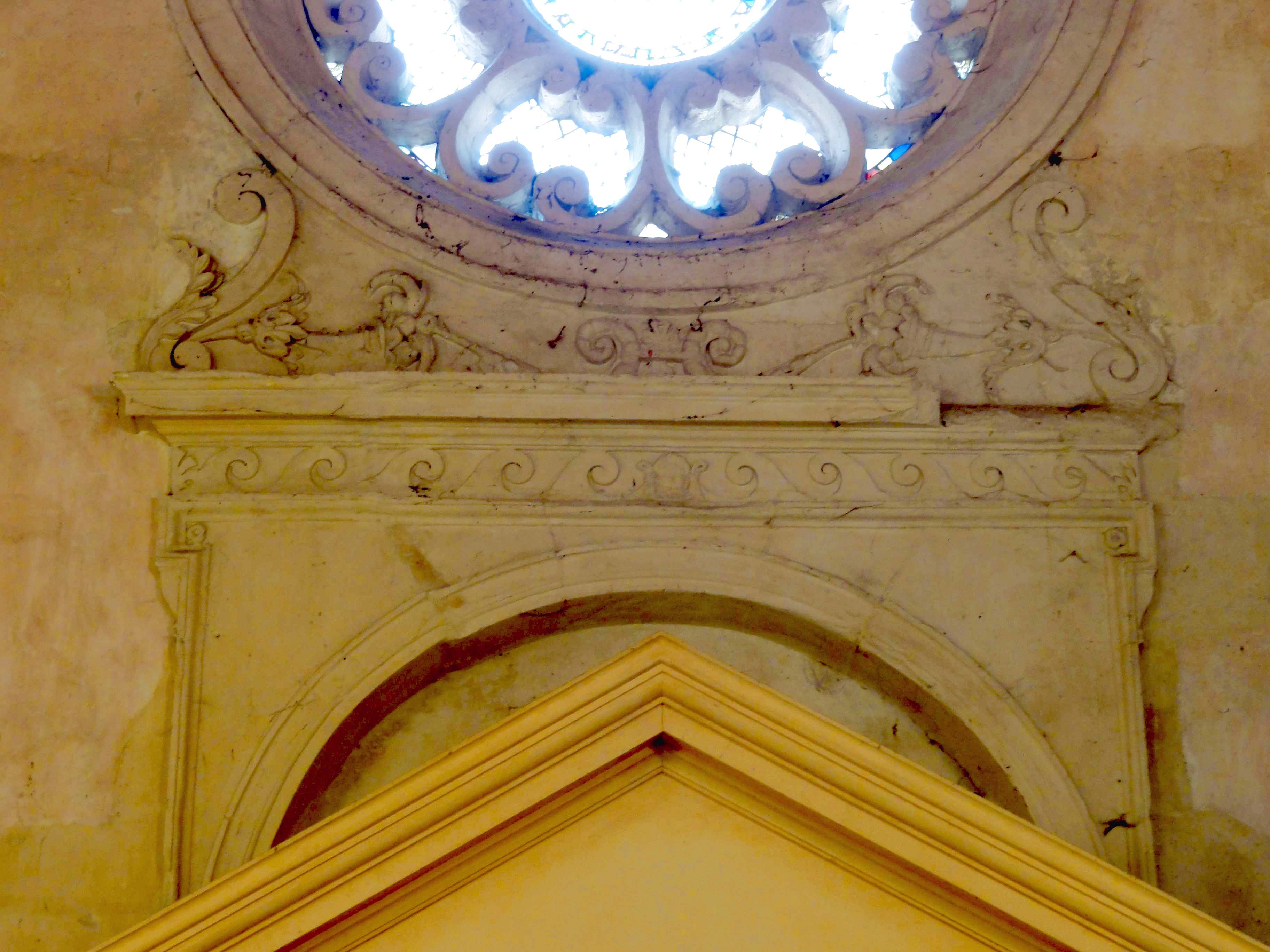
Décor au revers de la façade.
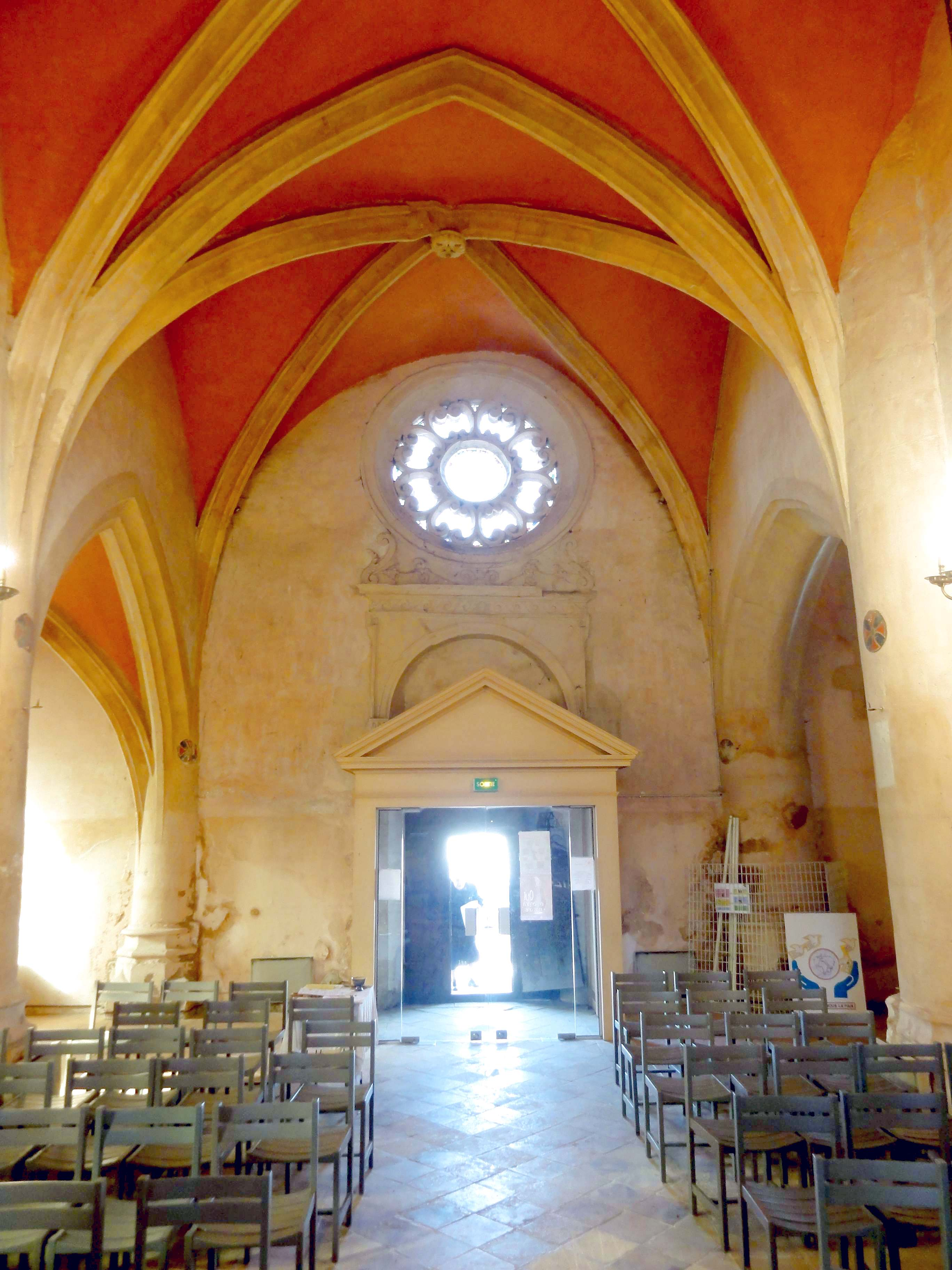
Nef, 2e travée, vue vers l'ouest.
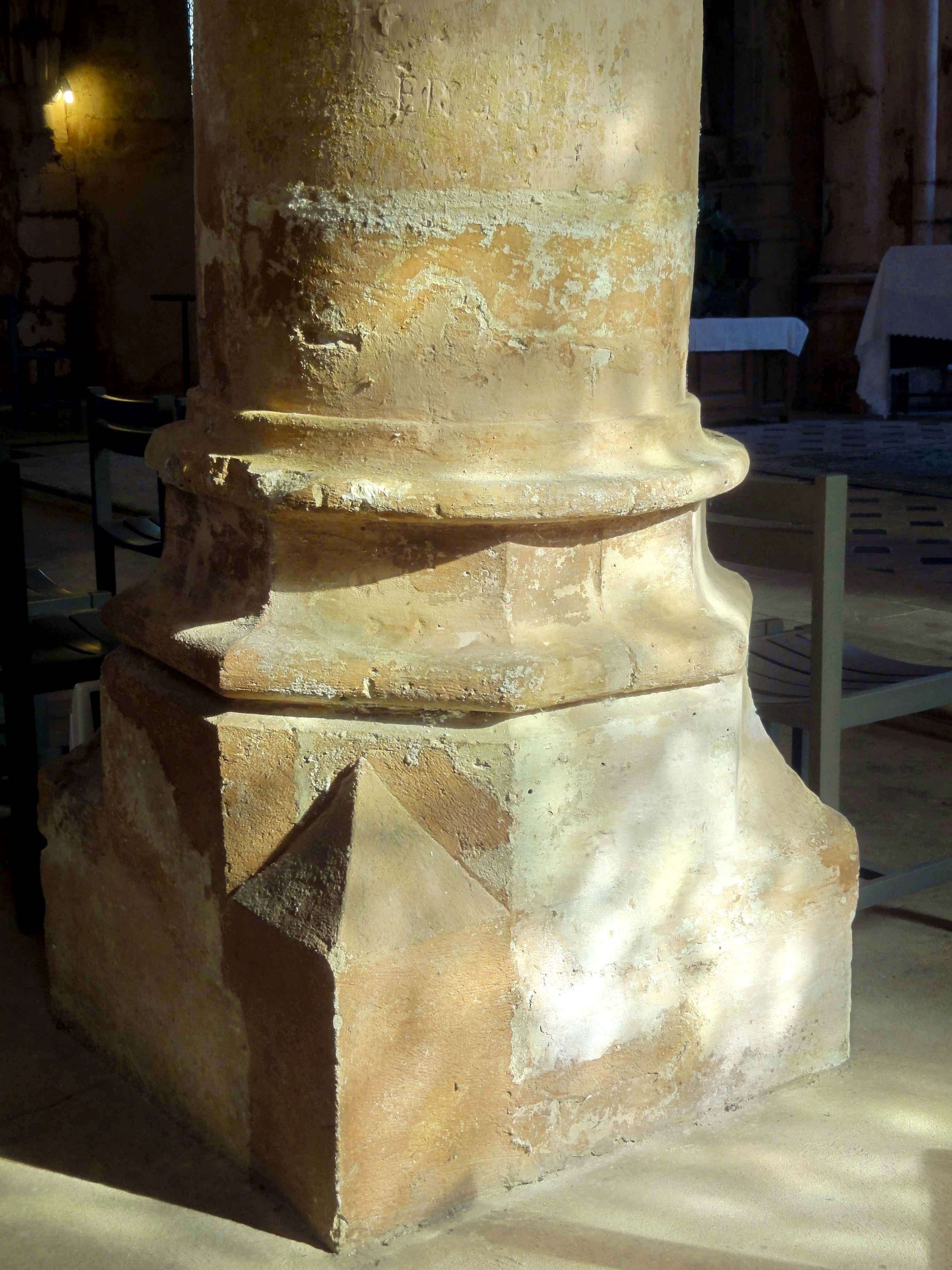
Base des piliers des grandes arcades.
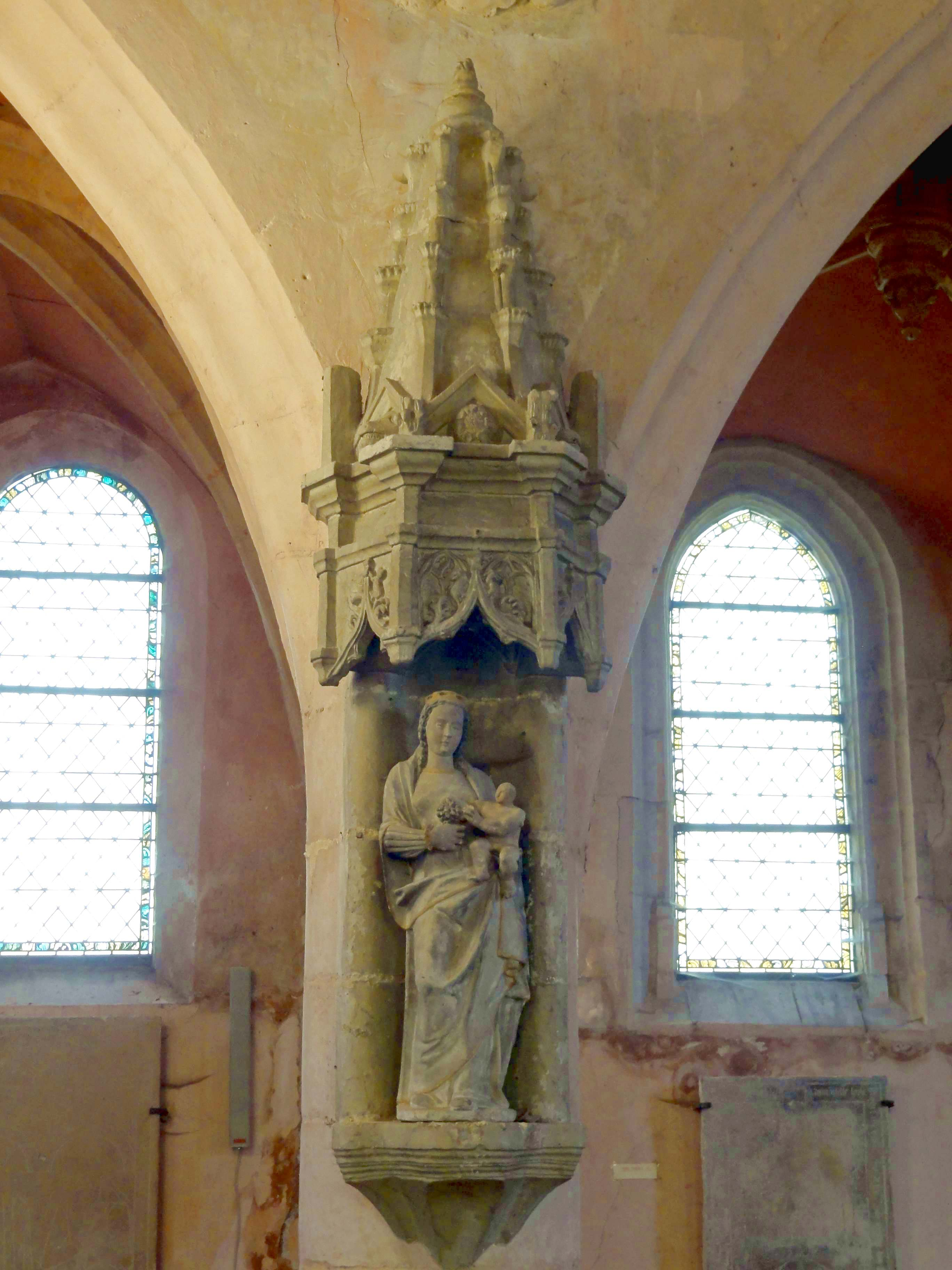
Niche à statue au milieu de l'élévation nord.
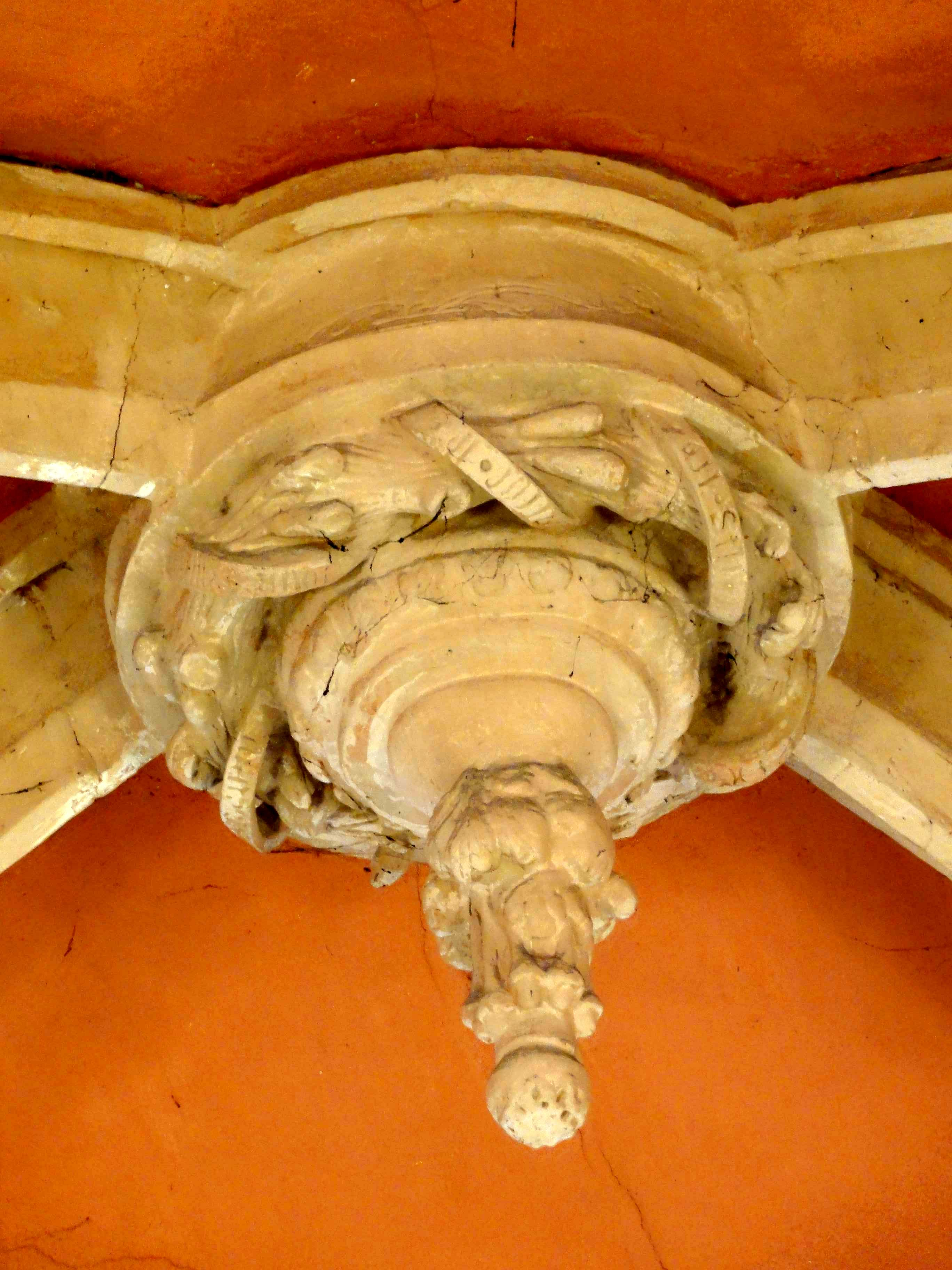
Clé de voûte de la 3e travée.
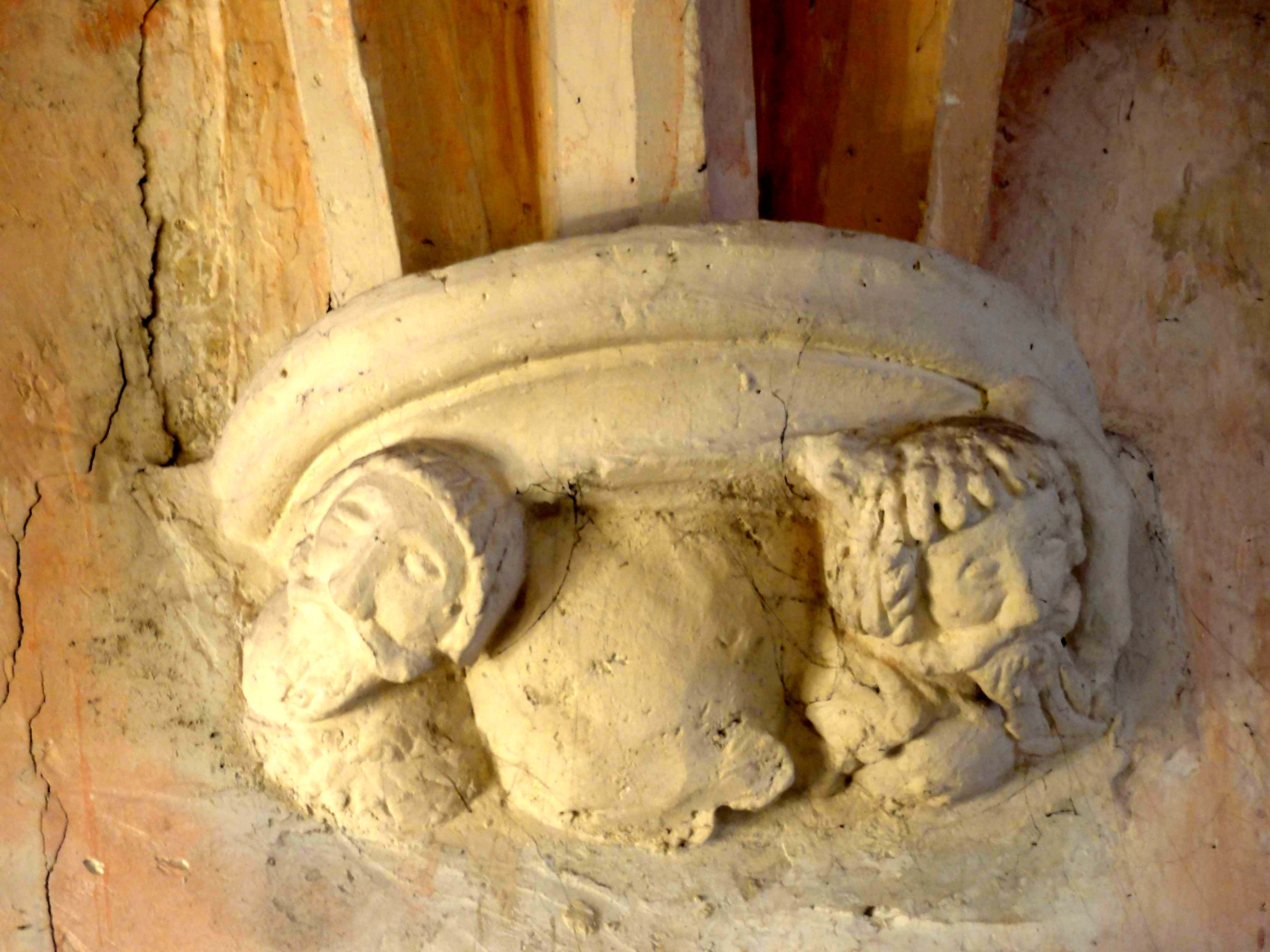
Cul-de-lampe côté nord.

#### Bas-côtés

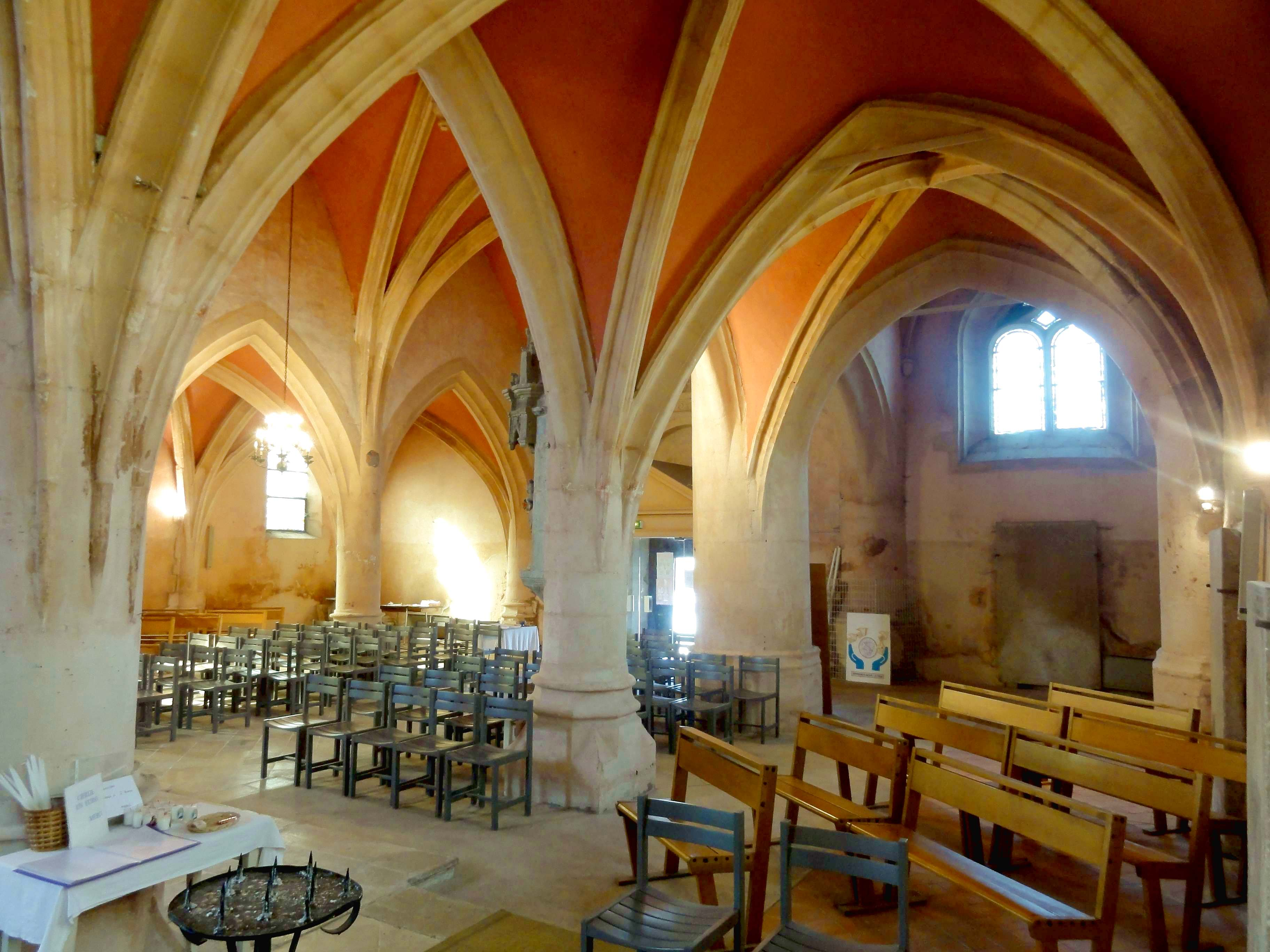
Bas-côté nord, vue vers l'ouest.

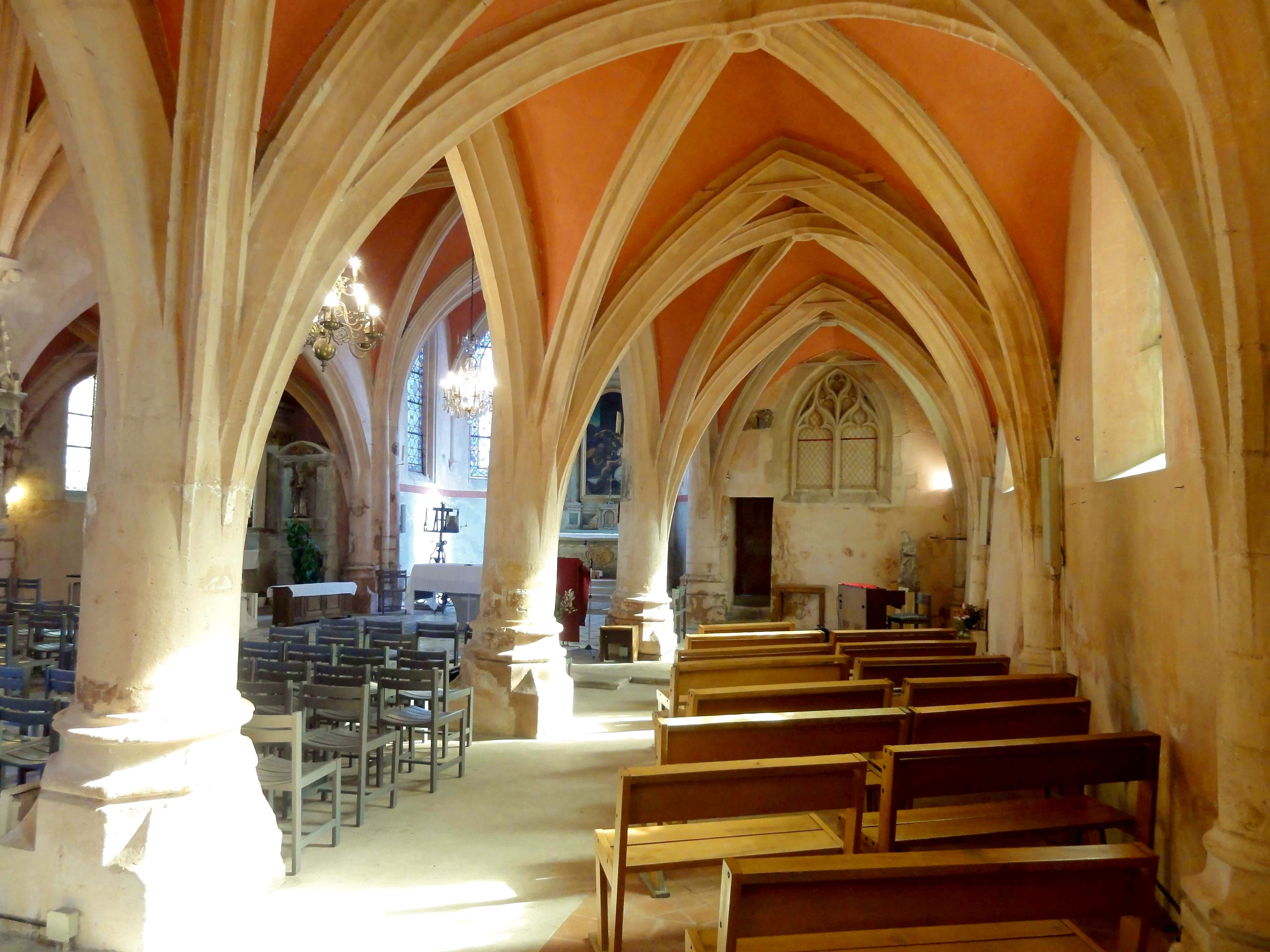
Bas-côté sud, vue vers l'est.

Les bas-côtés sont moitié moins larges que la nef, ce qui donne des travées barlongues dans le sens longitudinal. Ils atteignent les deux tiers de la hauteur de la nef, mais portent bien leur nom, et leur faible hauteur est mise en exergue par la retombée des voûtes à moins de la moitié de la distance qui sépare les sommets des voûtes du sol, du côté des grandes arcades. À l'instar de la nef, le maître d'œuvre a renoncé aux formerets en raison des contraintes budgétaires. Dans le même ordre des idées, les ogives et doubleaux sont reçus sur des culs-de-lampe le long des murs, situés un peu plus haut, à équidistance entre le sommet des voûtes et le sol. Ces culs-de-lampe ont des corbeilles frustes, sauf dans l'angle nord-ouest de la deuxième travée du nord, où l'on voit un personnage en buste très dégradé. La travée voisine est la base du clocher, et à l'intersection des travées, il s'est avéré nécessaire de prévoir un doubleau renforcé, qui est analogue aux grandes arcades. Au droit du mur gouttereau, cette arcade retombe sur un pilier cylindrique engagé. Comme dans la plupart des églises flamboyantes de la région, sauf Ermenonville, l'intérieur de la base du clocher diffère nettement des autres travées des bas-côtés. La voûte est plus élevée, et en même temps plus plate. Elle comporte au milieu un trou de cloches, et les ogives sont reçus sur des culs-de-lampe arborant des écussons vierges. En raison de la présence de la tourelle d'escalier à l'extérieur, desservie par une petite porte non décorée, il n'y a pas de fenêtre latérale. La fenêtre occidentale possède un remplage Renaissance formée par deux formes en plein cintre surmontées d'une accolade délimitant un losange central, mais la baie est en arc brisé comme les autres. Son pourtour est mouluré d'une large gorge et d'une fine moulure concave, profil que l'on retrouve dans la troisième et quatrième travée du nord, avec toutefois une gorge moins large et une moulure concave plus large. Le pourtour de la baie de la troisième travée du nord et des trois premières travées du sud ne sont pas moulurés. Dans la dernière travée du sud, l'on trouve une simple gorge. Si rien n'est plus visible de la fenêtre au chevet du bas-côté nord, le mur occidental du bas-côté sud possède une fenêtre bouché au réseau flamboyant particulièrement élégant. Il se compose de deux lancettes à têtes trilobées, surmontées de deux soufflets dissymétriques et d'un petit soufflet au sommet, et de deux étroites mouchettes. Restent à signaler les deux petites clés de voûte pendantes dans les deux dernières travées du nord, sculptées de motifs de la Renaissance. L'une est cassée. Dans les autres travées, l'on voit seulement des écussons vierges, ou des orifices destinés à la fixation de clés pendantes aujourd'hui disparues.

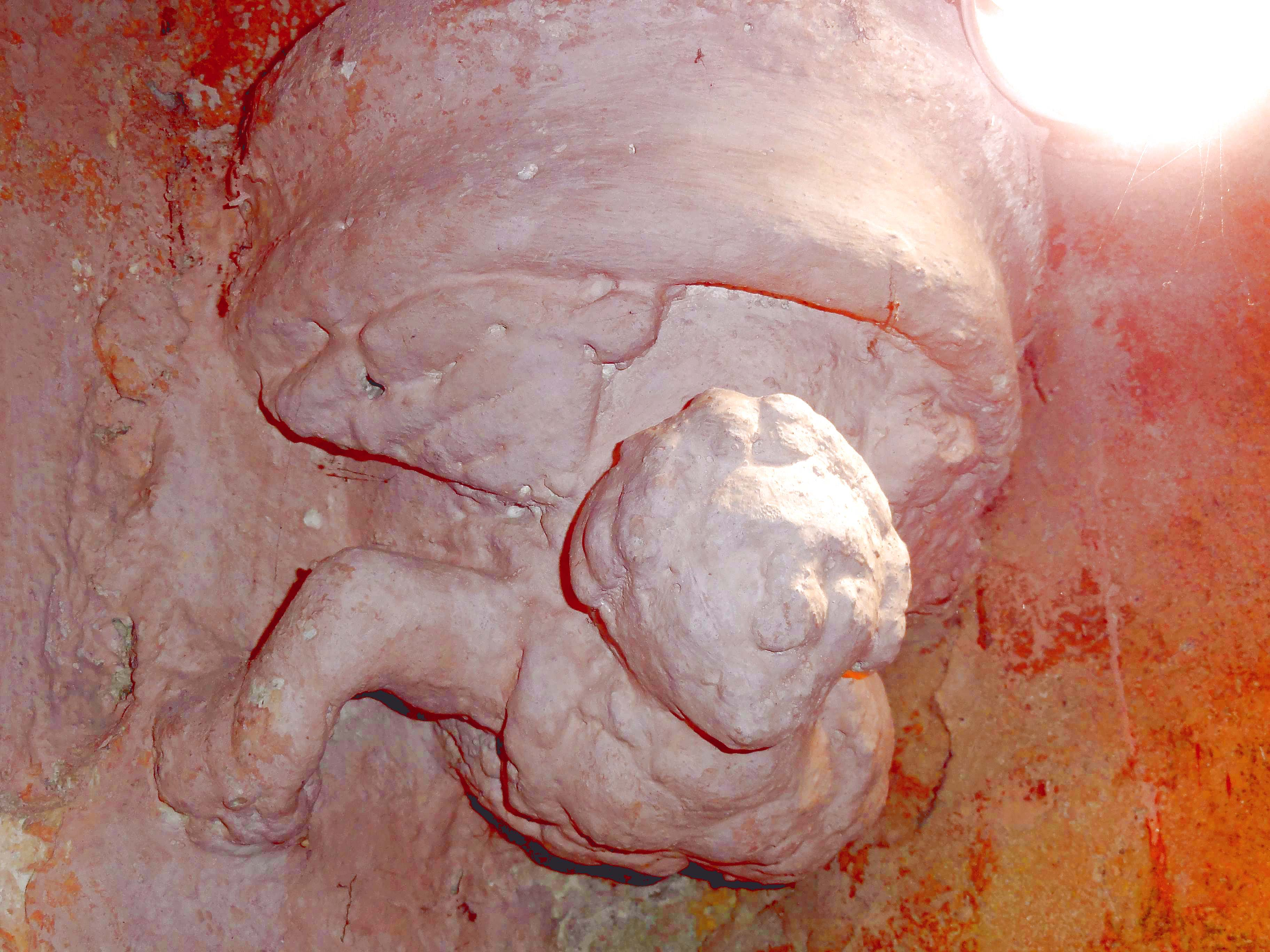
Bas-côté nord, 2e travée, cul-de-lampe dans l'angle.
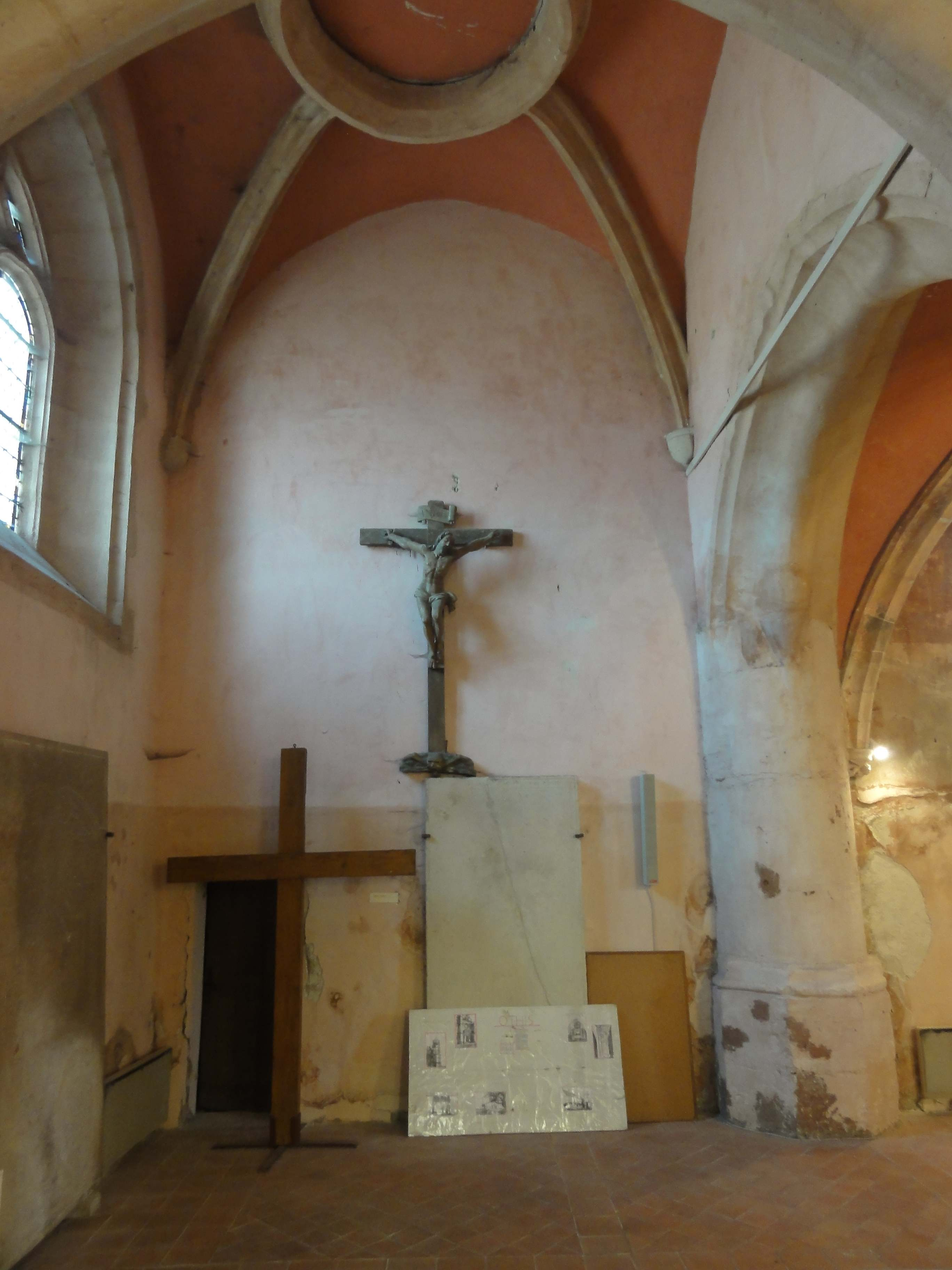
Base du clocher, vue vers le nord.
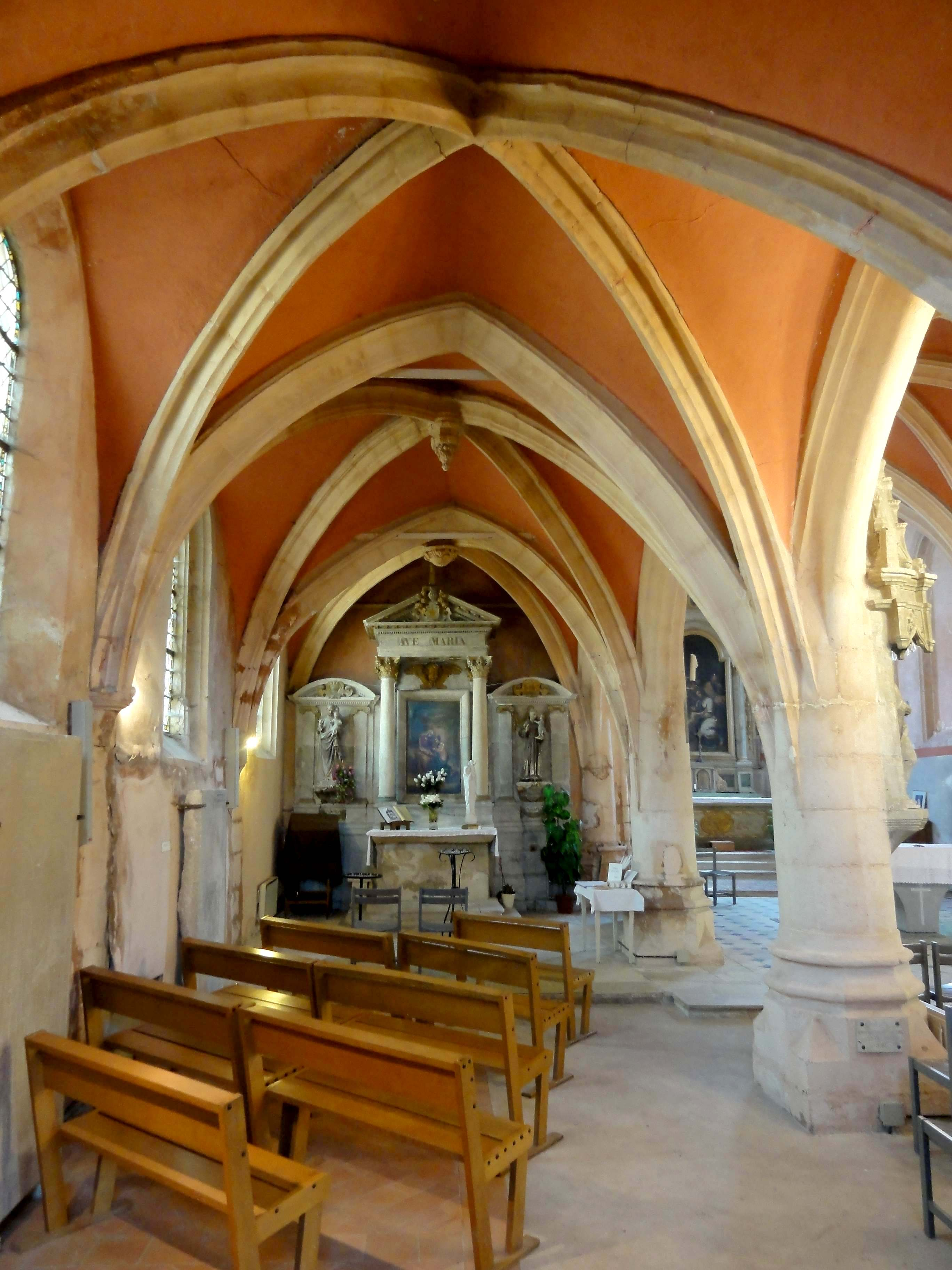
Bas-côté nord, vue vers l'est.
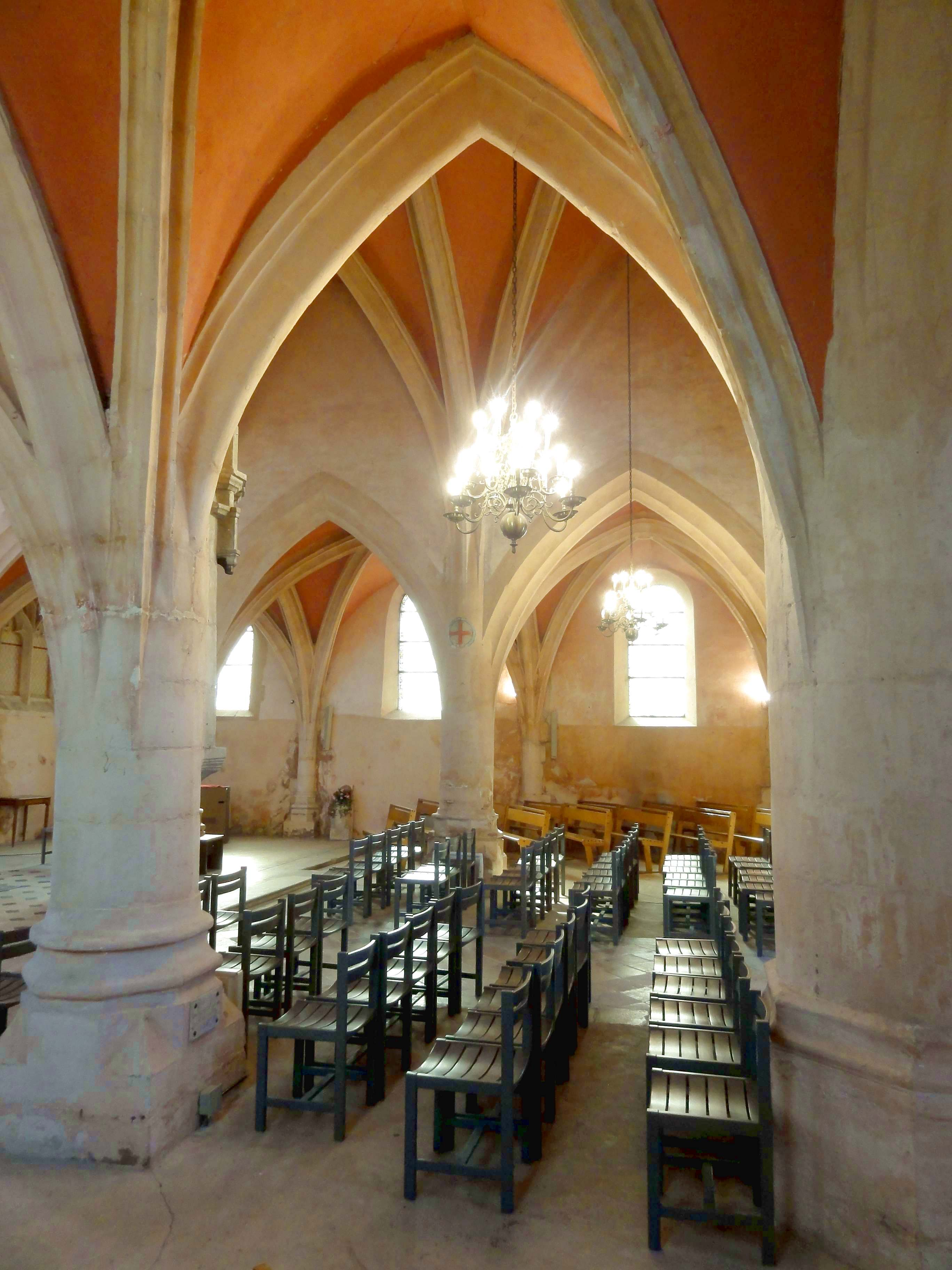
Vue par la 2e grande arcade du nord.
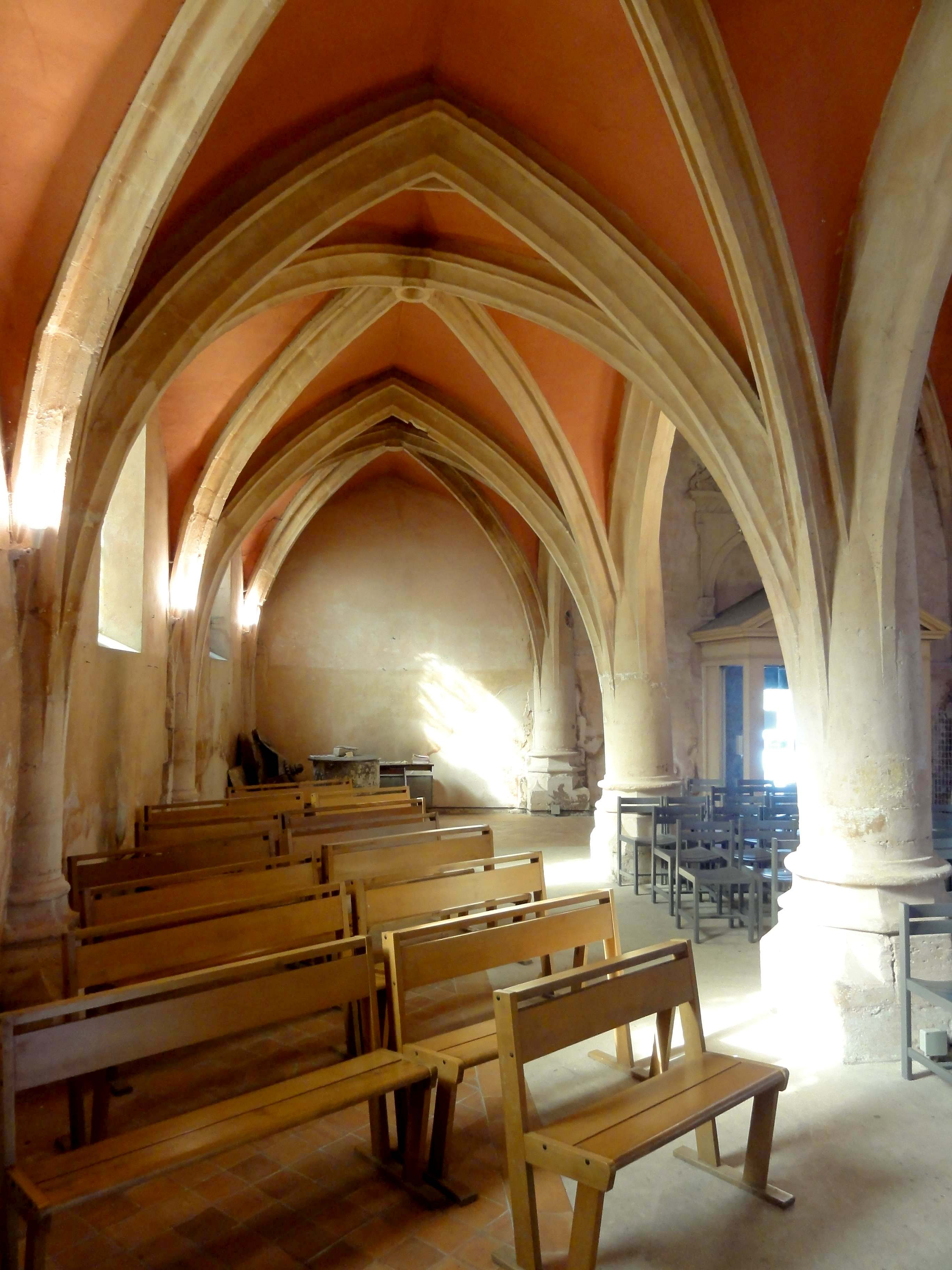
Bas-côté sud, vue vers l'ouest.
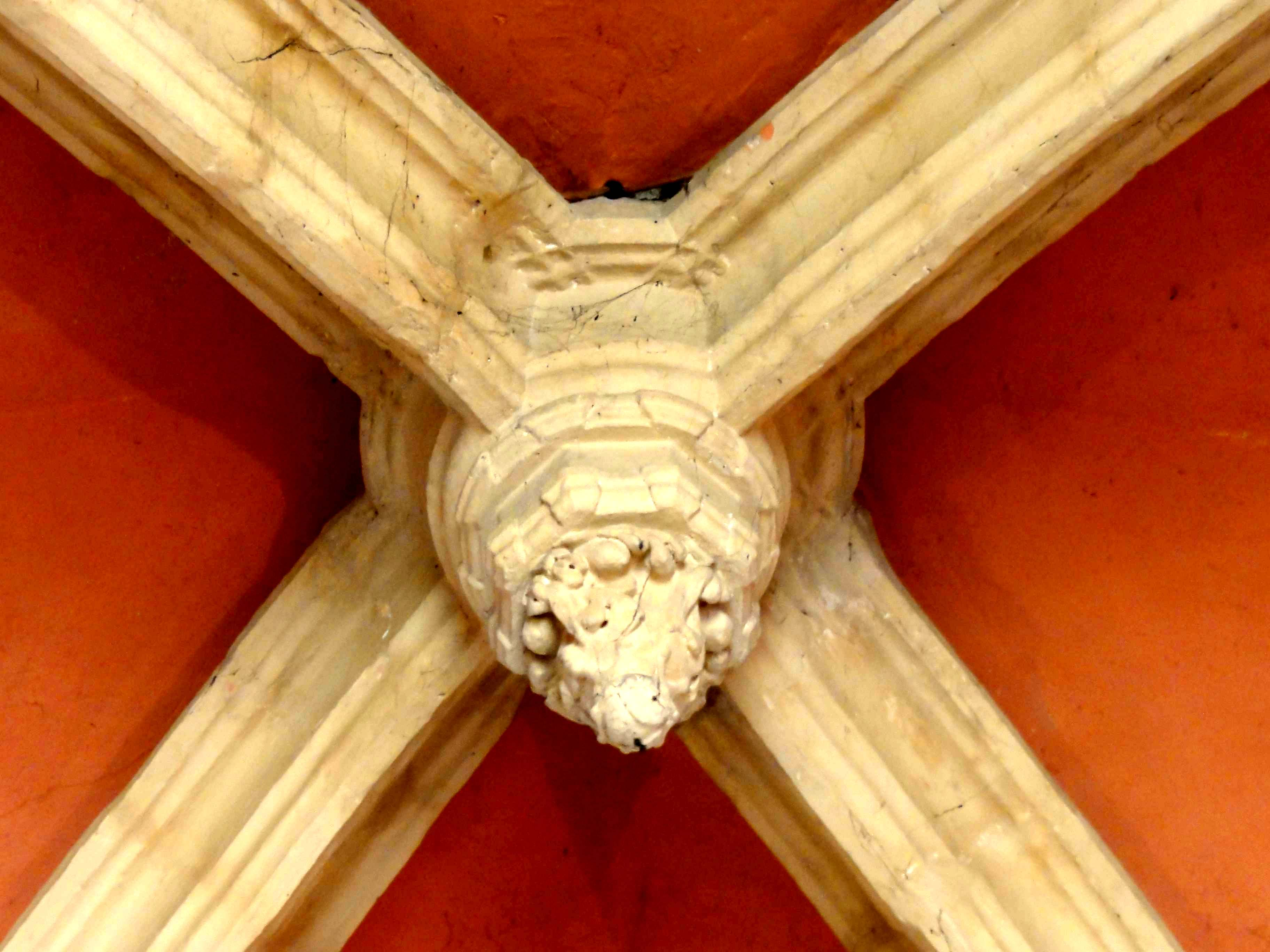
Bas-côté nord, clé de voûte de la 3e travée.

#### Abside

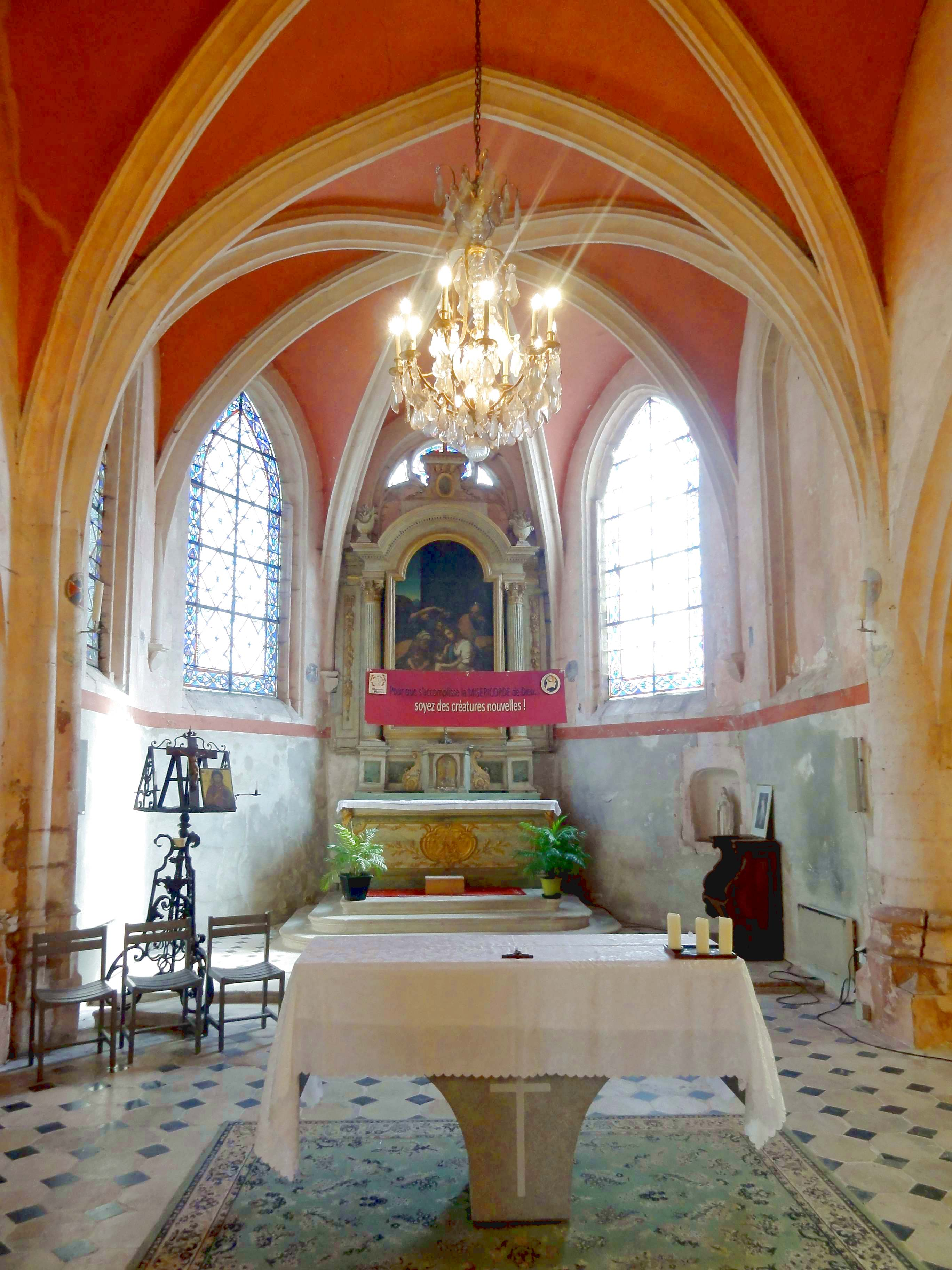
Nef, vue dans l'abside.

On peut difficilement se rallier à l'avis d'Amédée Aufauvre et Charles Fichot, qui écrivent que « L'abside formant sanctuaire, est la seule partie un peu réussie de tout cet intérieur », non pas parce qu'elle ne serait pas réussie, mais parce qu'à quelques détails près, l'ensemble de l'espace intérieur est homogène et bâti dans le même style, selon les mêmes dispositions. Dans le sens architectural du terme, le chœur se résume à l'abside, qui est à cinq pans. Le chœur liturgique s'étend en revanche sur la quatrième travée de la nef et l'abside, et l'autel de célébration se situe dans la quatrième travée de la nef. Le doubleau ouvrant dans l'abside, que l'on ne peut guère qualifier d'arc triomphal, ne diffère guère des autres doubleaux. Au nord, il retombe toutefois sur un pilier ondulé engagé à trois renflements, tel qu'on peut on voir dans la plupart des églises flamboyantes de la région. La construction de l'église ayant probablement débuté par le chevet, conformément à la tradition, c'était peut-être le parti initialement prévu pour l'ensemble des piliers de l'église. Mais l'économie des moyens a imposé un simple pilier cylindrique engagé au sud, et motivé le renoncement aux formerets, comme partout ailleurs dans l'église. Comme dans la dernière travée de la nef et plusieurs travées des bas-côtés, la clé de voûte est seulement décorée d'un écusson fruste, et comme dans la base du clocher, les ogives de l'abside retombe sur des culs-de-lampe très simples affichant en face un écusson vierge. Il n'y a qu'un seul niveau d'élévation, ce qui est la règle pour les absides des petites églises, avec l'exception notable de l'église du Mesnil-Amelot, dans la même paroisse, qui est pourvue d'un déambulatoire, et quelques autres. La fenêtre axiale, en grande partie bouchée, possède encore un remplage, déjà signalé dans le contexte de l'extérieur. Les quatre autres fenêtres sont donc susceptibles d'avoir également possédé des remplages à l'origine, sauf peut-être les deux fenêtres latérales de la courte partie droite de l'abside, qui sont plus étroites. Celle du sud est par ailleurs bouchée. Les allèges ne sont pas décorées, et ne sont pas délimités par un bandeau ou larmier, contrairement à l'extérieur. L'on peut encore noter une ancienne piscine liturgique en anse de panier dans le pan sud-est. Globalement, l'abside se présente en résumé comme une construction modeste, sans ambition, qui dirige toute l'attention sur le mâitre-autel et son grand retable.

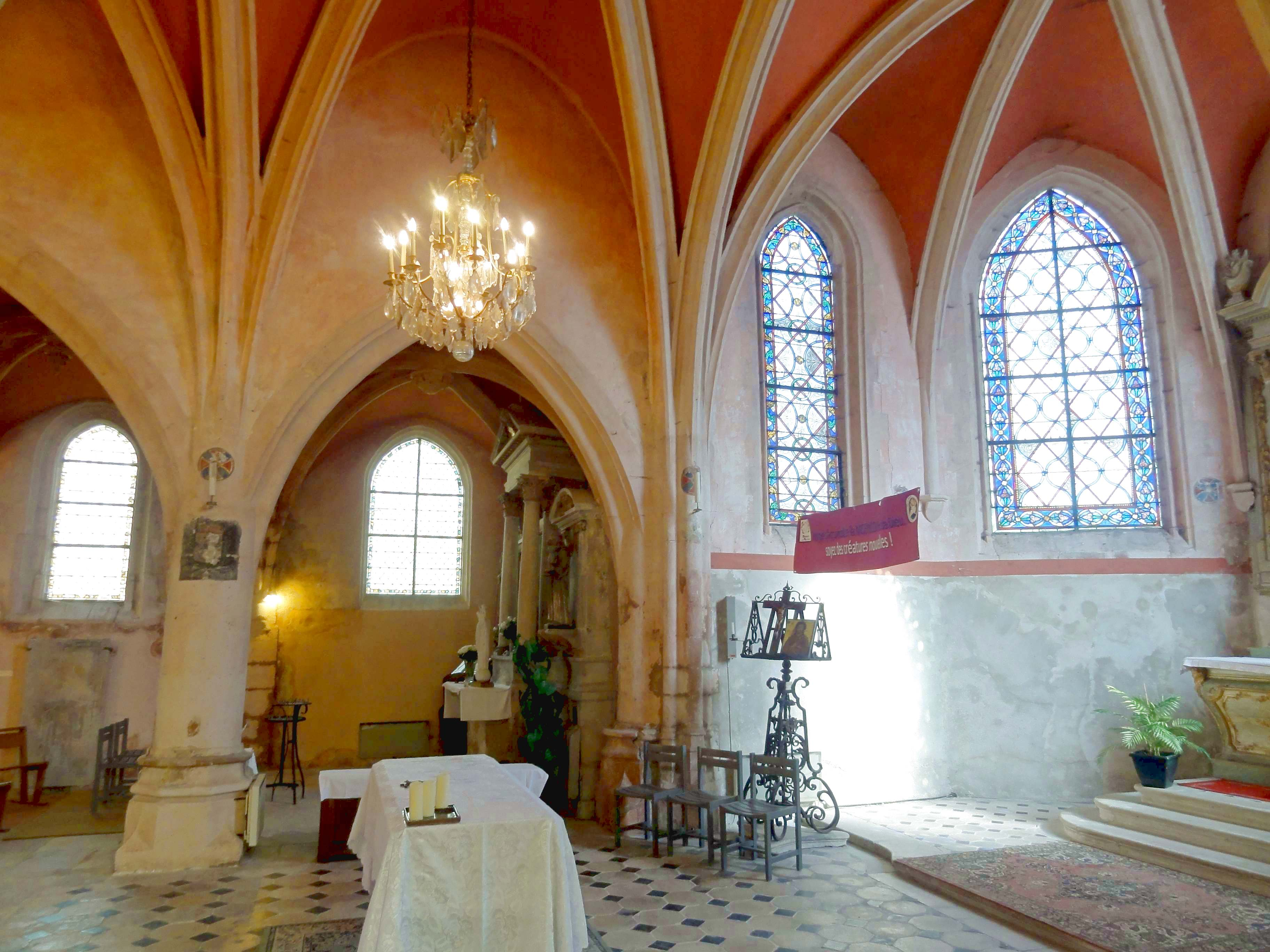
Élévation nord.
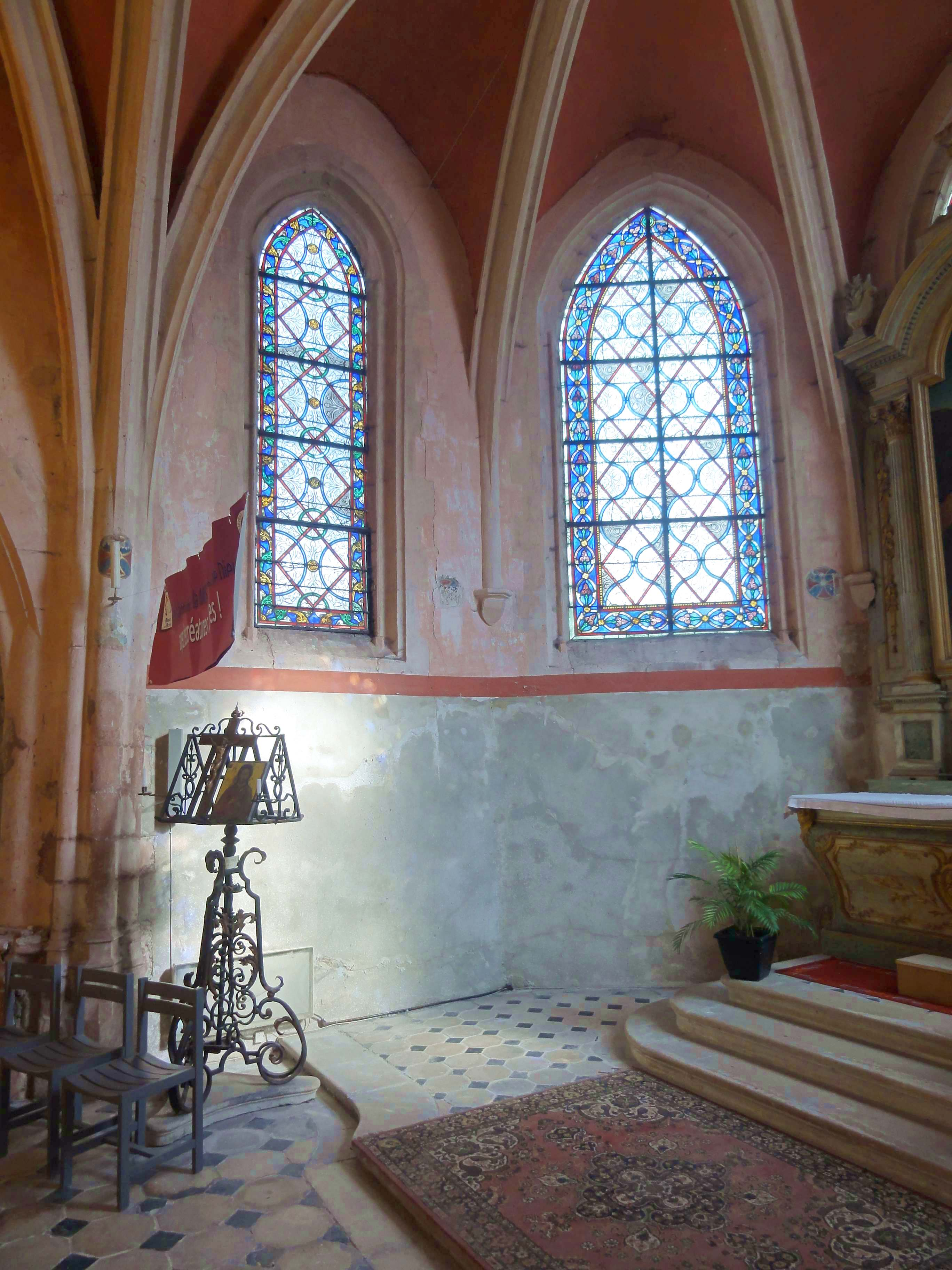
Vue vers le nord.
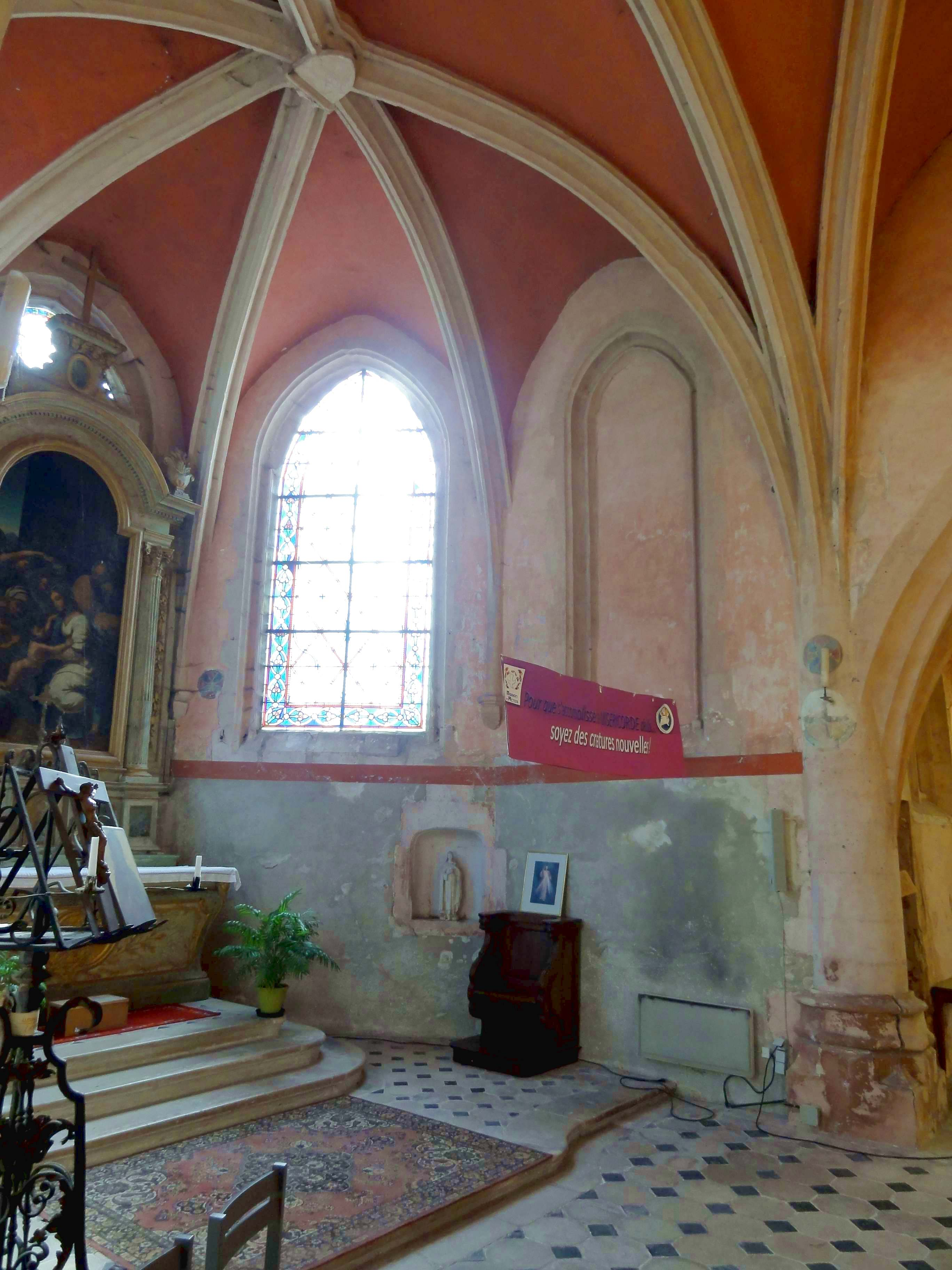
Vue vers le sud.
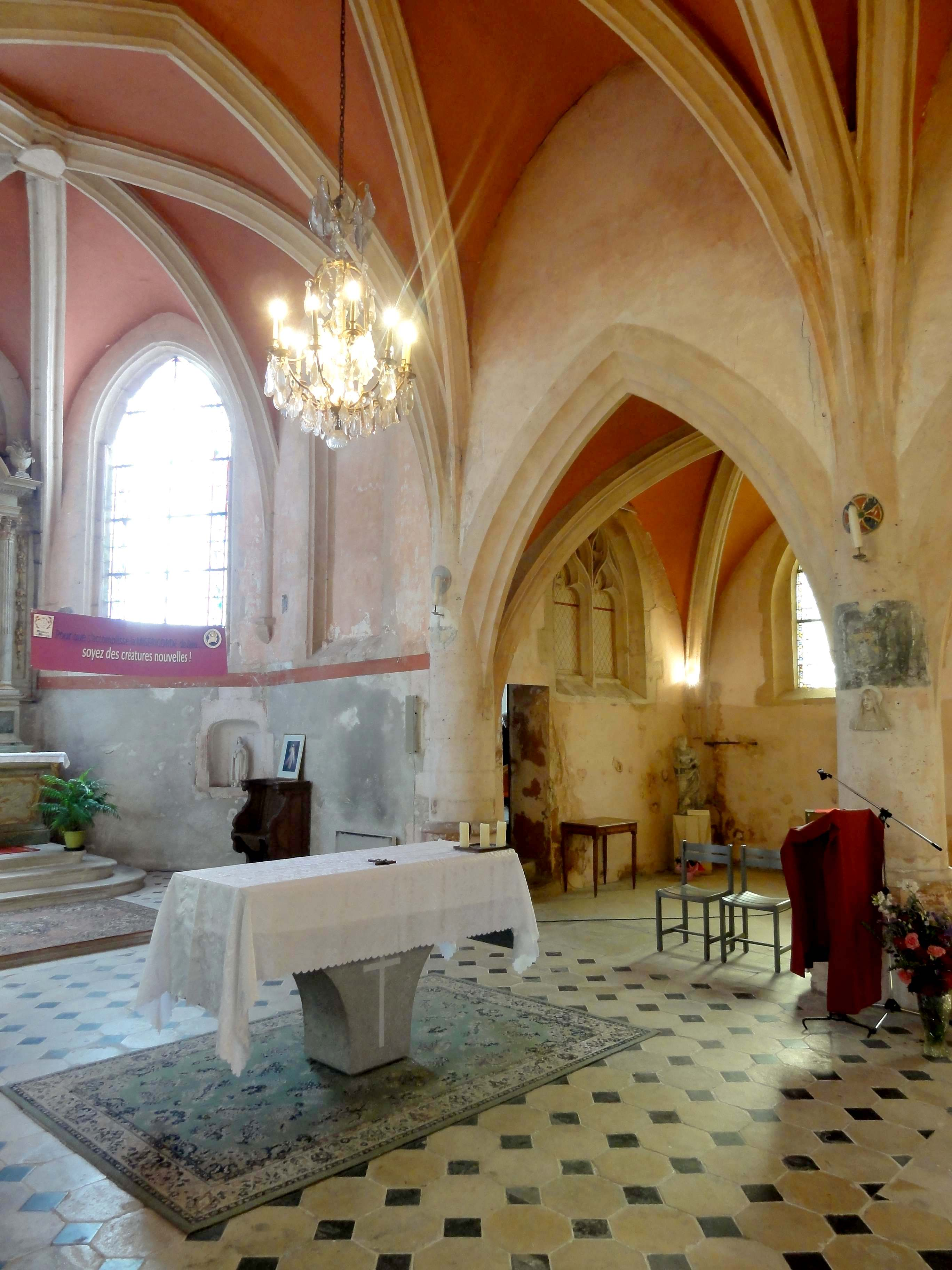
Vue vers le sud-est.
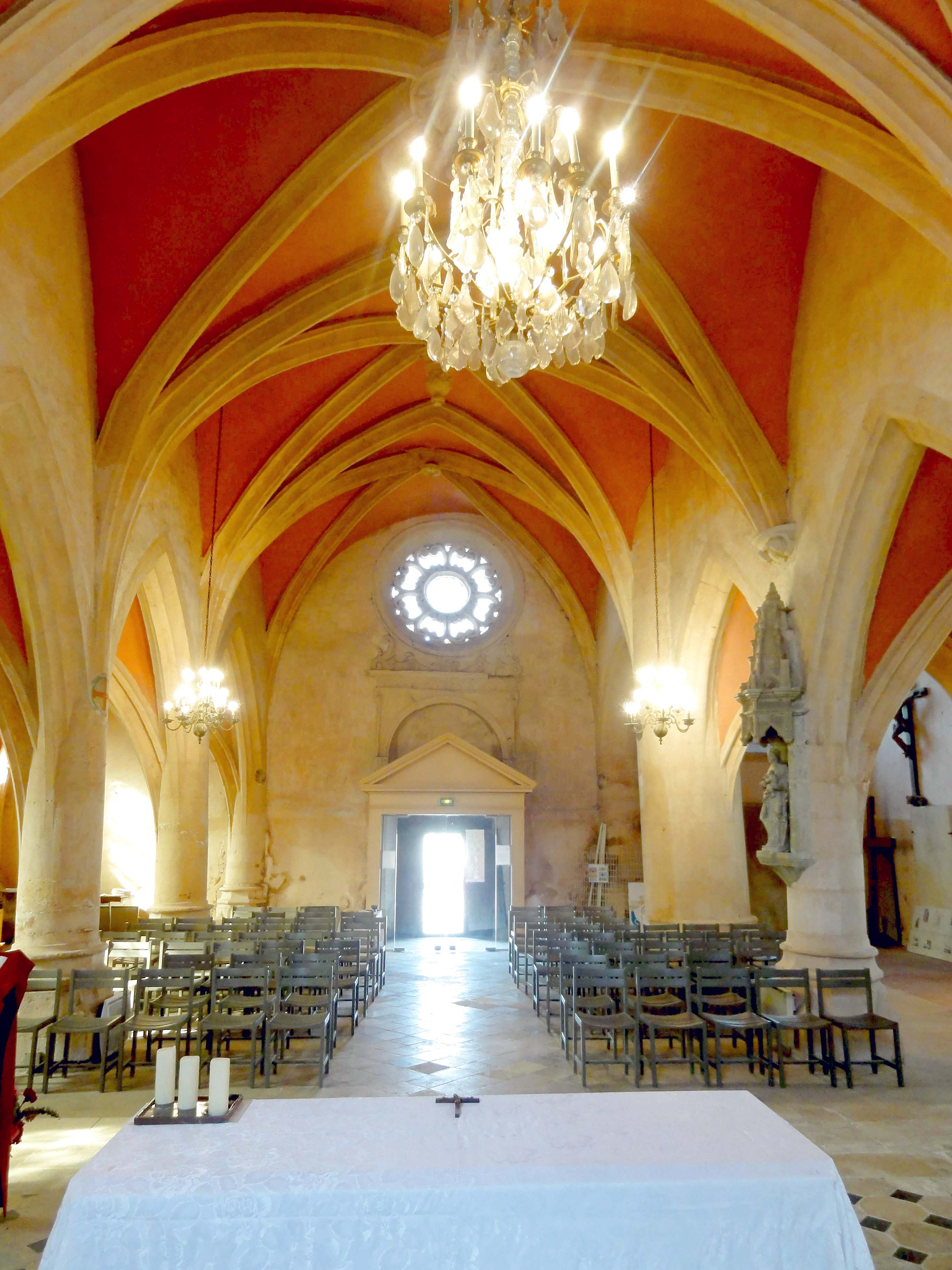
Vue vers l'ouest.
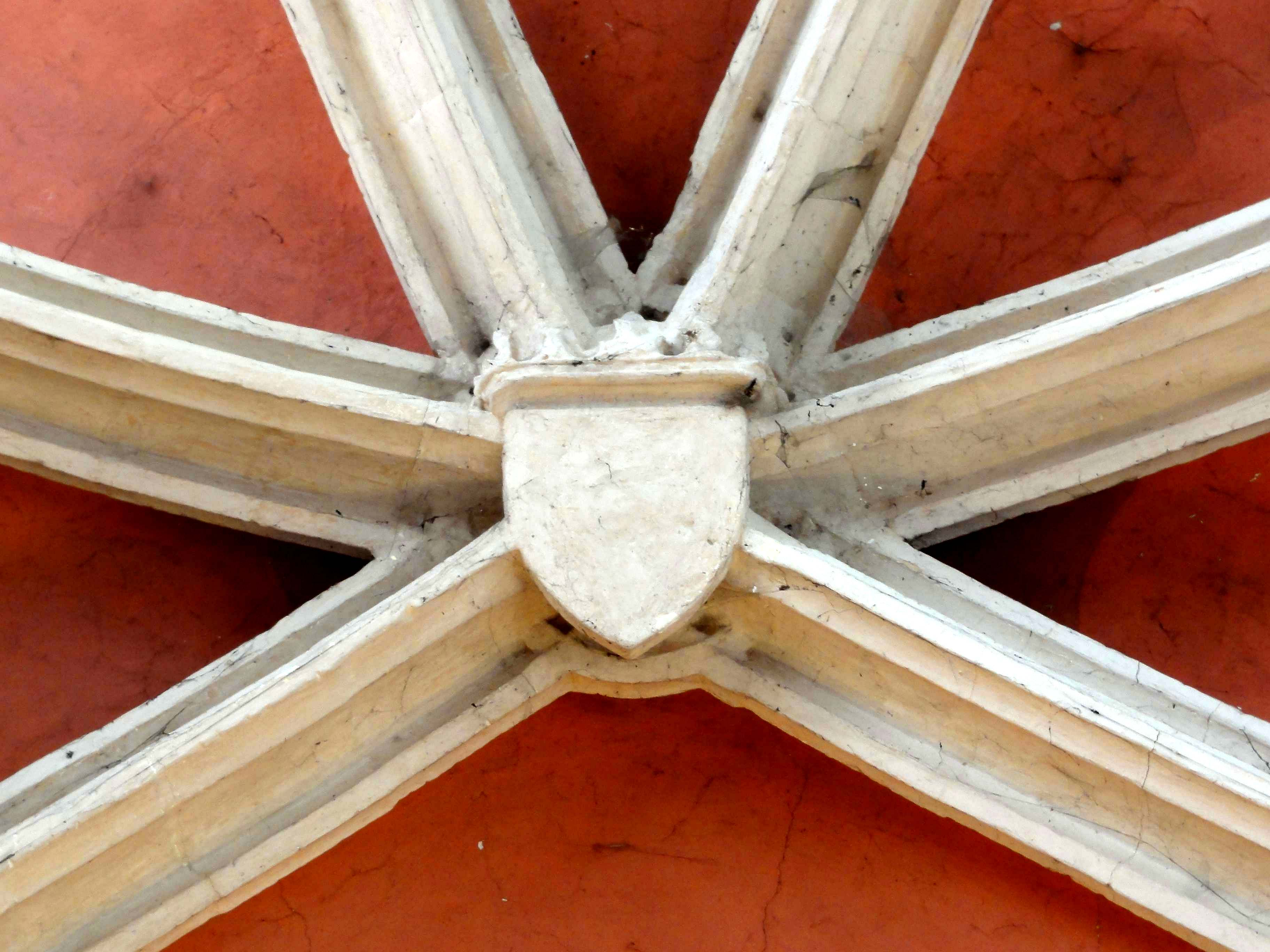
Clé de voûte.

## Mobilier

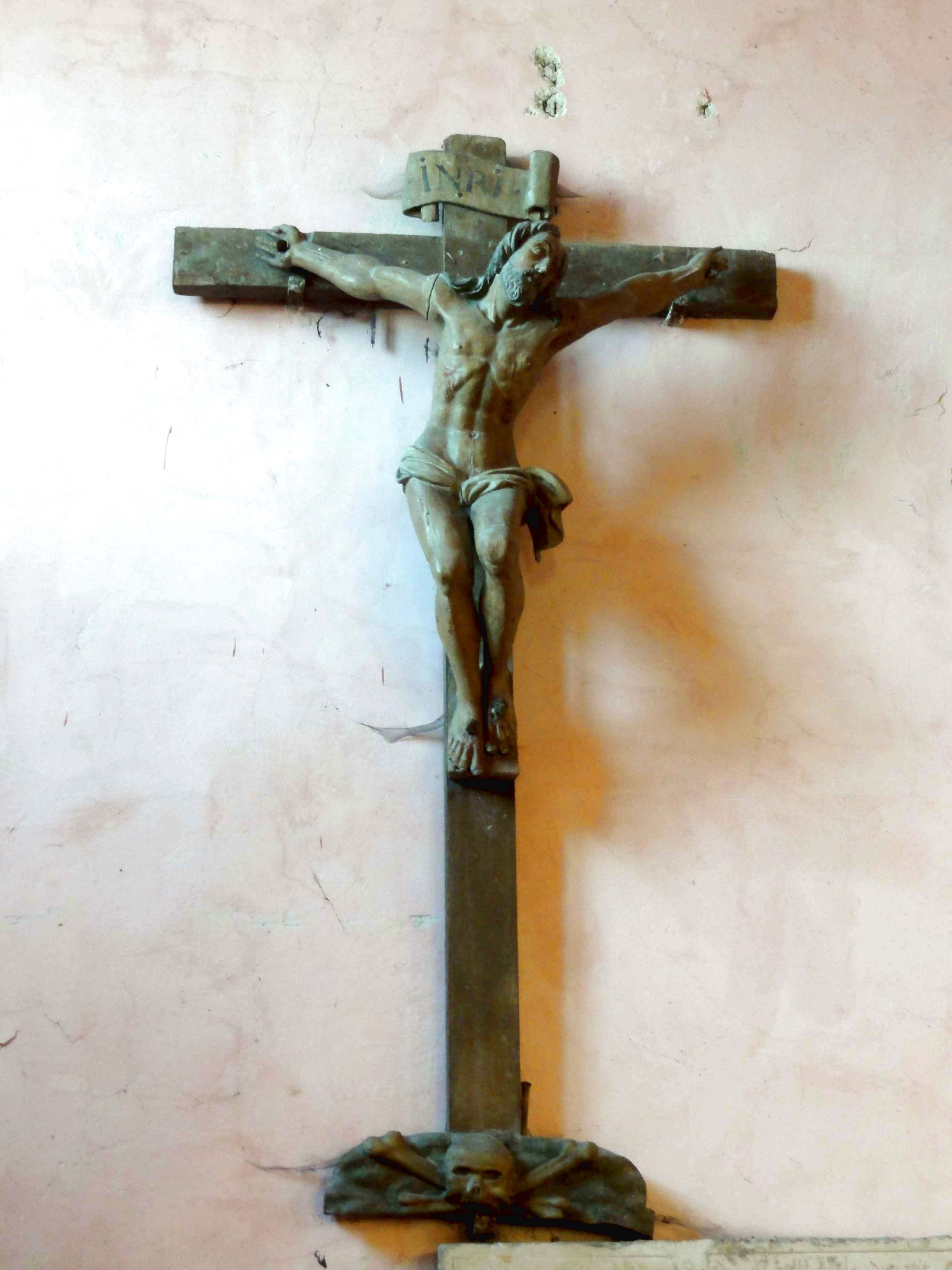
Christ en croix.

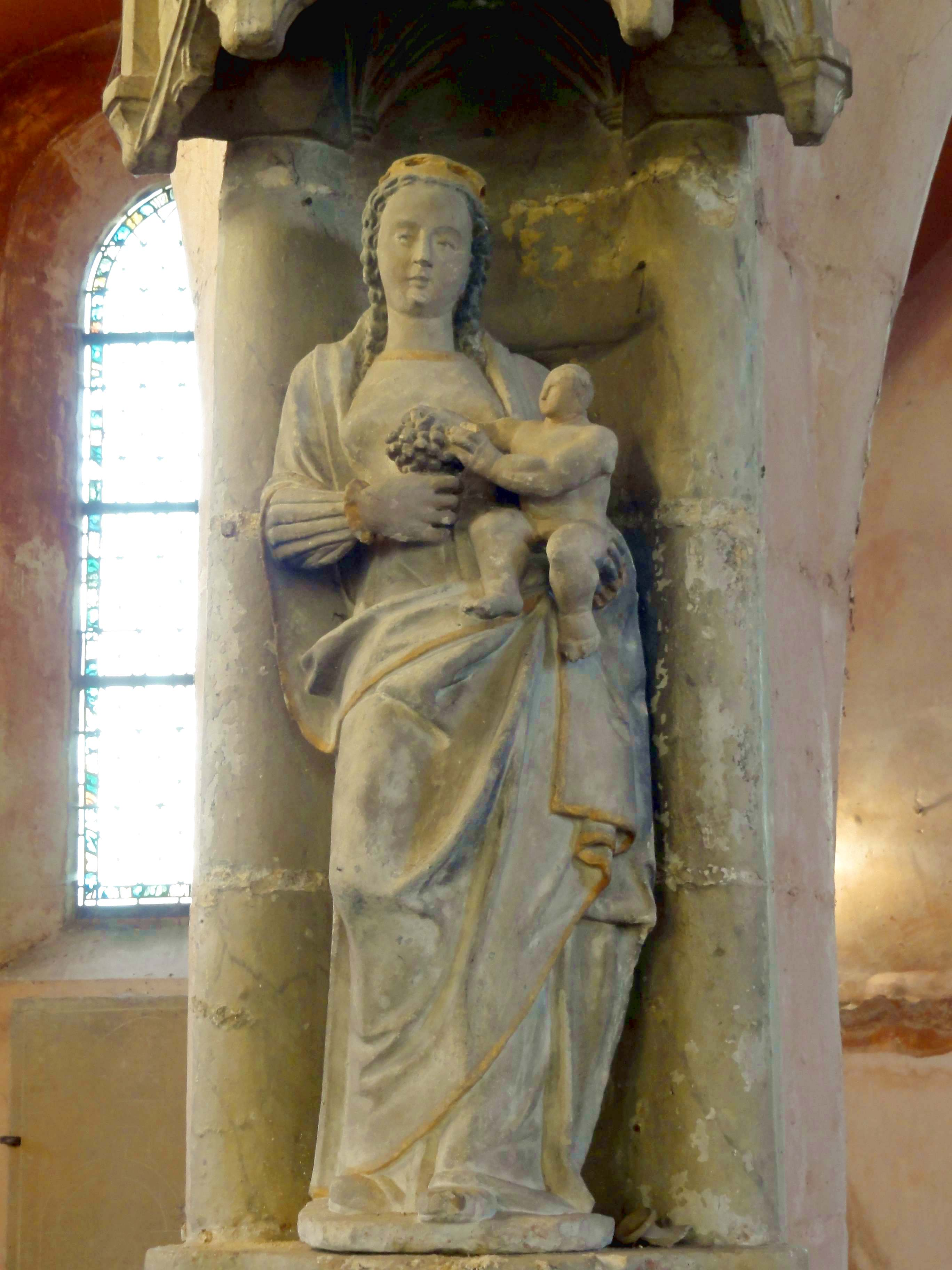
Vierge à l'Enfant.

Parmi le mobilier de l'église, huit éléments sont classés monument historique au titre objet, dont la moitié sont des plaques ou dalles funéraires. Les autres objets classés sont le maître-autel avec son tabernacle et son retable, et un lutrin. Quelques œuvres de sculpture de facture populaire méritent également l'attention.

### Sculpture
- Le Christ en croix en bois accroché dans la base du clocher se caractérise par le Golgotha à son pied symbolisé par un crâne et deux tibias croisés, et pourrait provenir d'une ancienne poutre de gloire. Ce crucifix n'est pas classé à ce jour.
- La statue de la Vierge à l'Enfant abritée sous un dais architecturé flamboyant d'un style un peu lourd devant le pilier au milieu des grandes arcades du nord, est en pierre, et pourrait dater de la période comprise entre 1520 et 1530 selon Marcel Aubert[8]. Elle n'est pas encore classée à ce jour.
- La statue de sainte Catherine d'Alexandrie près du chevet du bas-côté sud est en pierre anciennement polychrome, et date du XVIe ou XVIIe siècle. La martyr peut facilement être identifiée grâce à la roue brisée, instrument de son martyre, et à l'homme qu'elle foule de ses pieds, l'empereur Maximien Hercule, son persécuteur. Cette œuvre, qui a subi des détériorations, n'est pas non plus classée à ce jour.

### Mobilier liturgique
- Le lutrin en fer forgé du XVIIIe siècle mesure 210 cm de hauteur, et est classée depuis octobre 1972[13].
- Le maitre-autel en bois mesure 260 cm de longueur et 98 cm de hauteur, et date du XVIIIe siècle. Il est en forme de tombeau, et traité en faux-marbre gris et blanc, sauf pour le décor sculpté, qui est doré. Il est constitué de têtes de chérubins qui flanquent les angles, et d'un grand panneau arborant un médaillon entouré de branches d'olivier. Comme particularité, le médaillon ne présente pas l'un des symboles de l'Eucharistie, mais la Nativité de Jésus. Quant au tabernacle, il adopte la forme d'un édicule orné de deux pilastres ioniques et cantonné de deux ailerons verticales. Le bas-relief sur la porte figure un ostensoir. Le classement de l'ensemble est intervenu en octobre 1972[14].
- Le retable du maître-autel, qui date de la même époque, a pour vocation de mettre en valeur une grande toile, copie d'après la Grande Sainte Famille de Raphaël. Le tableau est flanqué de deux colonnes corinthiennes rudentées et cannelées, et de deux pilastres ornés de chutes de fleurs. Les colonnes supportent un entablement qui intègre un fronton cintré. Le couronnement est formé par des pots-à-feu à l'aplomb des colonnes, et une sorte de console centrale, sur laquelle se profilent un médaillon et plusieurs têtes d'angelots, et qui est sommée d'un crucifix. Ce retable est classé depuis mai 1967[15].
- Le retable de la Vierge Marie, au chevet du bas-côté nord, n'est pas daté. Il se compose d'un corps central formé par deux colonnes corinthiennes supportant un entablement et un fronton triangulaire, et de deux ailes latérales moins élevées et à faible relief, qui comportent des pilastres ioniques en lieu et place des colonnes, et des frontons en arc de cercle. Le tableau au milieu du corps central montre l'Éducation de la Vierge Marie par sainte Anne, sa mère. Les statues devant les ailes latérales représentent saint Joseph à l'Enfant et saint Antoine de Padoue ; elles datent tout au plus du XIXe siècle. Cet ensemble n'est pas classé au titre des monuments historiques.

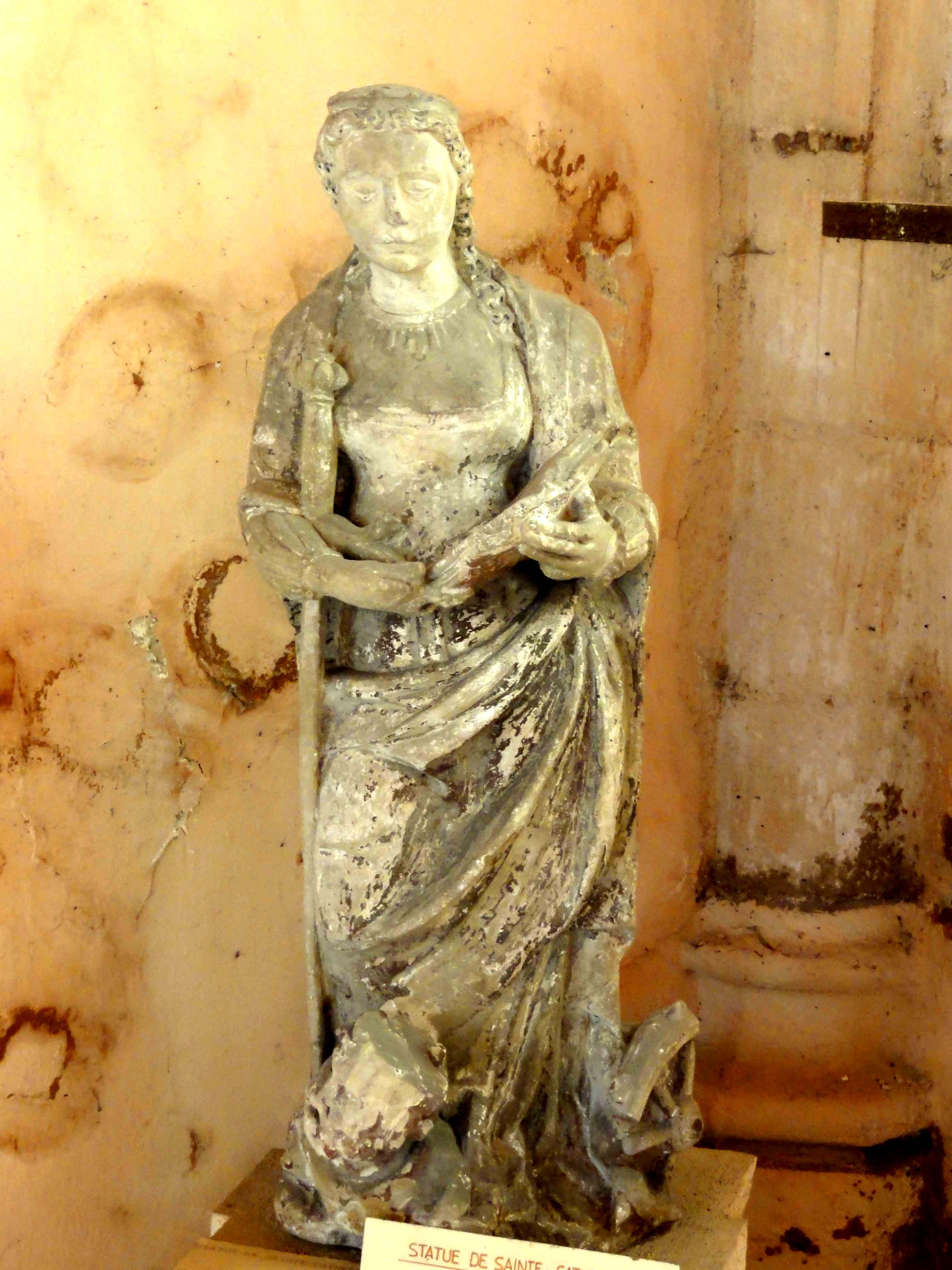
Sainte Catherine.
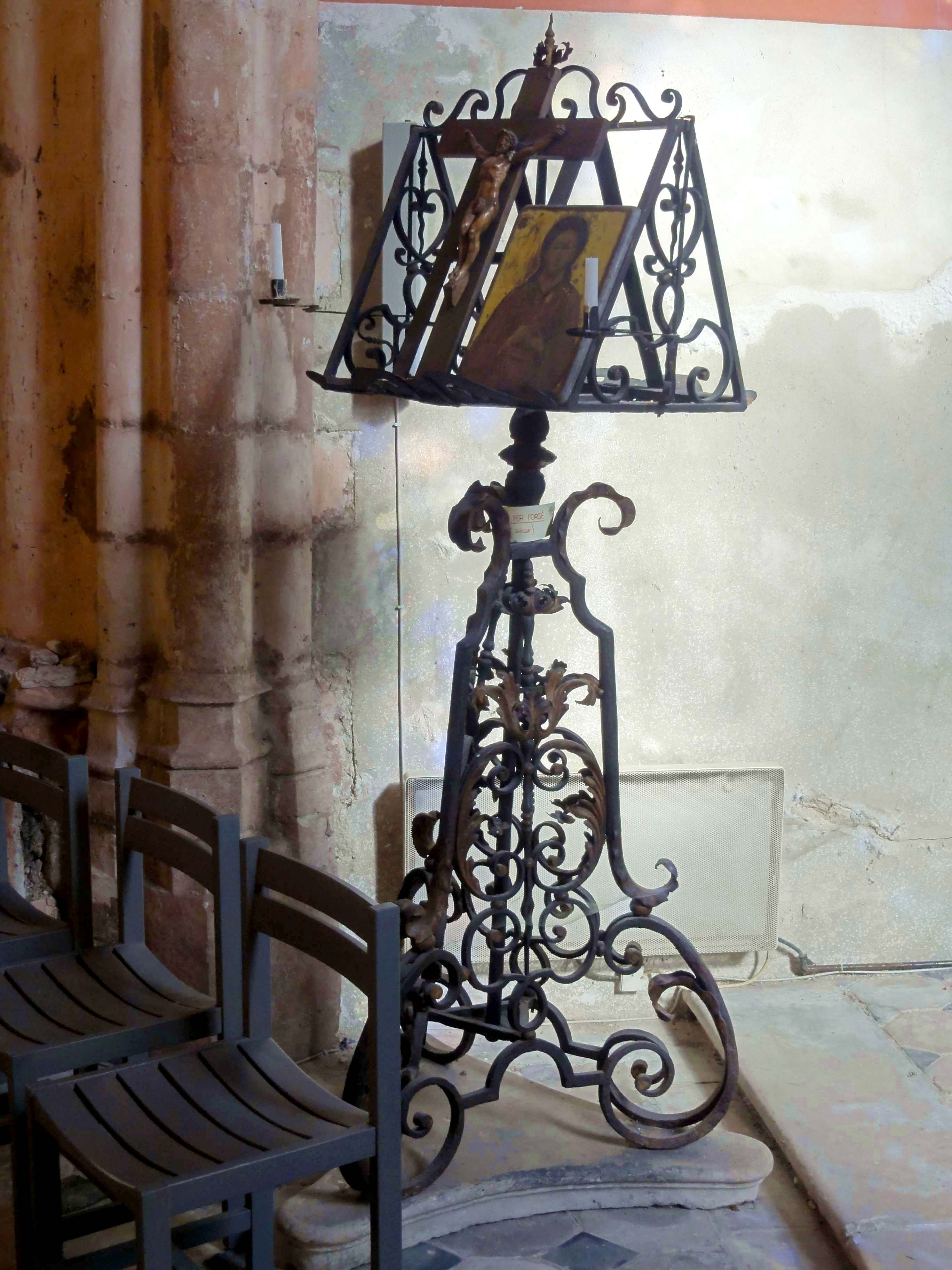
Lutrin en fer forgé.
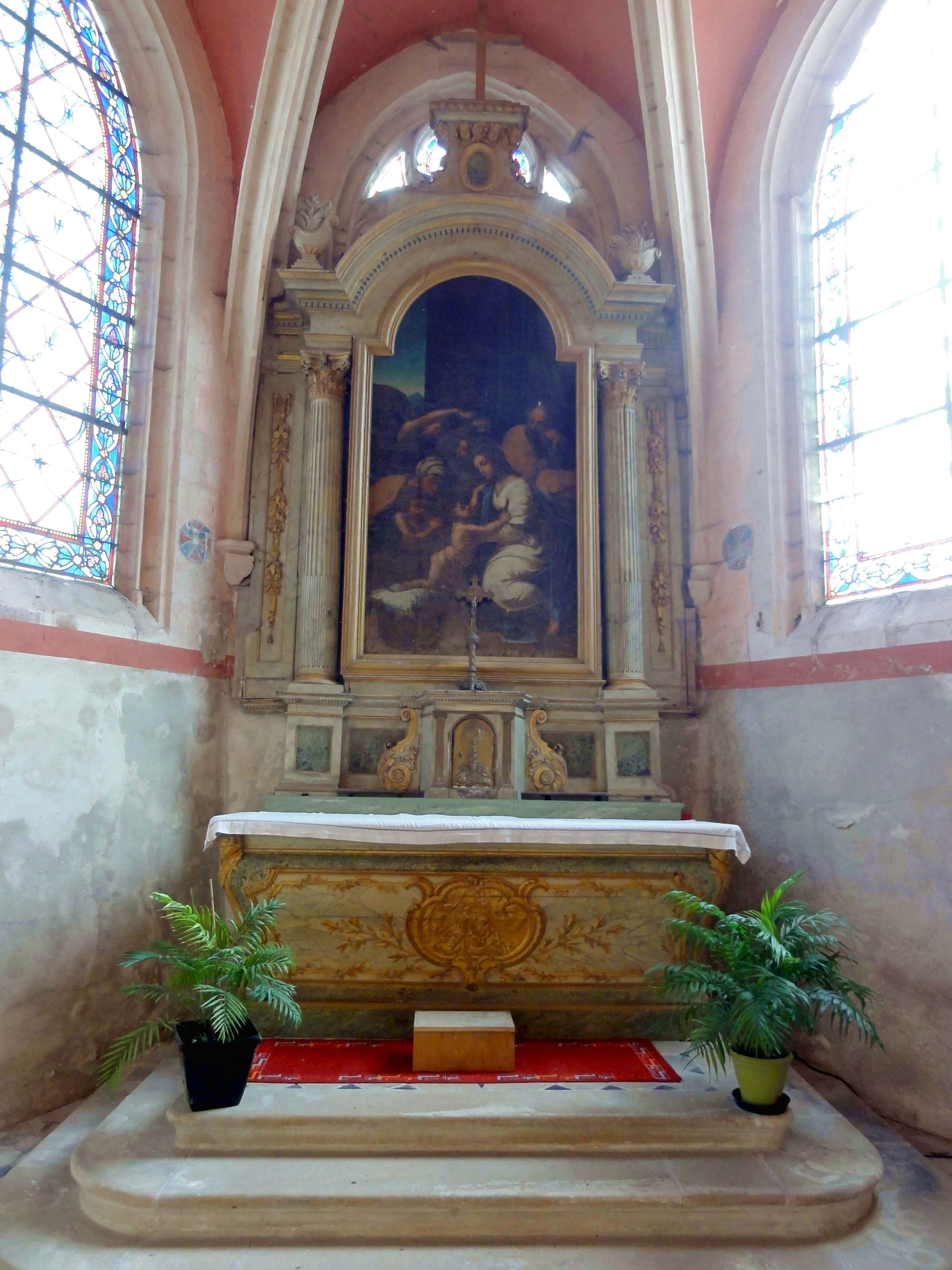
Maître-autel et retable.
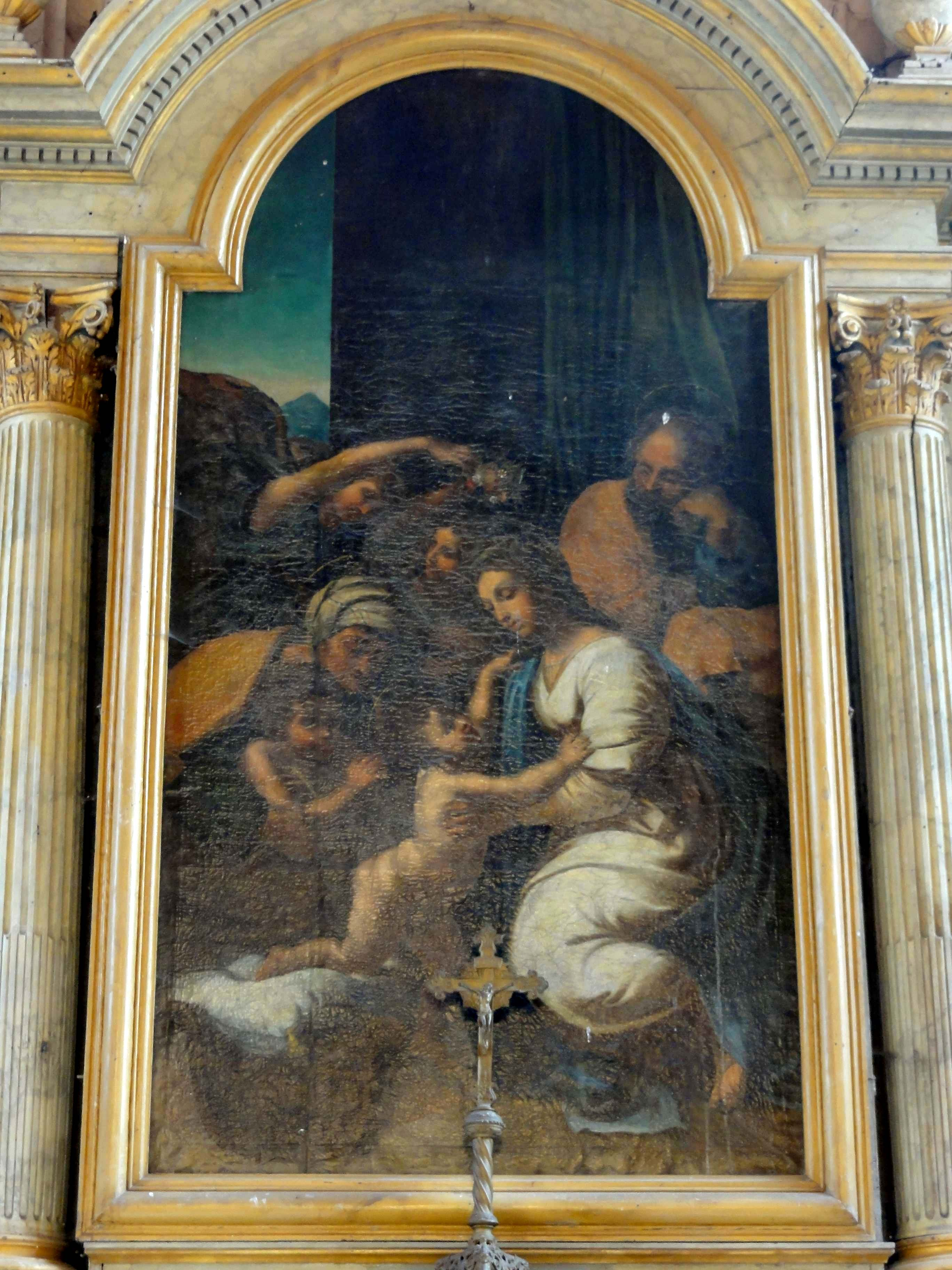
Tableau de retable.
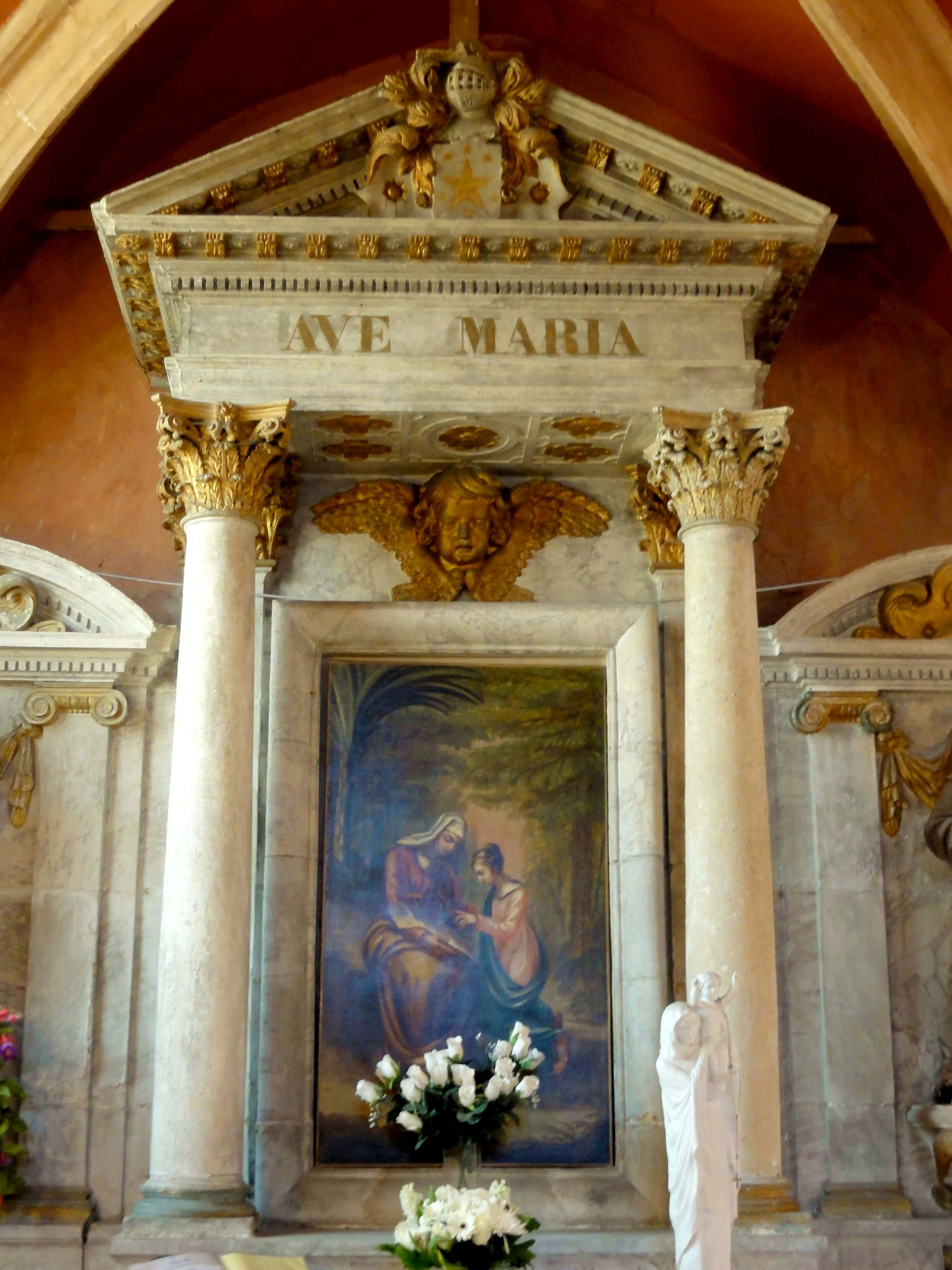
Retable de la Vierge.
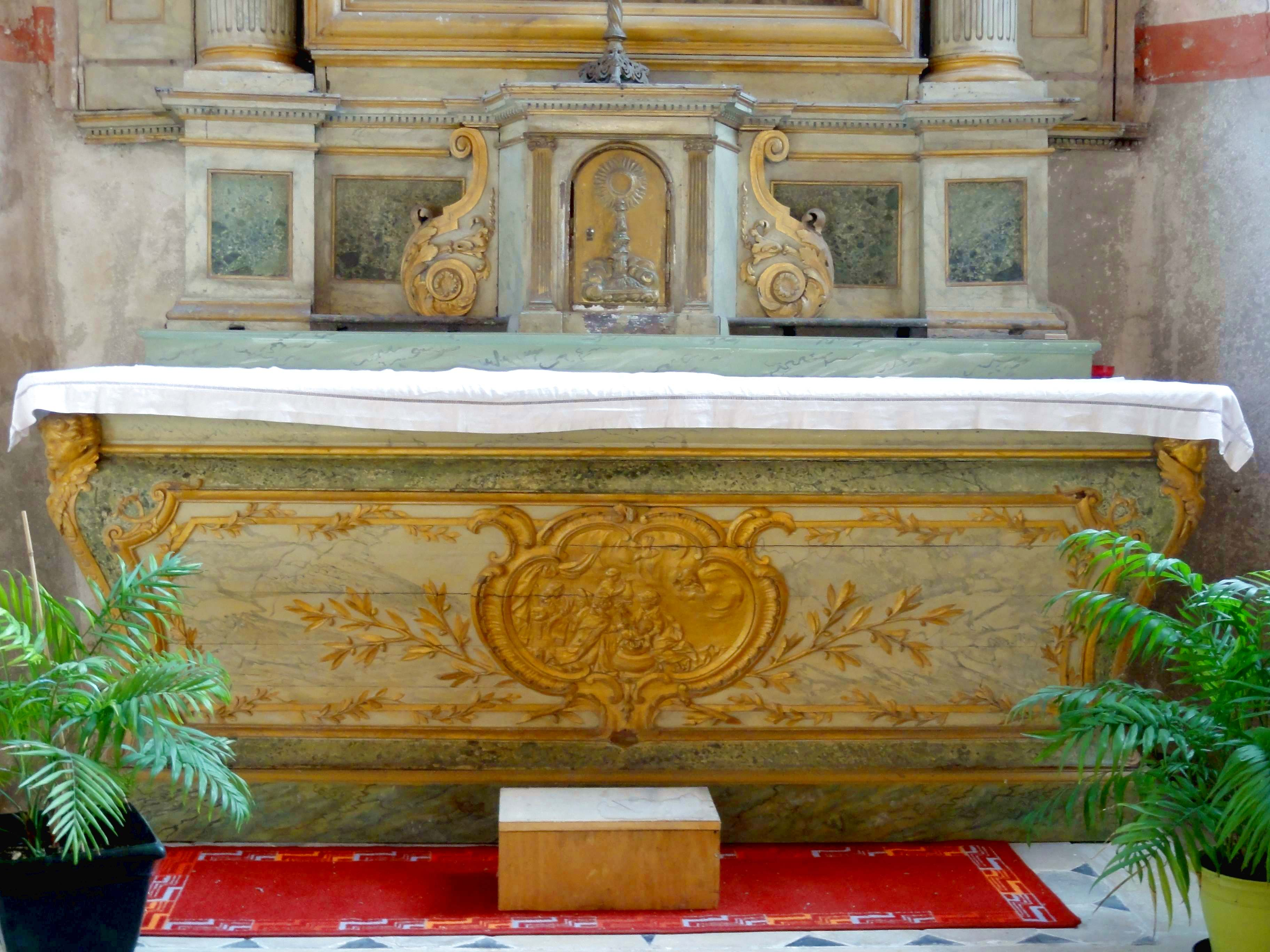
Maître-autel.

### Dalles funéraires
- Trois dalles funéraires à effigies gravées des XVIe et XVIIe siècles sont redressées contre les murs de la base du clocher et du bas-côté nord. L'une correspond à Louise Lovet, veuve de Messire Jean Rimert, de son vivant seigneur d'Othis, morte en 1587. Une autre appartient à David Le Roy, seigneur d'Othis, de Beaupré et de Guincourt (fiefs d'Othis), secrétaire du Roi, maison et couronne de France et de ses finances, décédé en 1642. Leurs dimensions n'ont pas été prises, et les épitaphes sont en grande partie effacées par l'usure. L'on manque de renseignements sur ces dalles, qui sont classées ensemble depuis février 1908[6],[16].
- La dalle funéraire de Louise Herouet, dame d'honneur de la reine, morte en 1584, mesure 168 cm de hauteur et 82 cm de largeur. Elle est redressée contre le mur du bas-côté nord. Les armoriées sont effacées, mais cette dalle est globalement mieux conservée que les trois précédentes. Son classement remonte à avril 1907[17].
- La plaque funéraire d'un paroissien anonyme mort en 1652 est toujours scellée dans le sol. Elle est de forme carrée et mesure 69 cm de côté, et porte l'inscription suivante : « CY GIST LE CORPS / D'UN PECHEUR / PRIEZ DIEU POUR / LE REPOS DE SON / AME IL EST MORT / LE DEUXIESME / APVRIL 1652 ». La dalle est classée depuis février 1980 seulement[18] (sans illustration).

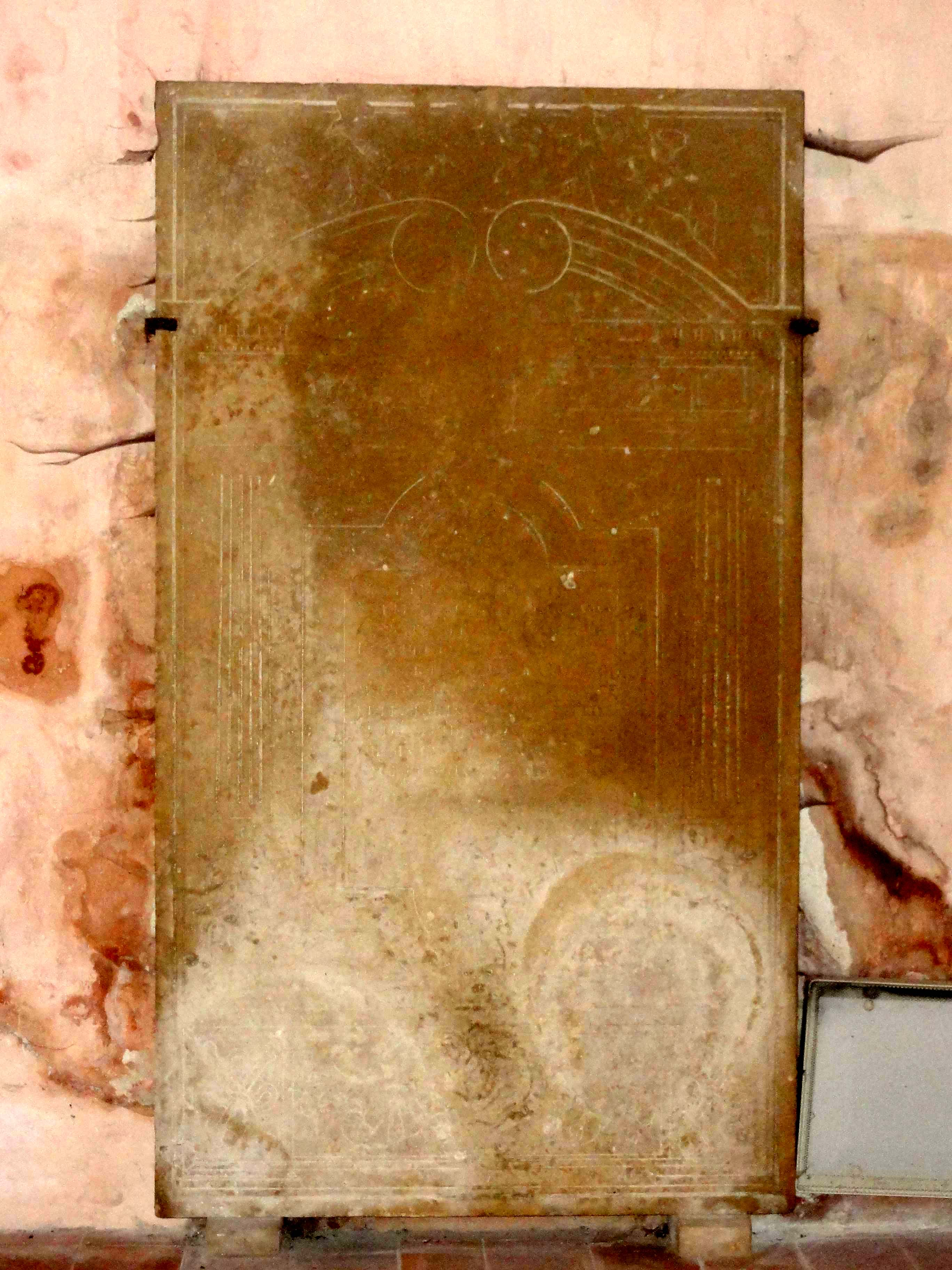
Pierre tombale no 1.
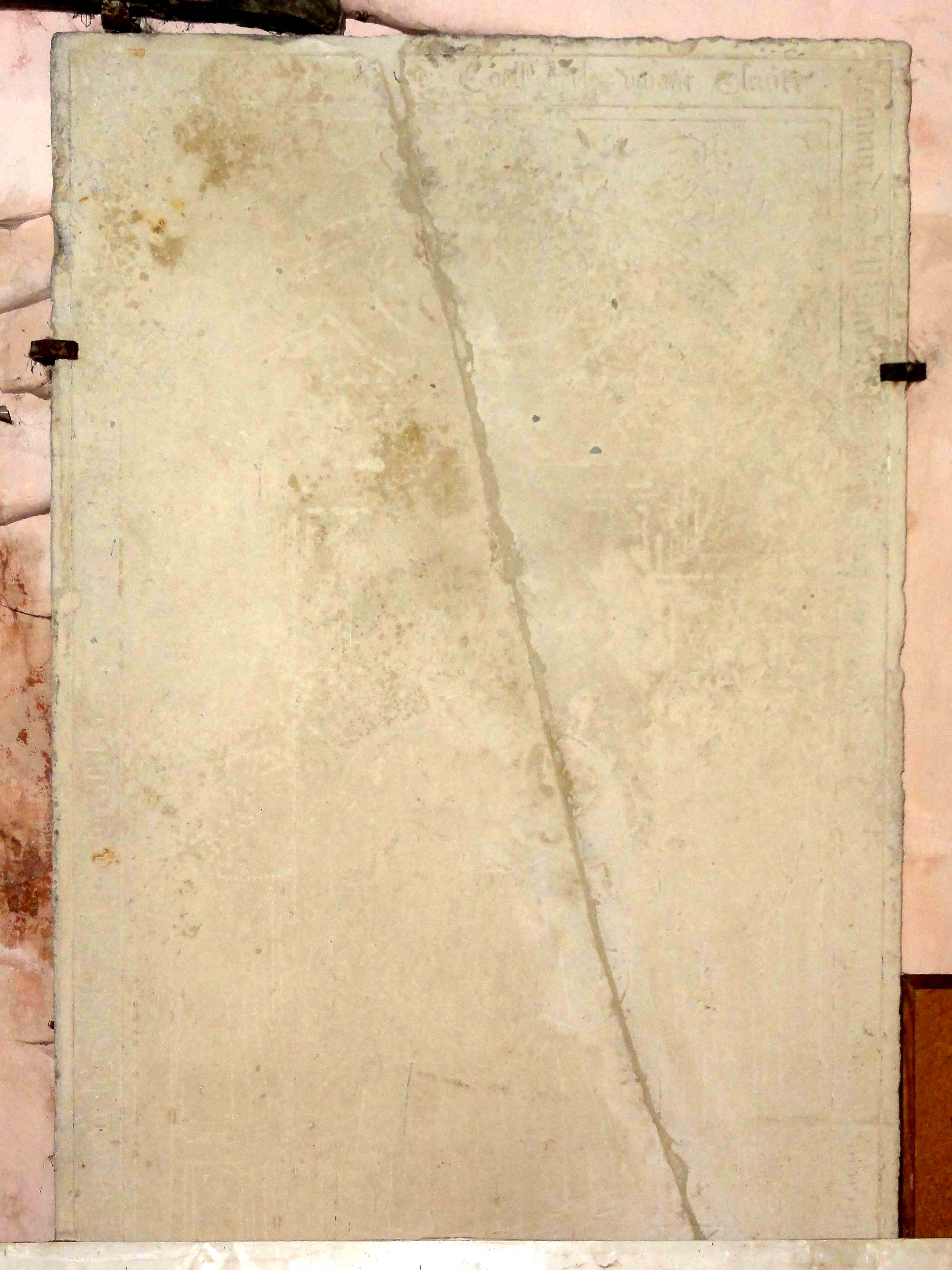
Pierre tombale no 2.
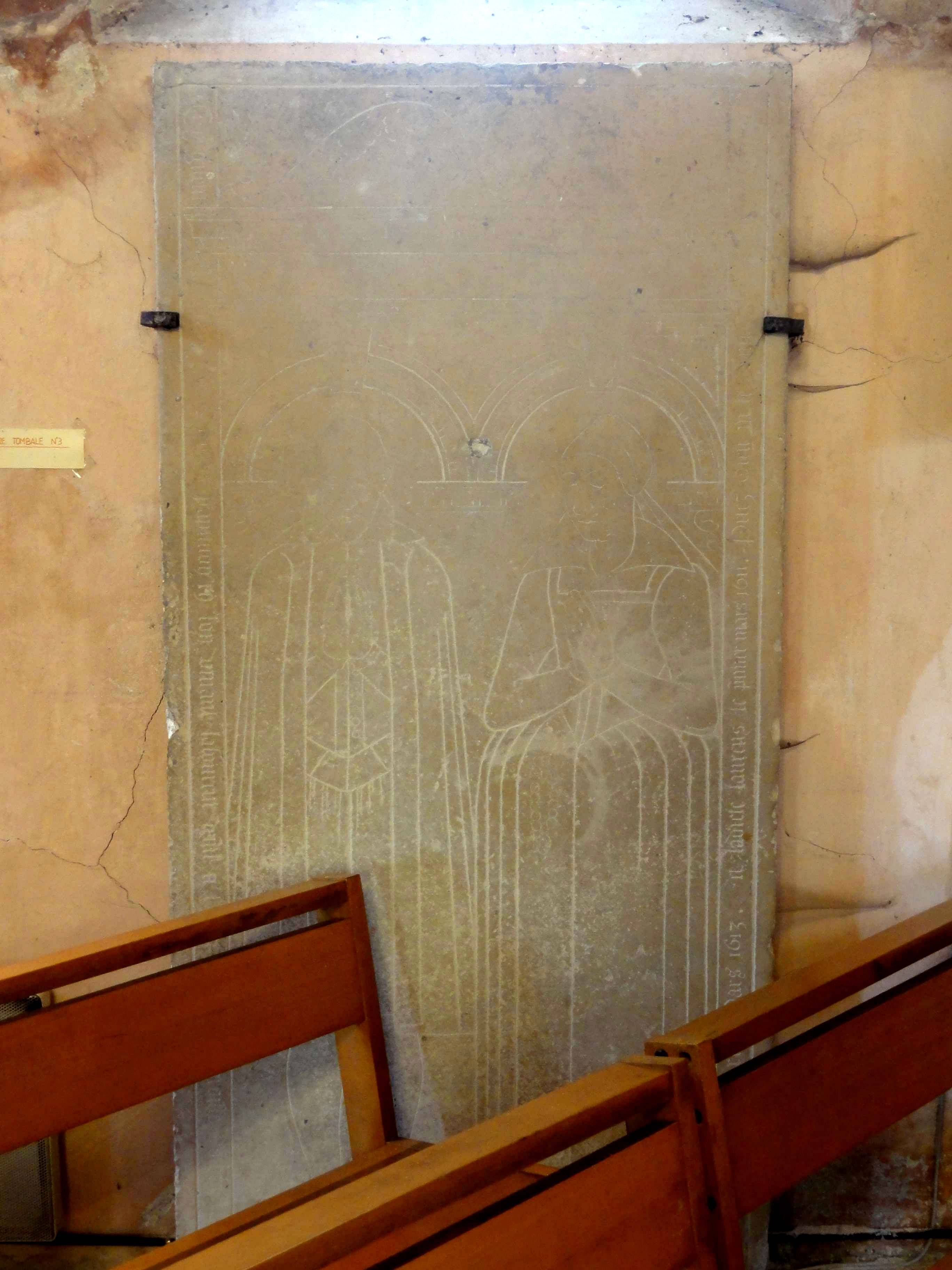
Pierre tombale no 3.
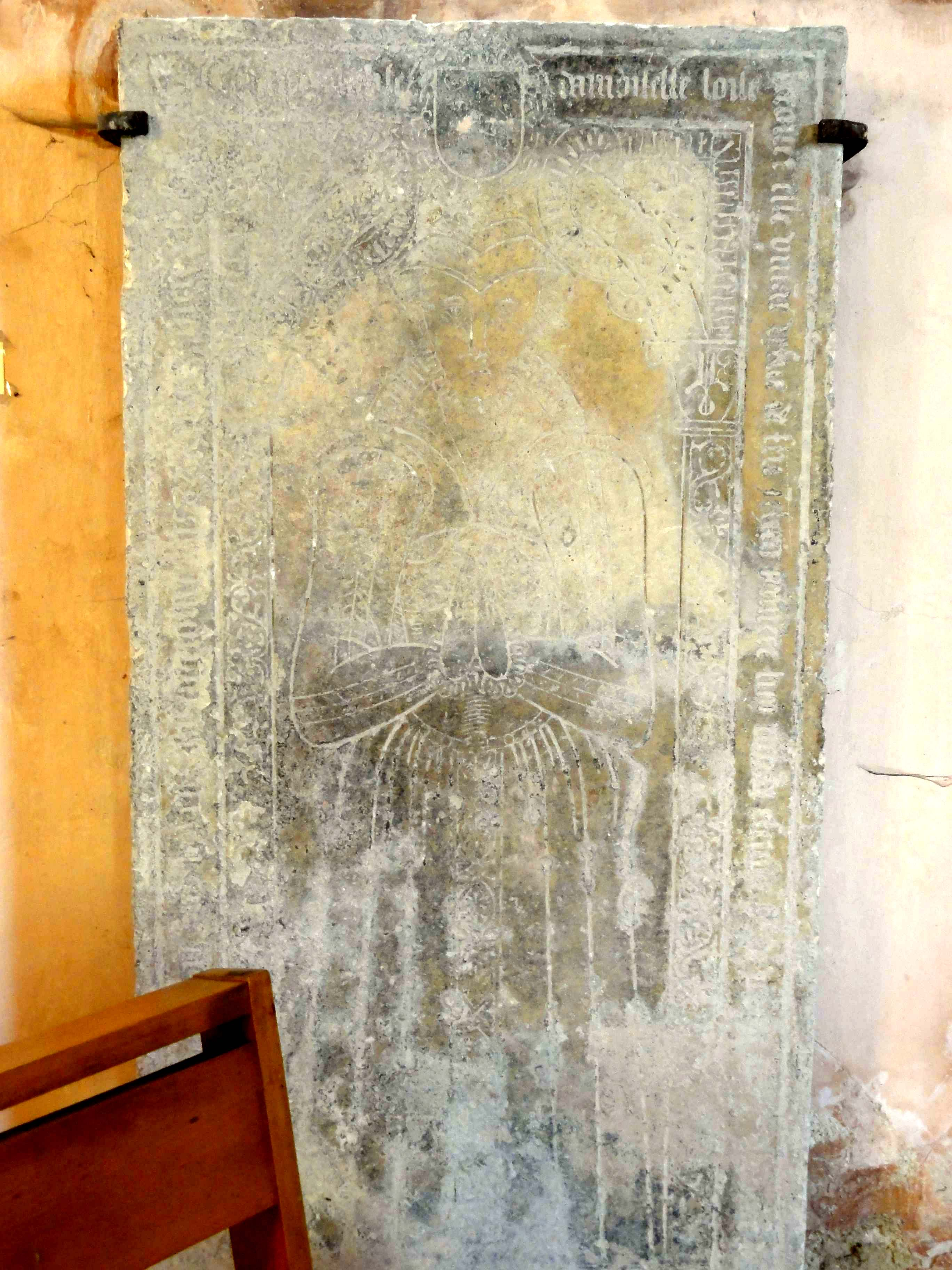
Dalle funéraire de Louise Herouet.